# Alpes dinariques
Vous lisez un « article de qualité » labellisé en 2015.
Les Alpes dinariques ou Dinarides sont un massif montagneux des Balkans occidentaux qui doivent leur nom au mont Dinara. Elles s'élèvent entre le bassin du moyen Danube au nord-est et la mer Adriatique au sud-ouest, en plusieurs chaînes montagneuses orientées principalement selon un axe nord-ouest/sud-est, de la Slovénie au nord de l'Albanie où culmine leur plus haut sommet, à 2 692 mètres d'altitude : le Maja e Jezercës. Elles couvrent au total six pays reconnus internationalement, auxquels peut s'ajouter le Kosovo. La plus grande ville est Sarajevo, capitale de la Bosnie-Herzégovine. Trois climats distincts influencent le massif : méditerranéen à l'ouest, montagnard au centre, où le relief est le plus élevé, et continental à l'est.
Le massif est principalement composé de calcaire, notamment dans sa moitié occidentale, émergé peu de temps après le soulèvement alpin. Cette roche constitue le facteur déterminant sous un grand nombre d'aspects. L'eau, qui est une ressource abondante et relativement peu exploitée, a créé un relief karstique, issu de phénomènes érosifs, offrant des cavités parmi les plus profondes au monde et qui font le bonheur des spéléologues. La région du Carso, haut-plateau situé au nord, a même offert son nom à ce phénomène. La faune et la flore, souvent fragilisées, sont adaptées aux différents habitats naturels et abritent de nombreuses espèces endémiques, protégées entre autres par dix-sept parcs nationaux.
Les glaciations, peu importantes, n'ont quasiment pas eu d'effet sur le relief. La rareté des cols pour communiquer d'une vallée à une autre rend difficile la circulation à travers le massif, pourtant habité depuis près de 3 500 ans originellement par des tribus nomades pastorales. Cet isolement a pu le préserver d'une multitude d'invasions tout au long de l'histoire mais a également engendré une mosaïque de peuplements, avec chacun leur langue, leur religion, leur tradition.
L'économie tente de profiter des quelques richesses naturelles du massif (bois, minerai, énergie hydroélectrique, géothermie, tourisme), mais reste globalement en retard sur la moyenne européenne. Même si l'agriculture est le principal domaine d'activité, la population, affectée par des guerres successives, reste dépendante de l'aide alimentaire extérieure.

## Toponymie et étymologie
Les Alpes dinariques, également appelées Dinarides, doivent leur nom à la Dinara, une montagne située sur la frontière entre la Croatie et la Bosnie-Herzégovine. Son nom actuel dériverait d’une ancienne tribu illyrienne, les Dindari, établie sur son versant oriental. Le massif est appelé dans les langues locales Dinarsko gorstvo en slovène, Dinarsko gorje ou Dinarske planine ou encore Dinaridi en croate, en bosnien, en serbe latin et en monténégrin, Динарско горје ou Динарске планине en serbe cyrillique, et Maleve Dinarike ou Masiv Dinarik en albanais.

## Géographie

### Situation
Les Alpes dinariques s'élèvent dans les Balkans, au sud du bassin du moyen Danube, et plongent en un chapelet d'îles dans la mer Adriatique. Elles sont situées à l'extrémité orientale de l'arc alpin et couvrent entre 140 000 et 175 000 km2 selon les approches, sur une longueur de 645 km, des limites des Alpes juliennes, au nord de la Slovénie, jusqu'aux pieds des monts Šar en Albanie et aux monts Kopaonik en Serbie. Alors qu'elles s'étendent sur environ 200 km dans leur partie la plus large, au sud, elles atteignent moins de 50 kilomètres au nord. Sept pays se partagent la chaîne de montagnes du nord au sud : la Slovénie, la Croatie, la Bosnie-Herzégovine, la Serbie, le Monténégro, le Kosovo (non internationalement reconnu) et l'Albanie.
Le contour des Alpes dinariques coupe en deux la péninsule d'Istrie du sud au nord en passant par Trieste jusqu'aux plaines du Frioul, remonte le cours de l'Isonzo en direction de Tolmin, en Slovénie, puis celui de son affluent l'Idrijca en prenant la direction de l'est et en serpentant entre les collines d'Idrija et de Cerkno. Il continue ensuite vers Logatec, Vrhnika et les faubourgs de la capitale Ljubljana. Il oblique le long de la Krka jusqu'au bassin de son confluent, la Save, qu'il longe sur 400 kilomètres en direction du sud-est, en entrant sur le territoire croate aux portes de Zagreb, puis bosnien en laissant les vieux monts Kozara et Motajica au nord, et enfin serbe au sud des monts Cer. Il laisse alors le bassin de la Save en prenant la direction du sud le long du cours de la Kolubara, au niveau de la petite ville de Ljig et en passant à l'ouest des monts Rudnik. Il atteint la rivière Zapadna Morava puis emprunte le cours de son affluent, l'Ibar, au travers d'un profond canyon bordé à l'est par les monts Kopaonik, jusqu'à Mitrovica au Kosovo. À partir de Prizren, au nord des monts Šar, il suit en direction de l'ouest le Drin qui entre en Albanie et se jette peu après Shkodër dans la mer Adriatique, en marquant la frontière avec la Dalmatie croate. Toutes les îles le long de la côte, à l'exception des minuscules îlots volcaniques de Jabuka et Brusnik, à l'ouest de Vis, appartiennent à l'ensemble des Alpes dinariques.

### Topographie

#### Caractéristiques du relief
Les Alpes dinariques sont formées de chaînes montagneuses orientées globalement selon un axe nord-ouest/sud-est qui se complexifie légèrement dans la partie méridionale du massif. Certaines de ces chaînes montagneuses (Velebit, Biokovo, Prenj, Durmitor, Tara, Zlatibor, Prokletije, Orjen) sont clairement découpées, séparées par des vallées karstiques ou fluviales. Il existe en revanche peu de cols, ce qui rend la traversée du massif difficile. Les Alpes dinariques sont dominées par un relief calcaire caractérisé par l'existence du profond karst dinarique (holokarst) sur la moitié de la superficie du massif et la présence de quelque 130 poljés. Mais les chaînes montagneuses présentent néanmoins une grande variété de formations topographiques en raison de l'activité tectonique et des processus d'érosion dictés par l'eau, le vent, le gel ou les anciens glaciers. La majorité des sommets ont une altitude modeste comprise entre 1 000 et 2 000 mètres, sauf dans la partie centrale du massif où ils atteignent 2 694 mètres au Maja e Jezercës, dans le nord de l'Albanie.

#### Subdivisions

Carte des subdivisions des Alpes dinariques (légende en boîte déroulante).

Les Alpes dinariques, sur le modèle des Alpes, ont été découpées en groupes, sous-groupes, massifs et chaînons. Cependant, là où le relief des Alpes, avec ses rivières, ses vallées glaciaires et ses cols, permet l'identification rapide d'ensembles distincts, celui des Alpes dinariques, combiné à l'absence de littérature, à des traditions et appellations hétérogènes suivant les régions et à des frontières historiques relativement mouvantes, est plus difficile à répartir en ensembles distincts. Finalement, la géomorphologie reste le facteur le plus déterminant, suivie des perceptions populaires. Ainsi, les Alpes dinariques ont été découpées en trois « ceintures » parallèles partageant une unité géomorphologique, elles-mêmes identifiées par différentes régions géographiques montagneuses. Ensuite, chaque région est divisée en groupes morphologiques ou tectoniques formant la plupart du temps des massifs traditionnels, ou parfois constitués de quelques sous-groupes ou chaînons montagneux, regroupant plusieurs sommets.

##### Ceinture sud-occidentale ou ceinture maritime ou Alpes dinariques maritimes
Elle longe la côte adriatique depuis la frontière entre l'Italie et la Slovénie au nord-ouest jusqu'à l'Albanie au sud-est, et offre 6 000 km de côtes. Elle est divisée en quatre régions géographiques.

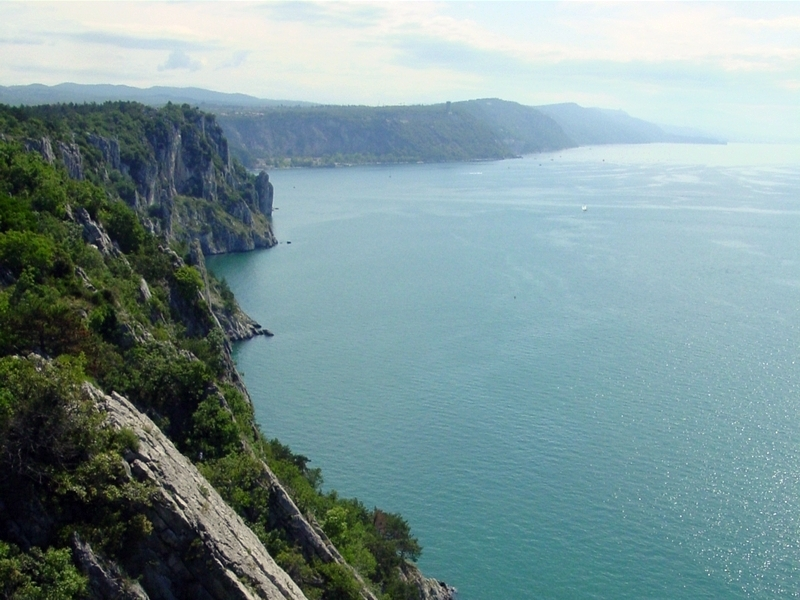
Le plateau calcaire et karstique du Carso, Kras en slovène, plonge dans la mer Adriatique, ici dans la région de Trieste.

Les montagnes de l'Adriatique Nord sont typiquement composées de calcaire. Cette roche forme les hauteurs et les îles de la région. Elles sont séparées des autres régions de la ceinture maritime par une plaine située au niveau de la ville croate de Zadar. Les montagnes d'Istrie et du Kras culminent à 1 394 mètres d'altitude au mont Vojak, dans le massif d'Učka. Elles sont principalement constituées d'un immense plateau karstique qui, entre le golfe de Trieste, la vallée de Vipava et les collines de la région de Goriška, s'élève à 1 025 mètres d'altitude au mont Vremscica, ainsi que de deux massifs, celui d'Učka et celui de Čičarija ou Cicceria qui s'élève à 1 272 mètres d'altitude au Veliki Planik, tous deux face à la baie de Kvarner. Les îles de l'Adriatique Nord culminent à 648 mètres d'altitude au mont Gorice sur l'île de Cres. Les autres îles principales sont Krk (568 mètres au mont Obzova), Rab (408 mètres au mont Kamenjak), Lošinj (589 mètres au mont Osorscica) et Pag (349 mètres au Sveti Vid). Ce groupe constitue en fait la partie submergée du prolongement des montagnes d'Istrie et du Kras, au sud de la ville de Rijeka.

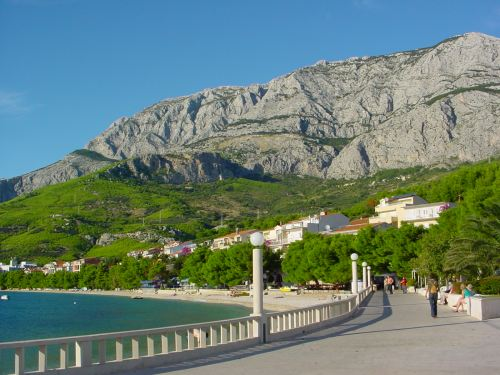
Le Biokovo à Tučepi.

Les montagnes de Dalmatie ont une altitude relativement faible qui leur vaut le surnom de Ravni kotari (les « comitats plats »). La chaîne de Dalmatie centrale est bordée par le massif de Dinara à l'est et entouré par les villes de Split, Šibenik, Knin et Sinj. Elle est aussi appelée Dalmatinska zagora ou Dalmatie intérieure. Elle est formée de sommets relativement isolés, hormis dans le massif de Svilaja culminant à 1 509 mètres d'altitude au pic éponyme. La chaîne de Dalmatie maritime est en fait constituée de deux ensembles montagneux. Le premier est une chaîne côtière haute et allongée au sud-ouest, entre les fleuves Krka et Neretva, formée par les massifs du Biokovo (1 762 mètres au Sveti Jure, point culminant de la chaîne) le long de la Makarska riviera, et du Mosor (1 339 mètres au Veliki Kabal), ainsi que quelques sommets isolés ne dépassant pas 1 000 mètres d'altitude. Le second est une chaîne plus basse, en retrait à l'intérieur des terres, à la limite de l'Herzégovine, au nord de Vrgorac. La chaîne de Dalmatie méridionale et d'Herzégovine se situe entre le delta de la Neretva et la faille tectonique qui délimite l'Orjen au nord. Le long de son versant nord-est s'étend le Popovo polje, tandis que son versant sud-ouest domine en partie la région de Dubrovnik. Elle culmine au Sveti Ilija, le sommet principal de la Sniježnica. Les îles de l'Adriatique Sud sont, comme celles de l'Adriatique Nord, d'anciennes montagnes aujourd'hui partiellement immergées. La péninsule de Pelješac fait aussi partie de ce groupe et abrite son point culminant, également appelé Sveti Ilija et s'élevant à 961 mètres d'altitude. Les îles principales sont Brač, Hvar, Korčula et Mljet.

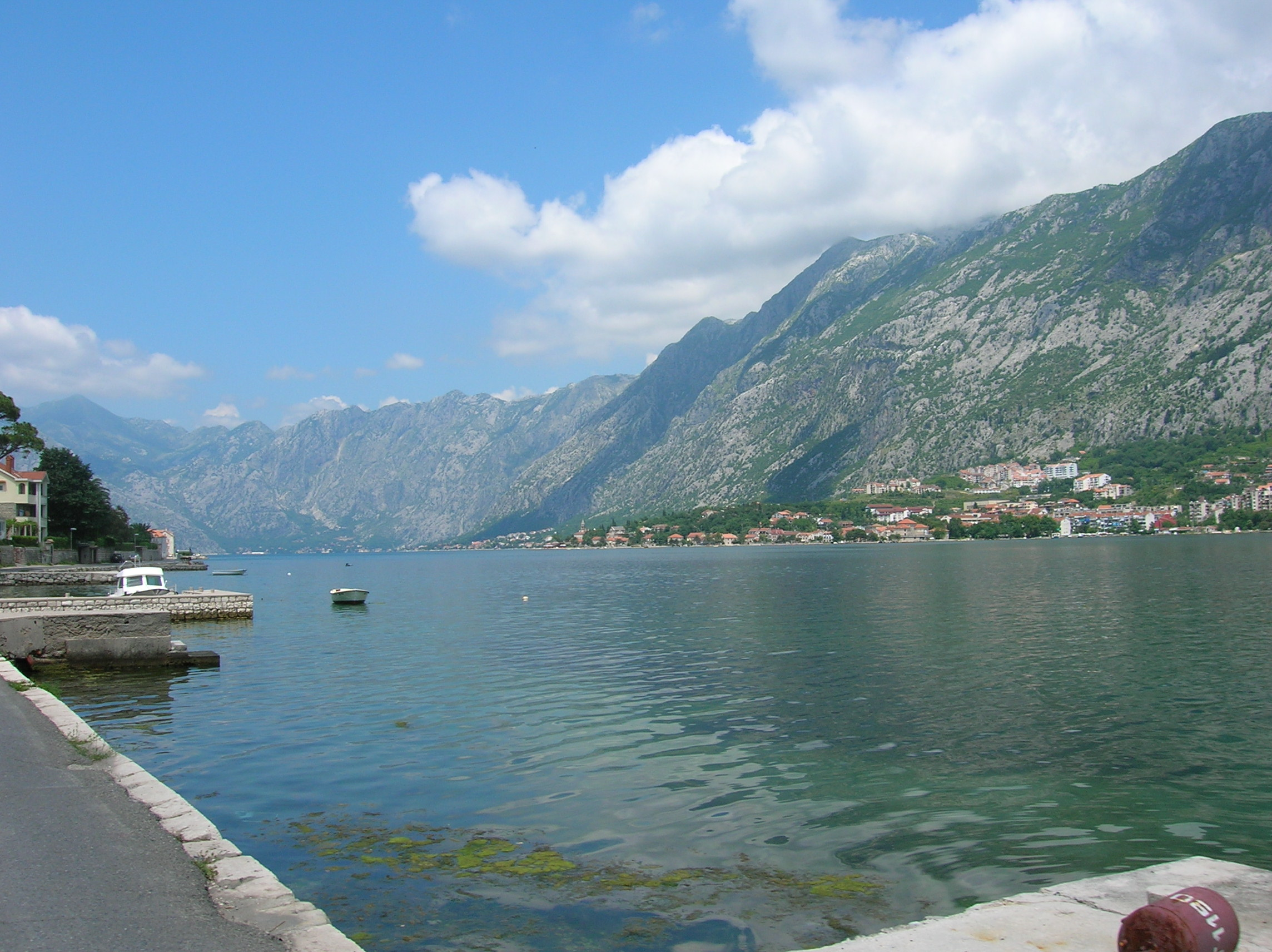
Les bouches de Kotor et le massif de l'Orjen, au Monténégro.

Les montagnes du Monténégro maritime et central sont une profonde région karstique calcairo-dolomitique parfaitement individualisée : elle est bordée par la mer Adriatique, le fleuve Bojana (ou Buna), le lac de Shkodra, la plaine de la Zeta, le Niksicko polje, les gorges et la dépression de Duga et la route Gacko-Bileća-Trebinje en Herzégovine orientale. À l'intérieur même de ce plateau, le « Vieux Monténégro » (Stara Crna Gora), on distingue trois groupes montagneux. À l'ouest, les montagnes du Monténégro maritime forment une longue arête essentiellement constituée par le massif de l'Orjen. Celui-ci culmine à 1 849 mètres d'altitude au Zubački kabao, le plus haut sommet de la ceinture maritime. Ces remparts montagneux plongent profondément dans la mer Adriatique. Le mont Lovćen est une autre montagne importante de ce groupe montagneux. Il possède deux pics principaux, le Štirovnik (1 769 mètres) et le Jezerski vrh (1 657 mètres), et domine les bouches de Kotor. À l'est, le groupe de Garač est un plateau de forme trapézoïdale, entre la rivière Zeta et le lac de Shkodra, où s'élèvent quelques sommets. Le plus élevé est le Milunova bobija, le pic principal du mont Garač, à 1 436 mètres d'altitude. Au nord, le groupe de Njegoš est une région montagneuse également appelée Oputne Rudine. Elle culmine à la Ravna glava, le pic principal du mont Njegoš, à 1 721 mètres d'altitude.
Les montagnes de basse Herzégovine ne possèdent qu'un seul groupe montagneux significatif, au sud-est de la Neretva. Au sein de celui-ci s'étendent deux massifs parallèles, entre les villes de Stolac et Trebinje. Le chaînon de la Bjelasnica, entre le Popovo polje et la rive droite de la Trebišnjica au sud et une ligne reliant Stolac, Ljubinje et le bassin de Ljubomir au nord, culmine à 1 395 mètres d'altitude. Le chaînon de Sitnica, entre cette même ligne au sud et le poljé de Dabar (Dabarsko polje) et les localités de Fatnica et Bileća au nord, culmine à 1 419 mètres d'altitude au pic Kobilja glava.

##### Ceinture centrale ou hautes Alpes dinariques
Elle s'étend depuis la Slovénie jusqu'à la frontière entre l'Albanie et le Monténégro, en traversant une grande partie du territoire de la Bosnie-Herzégovine. Elle comprend les plus hauts sommets des Alpes dinariques et s'élève progressivement en direction du sud-est. Elle est divisée en six régions géographiques.

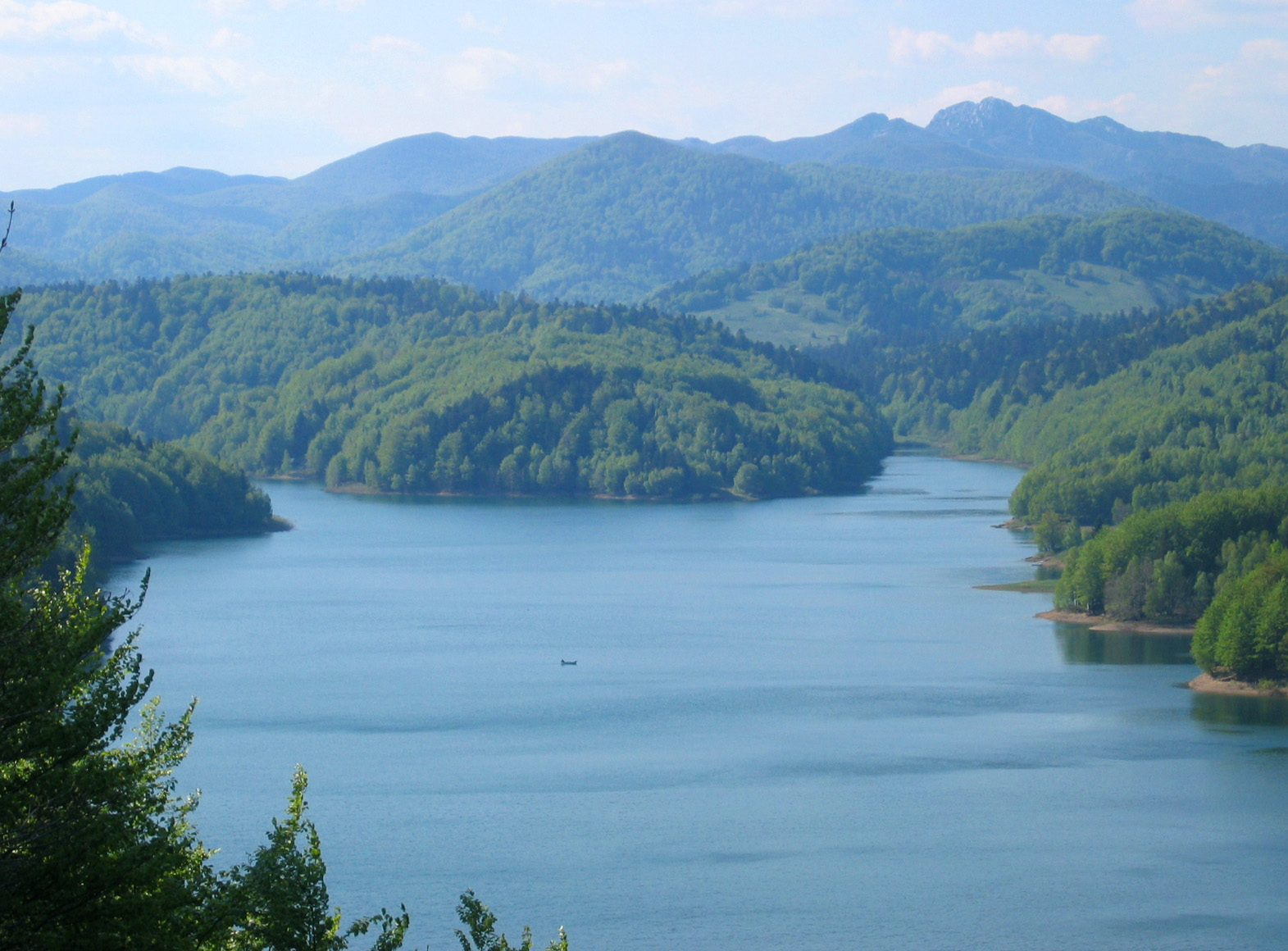
Le lac de Lokvar dans le Gorski Kotar.

Les hauts plateaux karstiques de Slovénie et de Croatie sont structurés par trois failles importantes qui délimitent chacun des groupes de cette région. Plusieurs cols (col de Postojna, col de Vrata) permettent de circuler à travers ces plateaux par ailleurs peu peuplés et densément boisés. Le groupe de Trnovski gozd, au nord-ouest, est bordé par le Carso, l'Isonzo, la vallée de Vipava, la Pivka et l'Idrijca. C'est un plateau situé entre 900 et 1 400 mètres d'altitude et qui culmine à 1 495 mètres au Mali Golaki, le pic principal du Trnovski gozd. Au nord, le plateau se confond avec les premières hauteurs des Alpes juliennes. Le groupe de Snežnik-Risnjak, au sud-ouest, s'élève entre l'arrière-pays de Rijeka (mont Snijeznik à 1 505 mètres, mont Obruc à 1 376 mètres) et la région montagneuse du Gorski Kotar (mont Risnjak à 1 528 mètres) en Croatie et la Carniole-Intérieure en Slovénie où culmine le mont Snežnik à 1 796 mètres d'altitude. Le large plateau de Carniole-Intérieure et Basse-Carniole, au nord-est, est une région de moyenne montagne couverte de bois et de pâturages en altitude et de champs dans les vallées. Il est constitué de trois chaînons : les collines de Krim (Krimsko hribovje, 1 107 mètres) au sud de Ljubljana, les hauteurs autour du plateau de Bloke (1 114 mètres au mont Slivnica) et finalement la région de Kočevsko-ribniško ou Potocansko visocje (1 289 mètres au mont Goteniški Snežnik). Le groupe de Velika Kapela, au sud-est, est à cheval sur la moitié méridionale du Gorski Kotar et sur une partie de la Lika. Il est composé de plusieurs chaînons parallèles, orientés du nord-ouest au sud-est, séparés par de profondes dépressions : le chaînon principal qui culmine à 1 534 mètres au mont Kula, le pic principal de la Bjelolasica, le chaînon central (1 375 mètres au Velika Javornica), le chaînon oriental (1 289 mètres au Bijela kosa) et le chaînon occidental (1 428 mètres au Visevica).

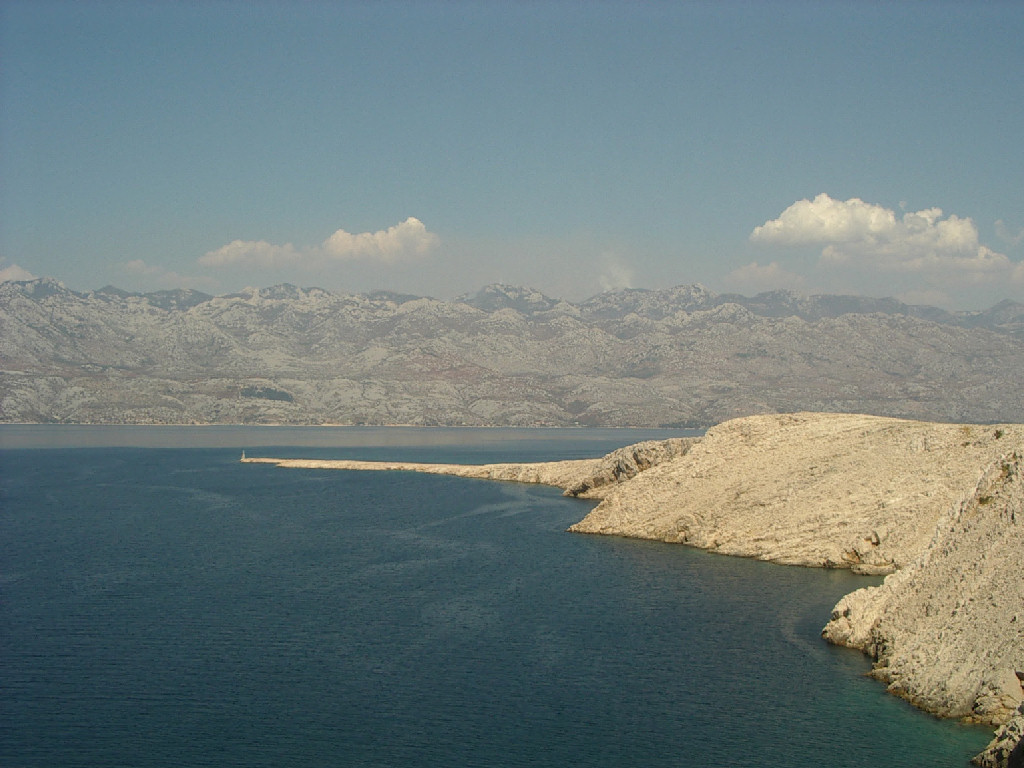
La partie centrale du Velebit.

Les montagnes de la Lika s'articulent tout autour de ce vaste plateau avec d'une part la longue chaîne du Velebit à l'ouest et d'autre part les massifs de Kapela et de Lička Plješivica à l'est. Le Velebit est la plus longue chaîne des Alpes dinariques. Elle s'étend le long de la mer Adriatique sur 145 kilomètres de long du col de Vratnik près de Senj à la haute-vallée de la Zrmanja. Sur son versant oriental, il borde l'ouest du plateau de la Lika. Ce massif est généralement divisé en quatre parties distinctes : la partie septentrionale entre les cols de Vratnik et Veliki Alan, culminant au Mali Rajinac (1 699 m), la partie centrale entre les cols de Veliki Alan et Baške Oštarije, culminant au Šatorina (1 624 m), la partie méridionale entre Oštarije et Mali Alan, culminant au Vaganski vrh (1 757 m) et la partie sud-est avec le sommet remarquable du Crnopac (1 404 m). La chaîne de Mala Kapela s'inscrit dans le prolongement des chaînons orientaux de Velika Kapela à l'est du col de Kapela (888 mètres d'altitude, sur la route Karlovac-Senj) jusqu'aux limites septentrionales du plateau de la Lika, tandis que la chaîne de Lika centrale (Licko sredogorje) s'étend plus au sud, entre les limites orientales du plateau et le poljé de Corbavie (Krbavsko polje). Elles culminent respectivement à 1 280 mètres d'altitude au Seliski vrh et à 1 268 mètres au Mrsinj. Le massif de Lička Plješivica est séparé de la chaîne de Mala Kapela sur une quarantaine de kilomètres par les lacs de Plitvice, jusqu'à son plus haut sommet, l'Ozeblin à 1 657 mètres d'altitude, puis continue vers le sud sur encore une soixante de kilomètres entre les gorges des rivières Zrmanja et de la haute Una.

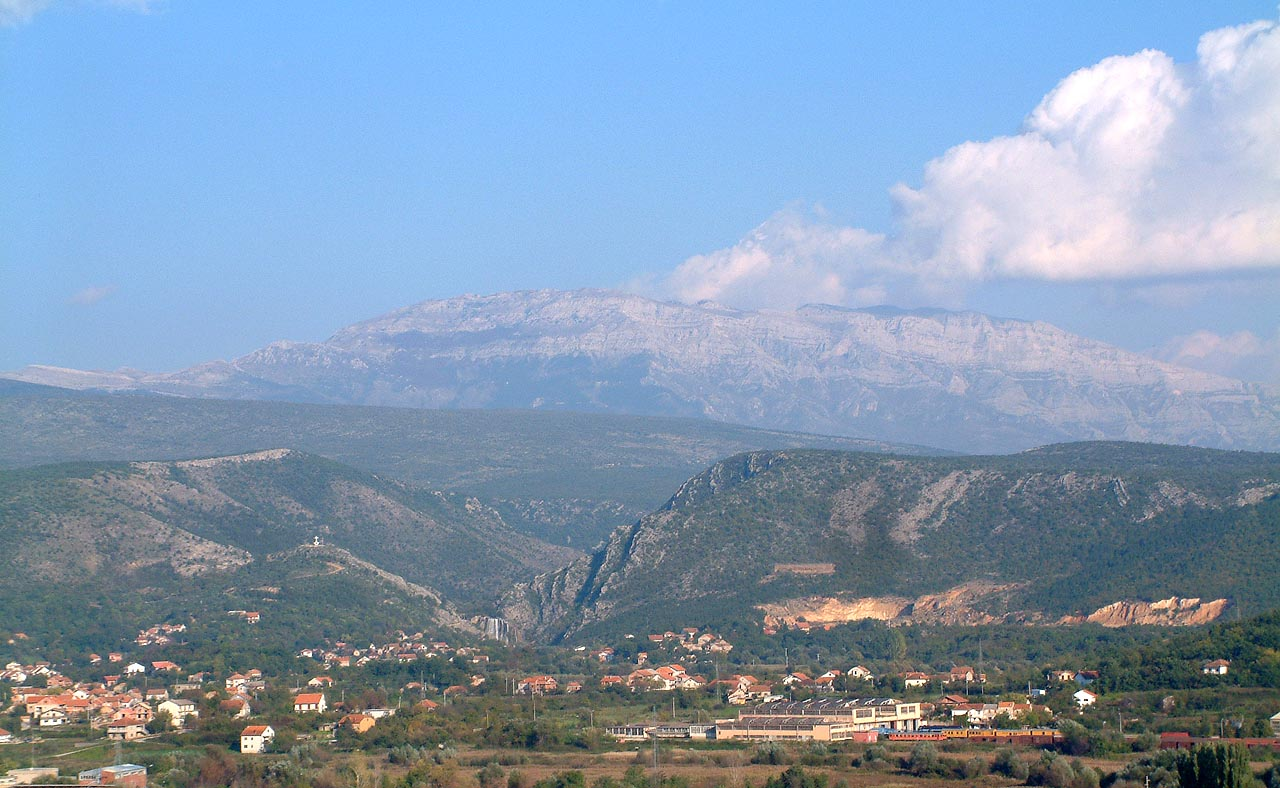
Le mont Dinara.

Les montagnes de Bosnie occidentale et Dinara sont composées de longues chaînes qui commencent à frôler les 2 000 mètres d'altitude et séparées par de vastes dépressions karstiques qui s'enfoncent jusqu'à 700 mètres d'altitude. Le massif de la Dinara s'étend sur un peu moins de 100 kilomètres de long, entre la Dalmatie et la Bosnie-Herzégovine. Il comprend cinq sommets majeurs : l'Ilica (1 654 mètres), le Dinara (1 830 mètres, aussi appelé Sinjal), le Bat (1 854 mètres), le Troglav (1 913 mètres) et le Kamešnica (1 855 mètres au pic Konj). Seuls les deux plus bas sont boisés. Le massif est bordé par les poljés de Grahovo (Grahovsko polje) au nord-est, de Livno (Livanjsko polje) à l'est, de Peruča et Sinj (Peručko polje et Sinjsko polje) ainsi que la vallée de la Cetina au sud, et les rivières Krčić et Butišnica au sud-ouest et à l'ouest. La chaîne du Šator, sommet relativement central s'élevant à 1 875 mètres d'altitude est située entre les poljés de Livno et Grahovo à l'ouest et au sud-ouest, et de Drvar (Drvarsko polje) et Glamoč (Glamocko polje) au nord et au nord-est. Il s'étend du canyon de l'Una au nord-ouest jusqu'au col de Koricina (1 113 mètres) au sud-est. Il culmine à 1 893 mètres d'altitude au Velika Golija. Le groupe du Cincar, du nom de son plus haut sommet à 2 006 mètres d'altitude, est compris entre le col de Mlinište 1 273 mètres) au nord et le lac de Buško au sud-ouest, et les poljés de Glamoc à l'ouest, Kupres (Kupresko polje) au sud-est et Duvno (Duvanjsko polje) à l'est. Le Nord de ce groupe montagneux est boisé tandis que le sud offre davantage de pâturages. Le groupe de la Klekovača est situé au nord-est de l'Uvac et du poljé de Drvar, à l'est de l'Una, au sud et à l'ouest de la Sana et au nord-ouest du col de Mlinište. Il est composé de deux chaînons : celui de Klekovača culminant à 1 961 mètres d'altitude et celui de Grmec à 1 604 mètres. Le groupe de la Raduša longe la rive gauche du Vrbas, à l'ouest de son cours supérieur, et s'étend entre Jajce et Prozor-Rama. Il culmine à 1 956 mètres d'altitude, à l'Idovac, le pic principal de la Raduša. Ces montagnes, peu fréquentées, sont très densément boisées et abritent les ours bruns parmi les plus gros d'Europe.

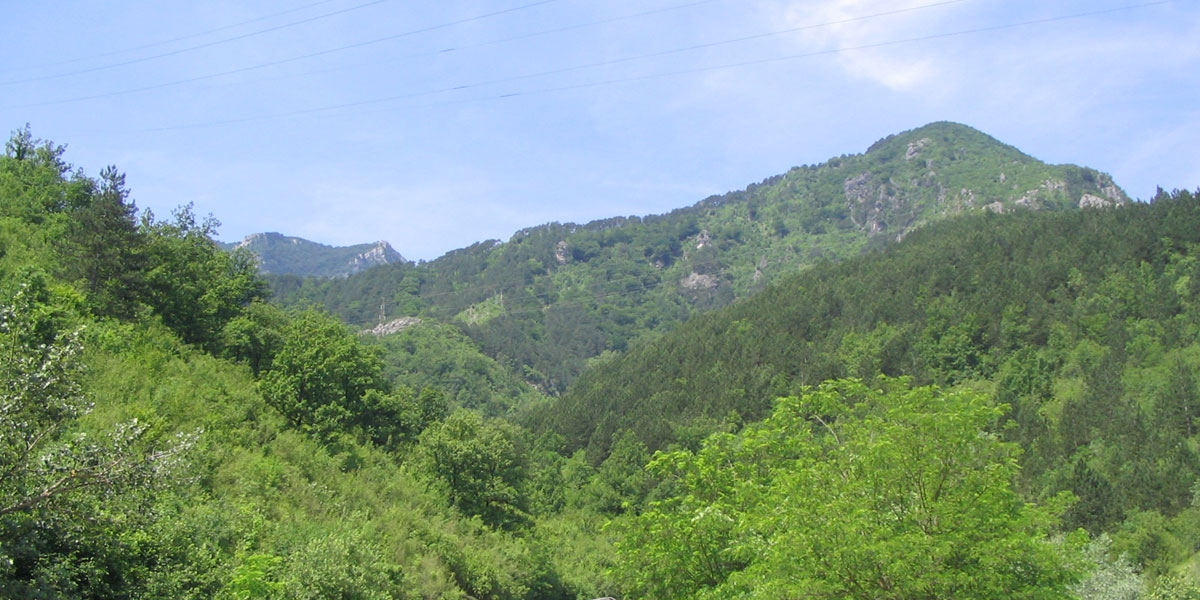
La Čvrsnica depuis la haute-vallée de la Neretva.

Les montagnes de haute Herzégovine sont géomorphologiquement dans le prolongement des montagnes karstiques de Bosnie occidentale, avec de larges poljés et d'imposants massifs montagneux. Elles s'organisent autour de la moyenne et haute vallée de la Neretva. Le groupe de la Čvrsnica est situé sur la rive droite du fleuve, au nord-ouest de Mostar et à l'est du lac de Buško et du poljé de Duvno. Il culmine à 2 228 mètres d'altitude au Pločno, le pic principal de la Čvrsnica. Un autre sommet important est le Veliki Vran, à 2 074 mètres. Le massif de Prenj est blotti dans le coude formé par la moyenne vallée de la Neretva au niveau du lac de Jablanica et de la ville de Konjic, au nord. Il possède pas moins de onze sommets de plus de 2 000 mètres, le plus haut étant le Zelena glava (2 115 mètres). Le groupe du Velez se situe au sud-est de Mostar et au nord des poljés de Dabar et de Fatnica. Il approche les 2 000 mètres d'altitude au pic Botin (1 969 m). Le Lebrsnik culmine à 1 985 mètres d'altitude au pic Orlovaca et domine de quelques dizaines de mètres le Crvanj (1 920 mètres au pic Zimomor, la « colline au crépuscule d'hiver »), une montagne entourée du poljé de Nevesinj au sud et de la vallée de la Neretva au nord et au nord-est.

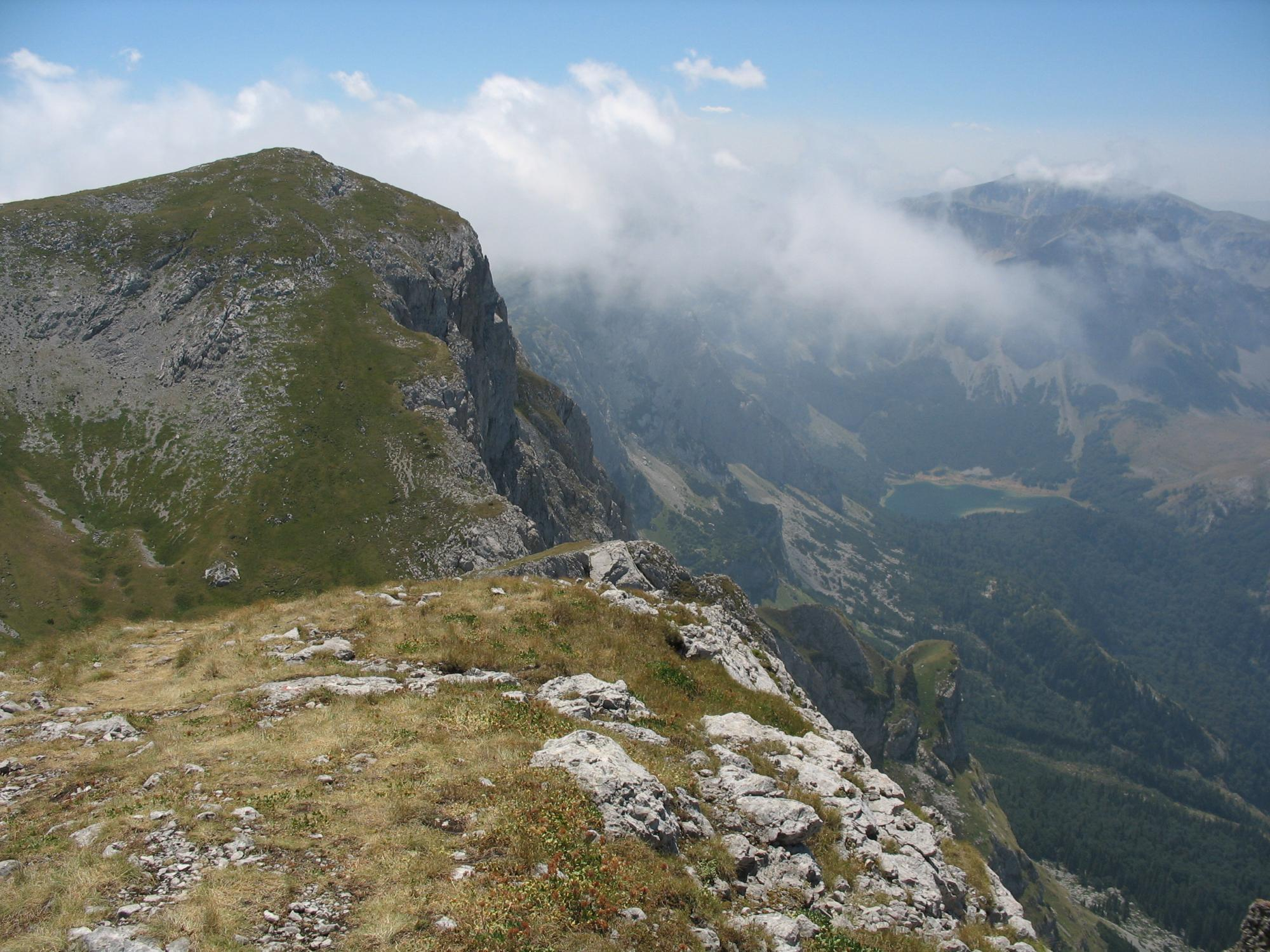
Vue sur le Crnogorski Maglić depuis le Bosanski Maglić.

La région de Bosnie-Herzégovine centrale possède les plus hauts sommets du pays et déborde légèrement sur le Monténégro voisin. Les parties basses des montagnes ont des pentes arrondies. Le groupe de la Vranica est géologiquement plus ancien que les massifs environnants mais morphologiquement similaire. L'étagement de la végétation y est marqué avec des vallées boisées et des sommets au-delà de l'étage alpin. Le plus haut d'entre eux est le Nadkrstac, le pic principal de la Vranica, à 2 110 mètres d'altitude. Au sud de Sarajevo et jusqu'à Konjic s'élèvent plusieurs montagnes, dont la plus haute est la Treskavica (2 086 mètres au pic Djokin toranj). Mais les plus connues, en raison de leurs installations datant des Jeux olympiques d'hiver de 1984, restent la Bjelašnica et le mont Igman, respectivement à 2 067 et 1 502 mètres d'altitude. La quatrième montagne importante dans le groupe de la Bjelašnica est constituée par les monts Visočica (1 965 m au Dzamija, la « mosquée »), à l'ouest de la Ljuta, à l'est et au sud de la Rakitnica et au nord du plateau de Bjelimici et de la Neretva. Le groupe de Zelengora est situé entre les rivières Bistrica au nord, Drina à l'est, Sutjeska au sud-est, Jabučnica au sud et Neretva à l'ouest. Il est bordé par le plateau de Zagorje au nord-ouest. Il est constitué de calcaire et dolomie et recouvert de grès ce qui fait qu'il est riche en sources et étendues d'eau. Il s'élève à 2 032 mètres d'altitude au mont Lelija dans la partie occidentale du massif de Zelengora. Le groupe du Maglić se trouve à la limite de la Bosnie, de l'Herzégovine et du Monténégro, entre les rivières Sutjeska, Piva et Vrbnica. Les plus hauts sommets sont le Veliki Vitao (2 397 mètres, au Monténégro), le pic principal du mont Bioč, le Crnogorski Maglić (2 388 mètres, au Monténégro) et le Bosanski Maglić (2 386 mètres, en Bosnie-Herzégovine dont il est le point culminant), les deux pics du Maglić, puis le Volujak (2 336 mètres, au Monténégro), pic principal du Vlasulja, et enfin le Studenac (2 296 mètres, en Bosnie-Herzégovine), le pic principal du mont Volujak. Tous ces sommets encerclent littéralement le lac de Mratinje. Ils sont très marqués par l'érosion karstique et glaciaire et abondent de gorges, de cirques et de moraines.

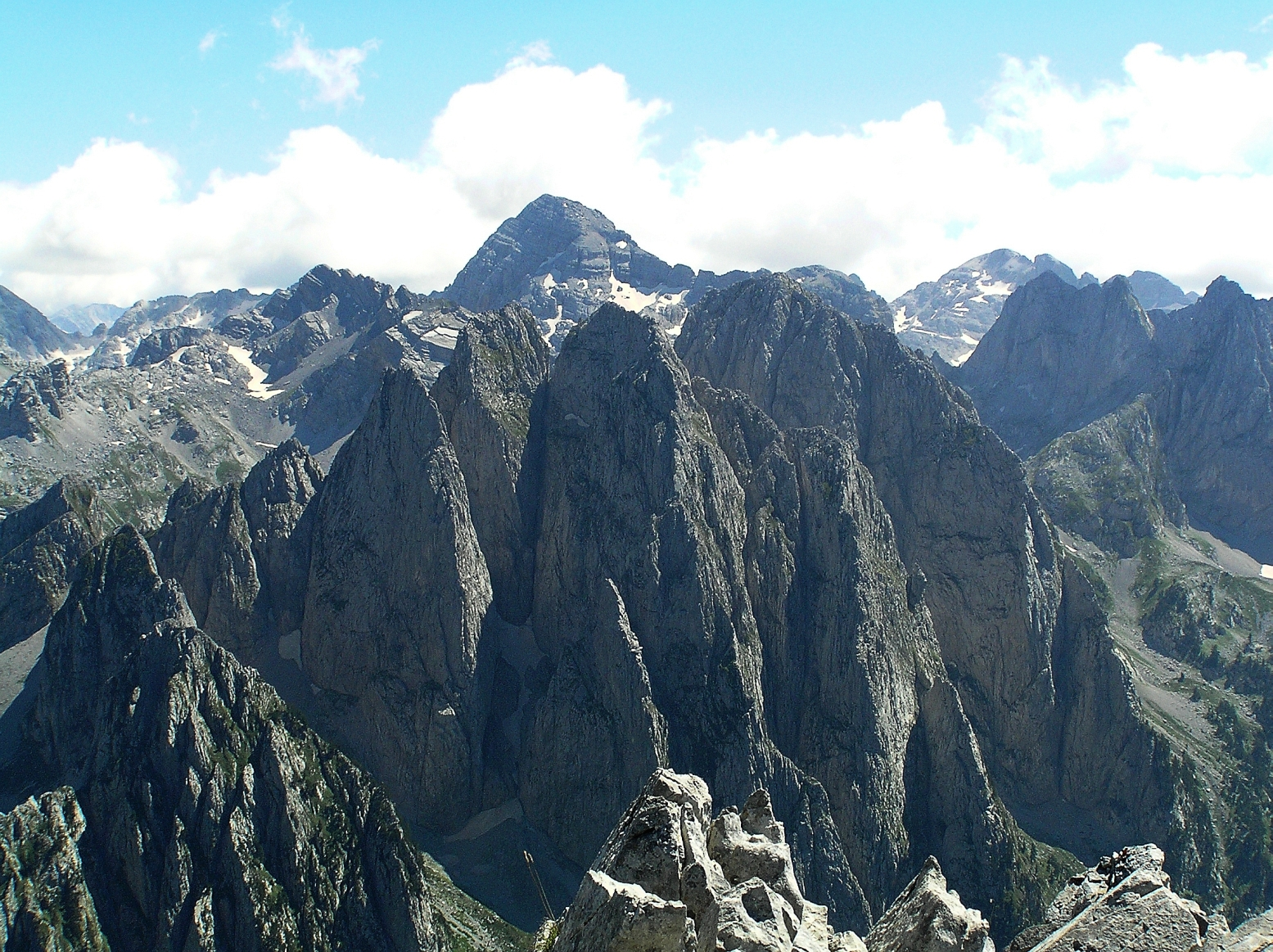
Vue sur le Prokletije avec le Maja Jezercë en arrière-plan.

La région monténégrine des hauts plateaux et montagnes de Površi et Brda et le Prokletije constituent la partie la plus élevée des Alpes dinariques. De nombreux sommets de plus de 2 000 mètres s'élèvent au cœur de vastes plateaux d'altitude découpés par des rivières, des gorges et des canyons. Le groupe de Vojnik-Golija est composé de deux petits massifs montagneux formant les contreforts septentrionaux d'une des plus hautes chaînes du Monténégro. Ils sont séparés par le col de Javorak et culminent respectivement à 1 998 mètres d'altitude au Veliki Vojnik (ou Vrh Vojnika) et à 1 942 mètres. Ils se situent au nord du poljé de Nikšić (Nikšićko polje), au sud de celui de Plužine et à l'ouest de la vallée de Šavnik et du plateau de Krnovo. Le groupe de Prekornica prolonge le précédent en direction du sud-est. Son pic principal est le Kula, à 1 927 mètres d'altitude. Le massif de Durmitor, au nord du Monténégro, dresse les parois minérales d'une dizaine de sommets de plus de 2 000 mètres d'altitude au-dessus du plateau de Žabljak. Son point culminant, le Bobotov Kuk (2 523 mètres), entouré de lacs et forêts, borde au nord l'immense canyon de la Tara, profond par endroits de plus de 1 200 mètres, que l'on peut descendre en radeau, et au sud et à l'ouest la rivière Piva. Le Durmitor est prolongé au sud-ouest par les monts Pivska. Le massif de Sinjajevina s'étire sur 40 kilomètres de long et 15 kilomètres de large entre les rivières Tara, Morača, Bukovica et Tusinja, dans le prolongement oriental du Durmitor et de la Jezerska povrs (le « plateau des lacs »). Il a été sculpté par de puissants glaciers aujourd'hui disparus. Il est quasiment dépourvu d'arbres et uniquement constitué de pâturages. Ses plus hauts sommets, à commencer par le Babji zub (2 227 mètres), se situent principalement au sud-est. Les monts Morača, du nom d'un canyon creusé par la rivière au nord et au nord-est, sont situés au centre de la chaîne formée par le groupe de Vojnik-Golija à l'ouest et du Prekornica au sud. Ils s'étirent à l'ouest du canyon de la Tara et présentent une série de hauts sommets : le Lastva, pic principal du Kapa Moracka, à 2 226 mètres d'altitude, mais aussi les monts Donje Vučje (1 506 m), Umovi (1 945 m), Gornji Sto (2 167 m), Tali (2 063 m au Kule, 2 020 m au Ruda Glavica) et sa fameuse paroi calcaire, ou encore Stožac (2 141 m), Zagradac (2 217 m), Zurim (2 036 m), Lola (2 129 m au Veliki Zebalac) et le chaînon de Maganik (2 139 m au Medjedji vrh). Le groupe de la Ljubišnja s'étend au nord du Monténégro, avec une petite partie située en république serbe de Bosnie, dans la municipalité de Foča ; la ville monténégrine la plus proche est celle de Pljevlja. La Ljubišnja possède un pic unique, le Dernjačista, à 2 238 mètres d'altitude. Elle se trouve au nord du massif du Durmitor et à l'est des monts Maglić. Le sommet est bordé par le canyon de la Tara au sud, par la Drina à l'ouest et par la vallée de la rivière Čeotina au nord. Il abrite une mine de plomb et de zinc, appelée Šuplja Stijena. Sur ses pentes se trouve le village minier de Šula. Le massif de Bjelasica est situé entre la Tara à l'ouest, le Lim à l'est et ses affluents Ljepesnica et Ljubovidja au nord. Il est limité au sud par le col de Tresnjevik. C'est un massif d'origine volcanique fortement remodelé par les glaciers avec conséquemment peu de pics acérés, le plus haut, le Crna Glava, s'élevant toutefois à 2 139 mètres d'altitude. Le massif est couvert de forêts primaires et de lacs alimentés par de nombreuses sources. Le groupe de Komovi et de Mojan (Marljules en albanais) est le troisième plus haut massif des Alpes dinariques. Plus d'une quinzaine de sommets acérés, parmi lesquels le Kom Kucki à 2 487 mètres d'altitude, dépassent les 2 000 mètres, au milieu de plateaux avoisinant les 1 900 mètres en moyenne, entre le Lim à l'est, la Tara à l'ouest et la Drcka au nord. Le groupe du Visitor est le plus petit des Alpes dinariques mais plusieurs sommets s'élèvent cependant à plus de 2 000 mètres d'altitude, avec en particulier le mont Bandera, ou Plana, pic principal du Visitor (2 211 mètres). Il est coincé entre le groupe de Komovi à l'ouest, avec lequel il possède des différences géomorphologiques notables, et le Prokletije à l'est, dont il est séparé géographiquement par le Lim du nord au sud. Les monts Kučka krajina sont un massif préservé, au nord-est de Podgorica, à cheval sur la frontière entre l'Albanie et le Monténégro. Il est bordé à l'ouest par la Morača et la Mala rijeka (« petite rivière »), au sud par la Zeta et à l'ouest par la Cijevna. Il culmine au Surdup, à 2 184 mètres d'altitude. Le Prokletije ou Bjeshet e Nemuna en albanais (les « monts maudits ») est une large chaîne montagneuse sauvage et difficile d'accès qui s'étend à l'extrémité sud-est des Alpes dinariques, depuis le lac de Shkodra au sud jusqu'à la haute vallée de l'Ibar au nord. Elle dénote fortement du reste du massif en s'allongeant sur une direction nord-est/sud-ouest, en raison de l'obstacle exercé par les vieux monts Šar lors du soulèvement de la chaîne. Elle est bordée à l'ouest par les rivières Cijevna et Lim, à l'est par le fleuve Drin, et le bassin de la Métochie. Elle abrite les plus hauts sommets des Alpes dinariques, à commencer par le Maja Jezercë (2 694 mètres) et le Đeravica (2 656 mètres). Ses hautes arêtes ont abrité de vastes glaciers qui ont profondément entaillé les montagnes calcaires et dolomitiques et creusé d'importantes vallées glaciaires.

##### Ceinture nord-orientale
De la frontière entre la Croatie et la Slovénie jusqu'à la Serbie, la ceinture nord-orientale fait face au bassin du moyen Danube, plus précisément à la Posavine (plaine de la Save) que les monts de l'île pannonienne séparent de la plaine de Pannonie. Elle est divisée en cinq régions géographiques.

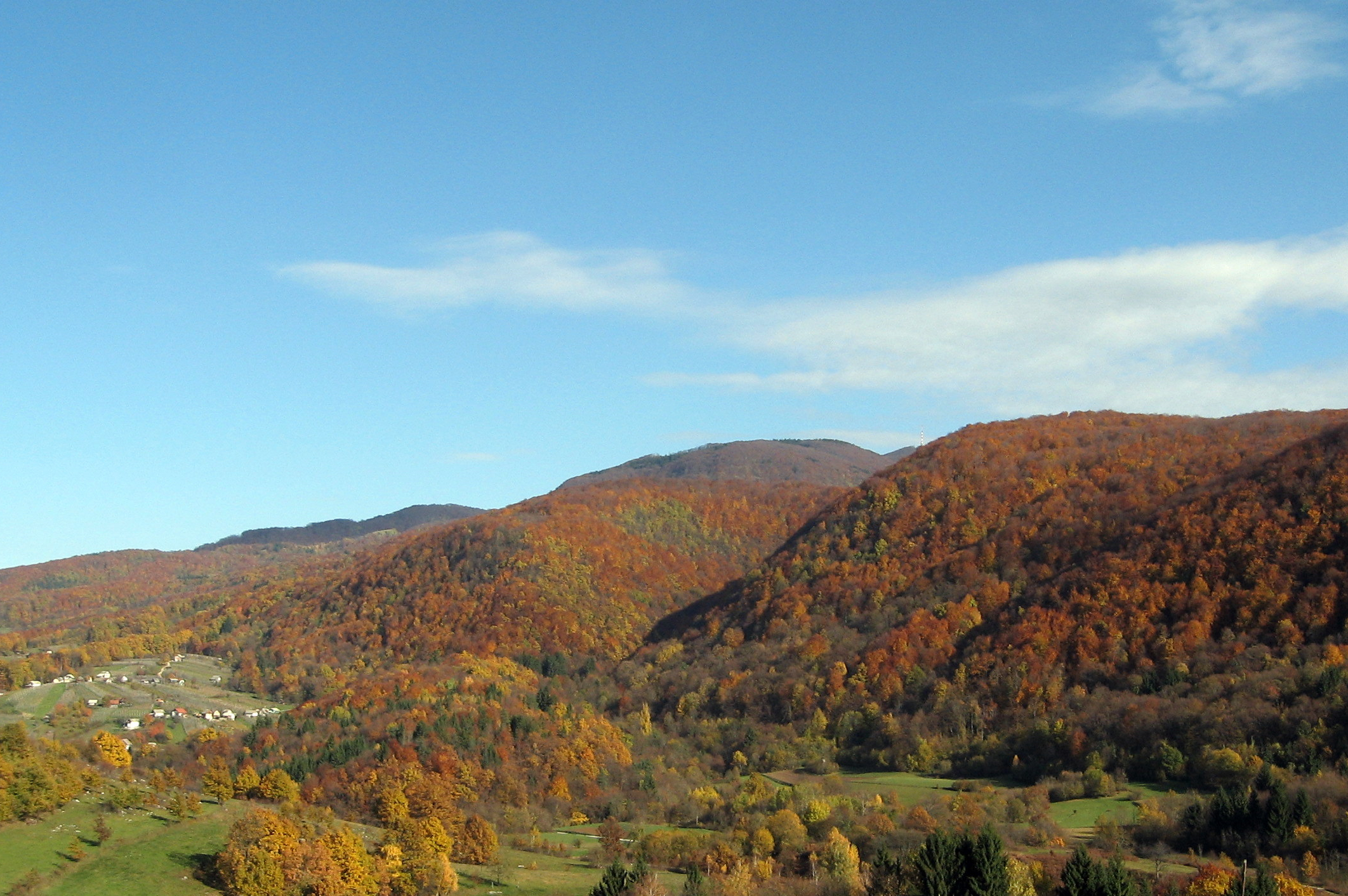
Le massif de Gorjanci/Žumberak.

Les montagnes de la région slovène de Dolenjska et de Croatie nord-occidentale sont une zone de transition entre les Alpes dinariques et la chaîne des Alpes. Le groupe du Kocevski rog se situe au sud de l'autoroute entre Ljubljana et Zagreb et au nord-est d'une longue dépression occupée à ses extrémités par les petites communes de Kočevje et Ribnica. C'est un ensemble montagneux peu peuplé et fortement boisé avec 800 km2 de forêts. Il culmine à 1 077 mètres au Kopa, le pic principal du Kocevski rog. Le groupe de Gorjanci/Žumberak s'étend au sud de la Slovénie dans la Dolenjska et au nord-ouest de la Croatie, dans une direction sud-ouest/nord-est peu commune due à la tectonique. Il comprend aussi les collines de Samobor. Il s'élève à 1 178 mètres d'altitude au Sveta Gera. Bien que l'altitude du sommet ne soit pas très importante, la faible altitude des régions proches donne une impression de hauteur. Du côté slovène s'écoule la Krka alors que le versant oriental croate alimente le bassin de la rivière Kupa.

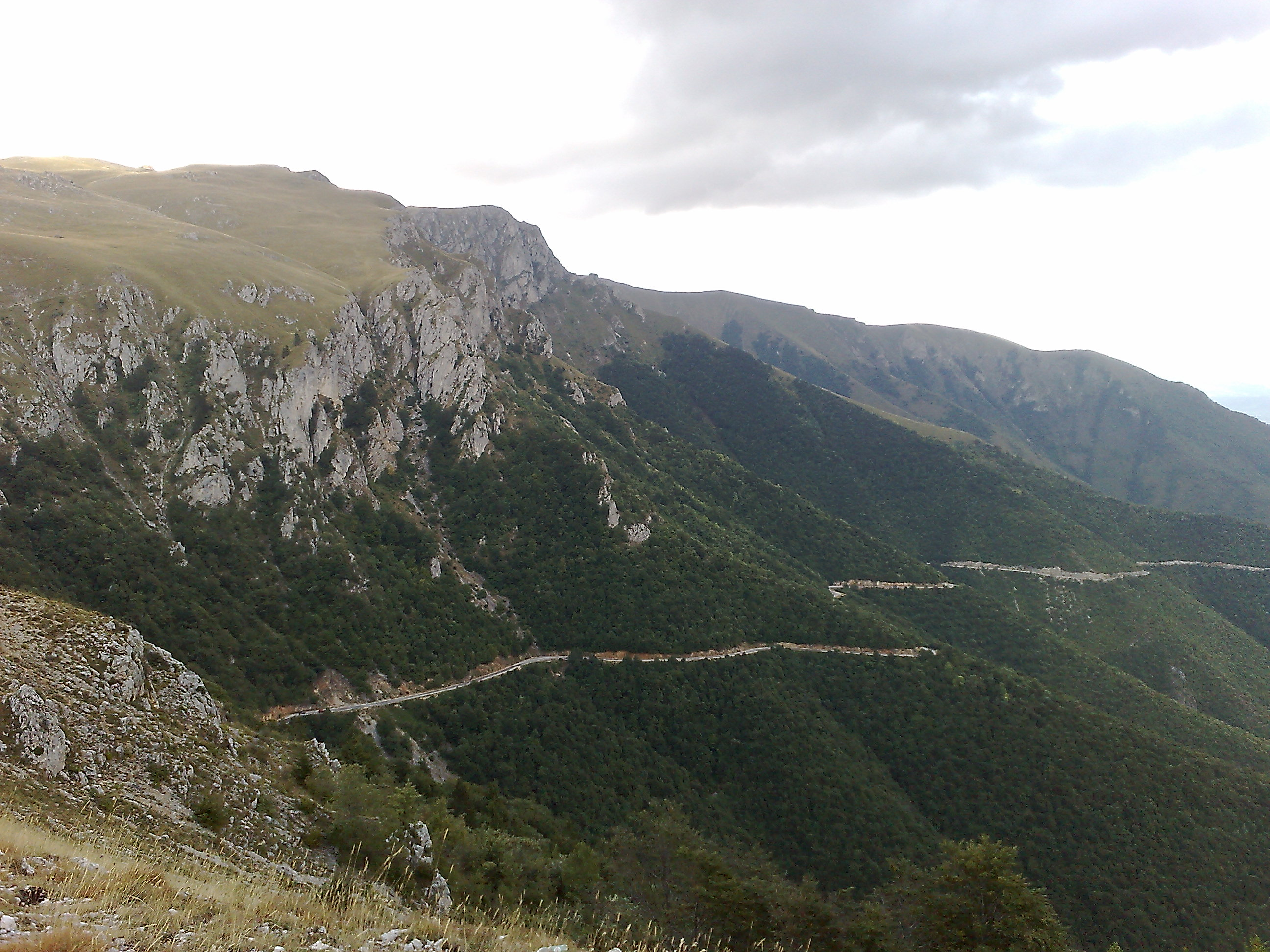
Le mont Vlašić.

Les montagnes de Bosnie centrale et orientale s'élèvent entre les moyennes vallées des rivières Vrbas, Bosna et Drina, au nord d'une ligne formée par le bassin de Sarajevo et les rivières Željeznica, Bistrica et Drina. Le groupe du Vlašić, qui culmine à 1 943 mètres d'altitude, se situe au sud de Banja Luka et à l'ouest de Zenica et de la Bosna. Il est principalement constitué de sommets avoisinant les 1 300 mètres d'altitude. Le groupe de Bosnie centrale s'étend au nord-est du cours de la Bosna entre Sarajevo et Zenica, et au sud-ouest de la Krivaja. Il s'élève à 1 652 mètres d'altitude au Veliki Lupoglav, le pic principal du Romanija. Le relief, constitué de moyennes montagnes, est peu marqué. Le groupe de Bosnie orientale est situé entre la Krivaja et la Drina, à l'ouest de la région de Srebrenica. Il est principalement constitué de trois chaînons : Konjuh, Javornik et Devetak. Le pic principal est le Veliki Zep, à 1 537 mètres d'altitude. Le massif du Jahorina est compris entre Sarajevo et Goražde. Il possède six sommets de plus de 1 500 mètres d'altitude : outre le Jahorina à 1 913 mètres, le Trebević, culmine par exemple au-dessus de la capitale bosnienne à 1 629 mètres d'altitude.

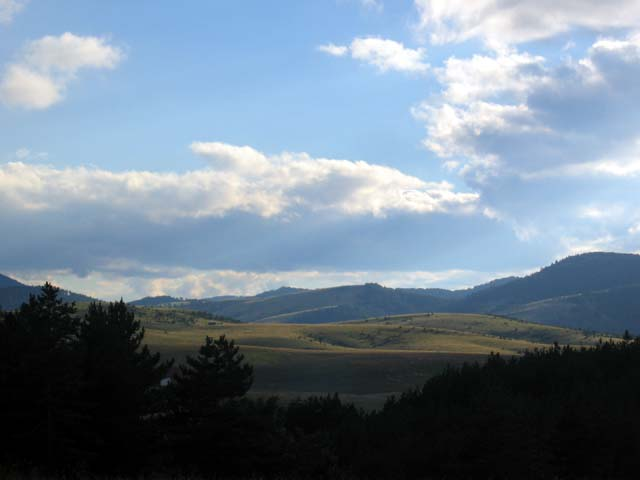
Les monts Zlatibor.

Les montagnes de Stari Vlah et Raška-Sandžak s'élèvent entre la Drina à l'ouest et l'Ibar à l'est. Le groupe du Kovač, qui culmine à 1 530 mètres d'altitude au Strazbenica, son pic principal, se situe au nord de la Čeotina, à l'est de la Drina et au sud-ouest du Lim. La chaîne de Zlatar est une chaîne de montagne qui s'étend dans la région du Sandžak, à cheval sur la frontière entre le Monténégro et la Serbie, entre le Lim et l'Ibar. Il s'élève à 1 755 mètres d'altitude au Krstača, le pic principal du Hum. La chaîne est constituée de montagnes allongées culminant autour de 1 600 mètres en moyenne. Les montagnes de Stari Vlah forment le groupe le plus étendu des Alpes dinariques. Il est constitué de nombreux massifs montagneux, dont les plus connus sont les monts Tara et Zlatibor, mais qui s'élèvent à 1 883 mètres d'altitude au Jankov kamen dans les monts Golija. Ces trois massifs en particulier sont situés dans le chaînon central. Deux autres chaînons font partie du groupe de Stari Vlah : un au nord des monts Golija et à l'est de la Moravica qui culmine au Radočelo (1 643 m) et l'autre dans la région d'Užice qui culmine au Varda (1 388 m).
Les montagnes de Serbie nord-occidentale sont formées d'un unique groupe, les montagnes de Podrinje-Valjevo, constituées, comme leur nom l'indique, de deux chaînons. Celui de Podrinje, au nord-ouest, culmine au Jablanik (1 275 mètres) tandis que celui de Valjevo, au sud-est, s'élève un peu plus haut, au Mali Povlen (1 347 mètres). Dans l'ensemble, ce groupe montagneux reste composé de massifs de basse altitude situés au nord de la Zapadna Morava, à l'ouest de la Kolubara et à l'est de la Drina. Il s'étend de Loznica à Čačak.

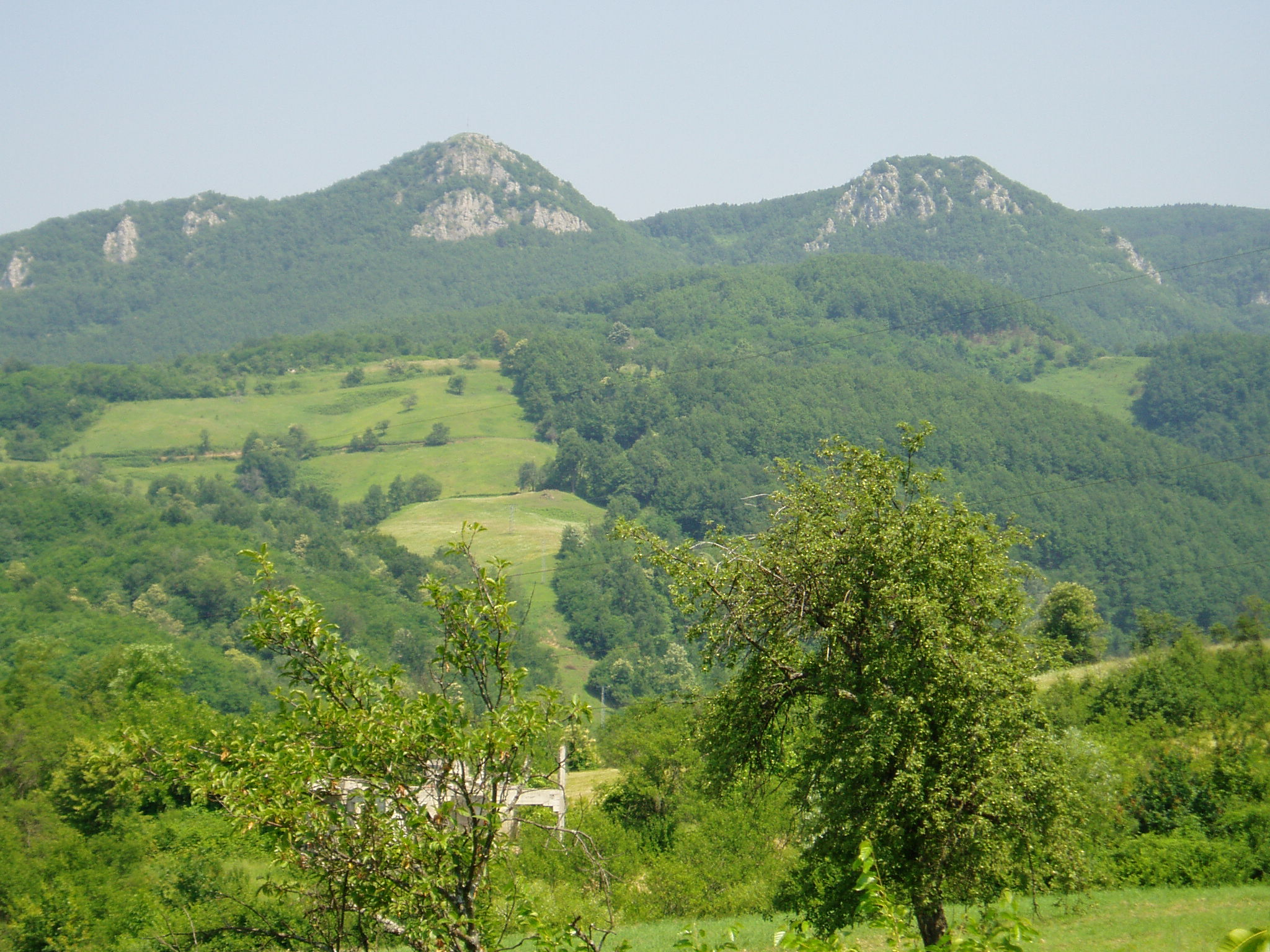
Versant du Kozara nommé Kozaracki kamen au-dessus de la ville de Kozarac.

Les autres montagnes péri-pannoniennes et pré-dinariques n'appartiennent pour certaines pas à proprement parler aux Alpes dinariques : elles sont plus anciennes et ont été « capturées » lors du soulèvement des Alpes dinariques. Ces montagnes arrondies sont relativement éparses et situées en Croatie (Zrinska gora, 616 mètres ; Petrova gora, 507 mètres ; Hrastovička gora, 415 mètres), en Bosnie-Herzégovine (Kozara, 978 mètres ; Majevica, 915 mètres ; Motajica, 652 mètres ; Trebovac, 618 mètres ; Kriva Glava, 446 mètres ; Prosara, 363 mètres ; Vučjak, 352 mètres) ou en Serbie (Cer, 689 mètres ; Vlašić planina, 447 mètres ; Iverak, 426 mètres).

#### Principaux sommets et cols
Les principaux sommets des Alpes dinariques sont les suivants :
| Sommet            | Altitude (en mètres) | Massif                                             | Pays                            |
| ----------------- | -------------------- | -------------------------------------------------- | ------------------------------- |
| Maja Jezercë      | 2 692                | Prokletije                                         | Albanie                         |
| Djeravica         | 2 656                | Prokletije                                         | Kosovo                          |
| Bobotov Kuk       | 2 528                | Durmitor                                           | Monténégro                      |
| Kom Kucki         | 2 487                | Komovi                                             | Monténégro                      |
| Maglić            | 2 388                | Groupe du Maglić                                   | Bosnie-Herzégovine              |
| Babin zub         | 2 277                | Sinjajevina                                        | Monténégro                      |
| Čvrsnica          | 2 228                | Groupe du Čvrsnica - Haute-Herzégovine occidentale | Bosnie-Herzégovine              |
| Kapa Moracka      | 2 226                | Monts Morača                                       | Monténégro                      |
| Surdup            | 2 184                | Monts Kučka krajina                                | Monténégro                      |
| Zelena Glava      | 2 155                | Prenj                                              | Bosnie-Herzégovine              |
| Crna Glava        | 2 139                | Bjelasica                                          | Monténégro                      |
| Treskavica        | 2 088                | Groupe du Bjelašnica                               | Bosnie-Herzégovine              |
| Bjelašnica        | 2 067                | Groupe du Bjelašnica                               | Bosnie-Herzégovine              |
| Lelija            | 2 032                | Zelengora                                          | Bosnie-Herzégovine              |
| Veliki Vojnik     | 1 998                | Vojnik                                             | Monténégro                      |
| Vlašić            | 1 943                | Groupe du Vlašić                                   | Bosnie-Herzégovine              |
| Veliki Troglav    | 1 913                | Dinara                                             | Bosnie-Herzégovine              |
| Jahorina          | 1 913                | Groupe du Jahorina                                 | Bosnie-Herzégovine              |
| Zubački kabao     | 1 894                | Orjen                                              | Monténégro                      |
| Velika Jastrebica | 1 862                | Bijela gora (Orjen)                                | Bosnie-Herzégovine / Monténégro |
| Kamešnica         | 1 852                | Dinara                                             | Croatie / Bosnie-Herzégovine    |
| Dinara            | 1 831                | Dinara                                             | Croatie / Bosnie-Herzégovine    |
| Snežnik           | 1 796                | Groupe du Snežnik-Risnjak                          | Slovénie                        |
| Sveti Jure        | 1 762                | Biokovo                                            | Croatie                         |
| Vaganski vrh      | 1 757                | Velebit                                            | Croatie                         |
| Hum               | 1 755                | Zlatar                                             | Serbie / Monténégro             |
| Mont Lovćen       | 1 749                | Chaîne maritime monténégrine                       | Monténégro                      |
| Stolac            | 1 673                | Zvijezda (Tara)                                    | Bosnie-Herzégovine              |
| Ozeblin           | 1 657                | Lička Plješivica                                   | Croatie                         |
| Trebević          | 1 627                | Groupe du Jahorina                                 | Bosnie-Herzégovine              |
| Bjelolasica       | 1 534                | Velika Kapela                                      | Croatie                         |
| Risnjak           | 1 528                | Groupe du Snežnik-Risnjak                          | Croatie                         |
| Igman             | 1 502                | Groupe du Bjelašnica                               | Bosnie-Herzégovine              |

Les principaux cols des Alpes dinariques sont les suivants :
| Col                                                                            | Altitude (en mètres) | Pays                         |
| ------------------------------------------------------------------------------ | -------------------- | ---------------------------- |
| Cakor                                                                          | 1 849                | Monténégro                   |
| Trešnjevik                                                                     | 1 579                | Monténégro                   |
| Cemerno                                                                        | 1 329                | Bosnie-Herzégovine           |
| Mlinište                                                                       | 1 273                | Bosnie-Herzégovine           |
| Vaganj                                                                         | 1 137                | Croatie / Bosnie-Herzégovine |
| Koricina                                                                       | 1 113                | Bosnie-Herzégovine           |
| Crkvine                                                                        | 1 045                | Monténégro                   |
| Ivan-sedlo (la « selle d'Ivan »)                                               | 967                  | Croatie                      |
| Kapela                                                                         | 888                  | Croatie                      |
| Vrata (la « porte »)                                                           | 850                  | Croatie                      |
| Kninska vrata (la « porte de Knin »)                                           | 700                  | Croatie                      |
| Vratnik                                                                        | 700                  | Croatie                      |
| Postojnska vrata (la « porte de Postojna » aussi appelé « porte des peuples ») | 606                  | Slovénie                     |

### Hydrographie

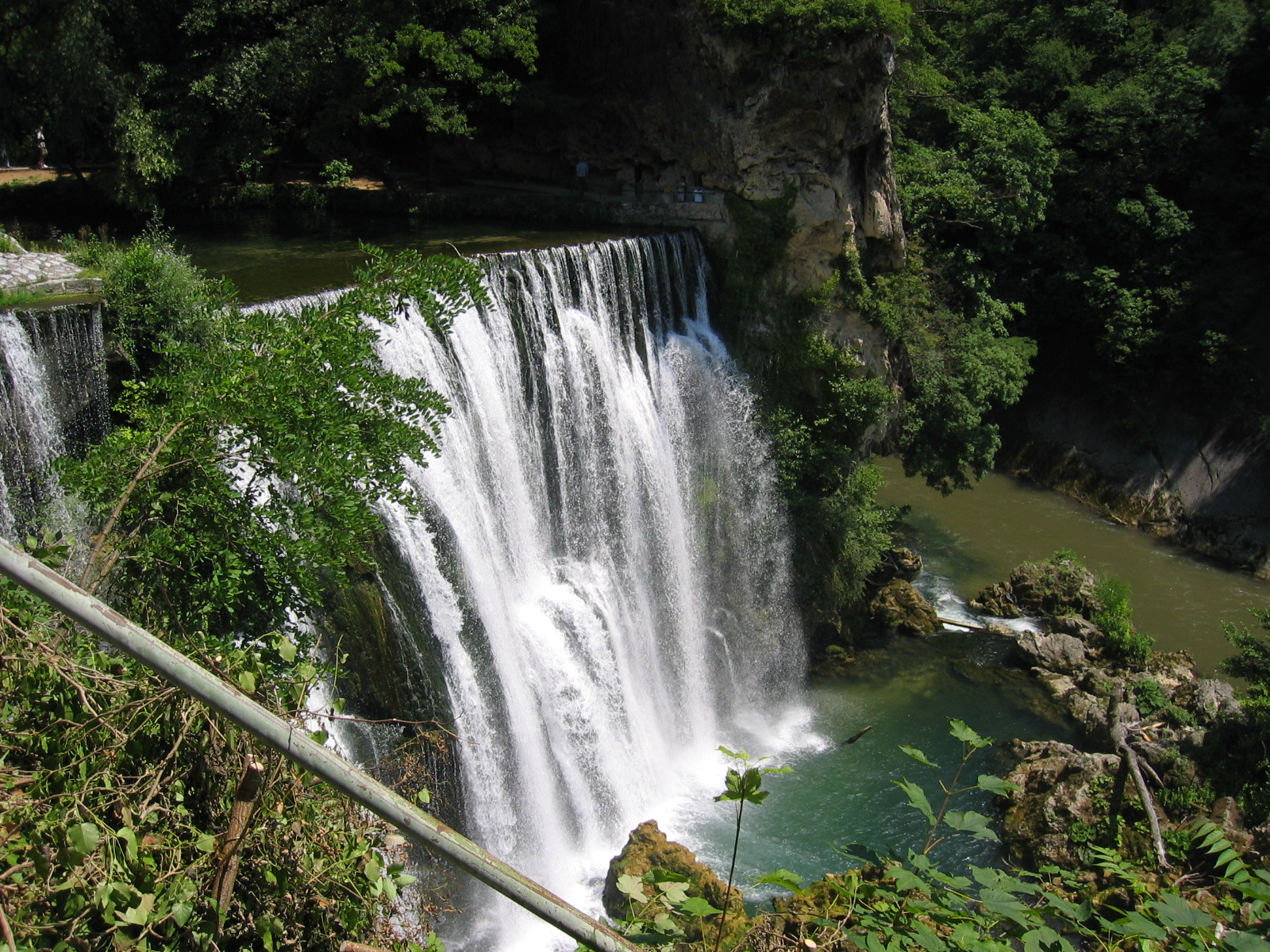
Des chutes sur la Pliva, près de Jajce.

Les Alpes dinariques sont parsemées de lacs et de rivières aux nombreuses chutes d'eau et cascades. Le massif délimite deux bassins hydrographiques. 75 % des cours d'eau s'écoulent vers celui de la mer Noire. Le plus important d'entre eux, même s'il naît dans les Alpes juliennes et marque la limite septentrionale des Alpes dinariques, est la Save, le plus long affluent du Danube avec ses 1 005 kilomètres depuis sa source jusqu'à sa confluence à Belgrade et son bassin de 95 720 km2. En effet, il perçoit directement en rive droite la plupart des rivières s'écoulant vers le nord : la Krka (95 km), la Kupa (296 km), l'Una (214 km), le Vrbas (192 km), la Bosna (271 km) ou encore la Drina (346 km). Les autres rivières notables appartenant à ce bassin sont la Korana (144 km), la Mrežnica (64 km), la Dobra, la Sana (140 km), la Pliva (33 km), la Lašva (49 km), la Spreča (137 km), la Rama, la Tara (144 km), la Piva (120 km), le Lim (220 km), l'Ibar (276 km), la Zapadna Morava (308 km) et la Kolubara (123 km). Les 25 % des cours d'eau restants s'écoulent vers le bassin de la mer Adriatique. Parmi ceux-ci figurent l'Isonzo (136 km), la Krka (73 km), la Cetina (105 km), la Zrmanja (69 km), la Neretva (225 km), la Zeta (86 km), la Morača (113 km), la Bojana (41 km) et le Drin (160 km). Les rivières de ce bassin coulent à travers des zones plus karstiques que les premières ; elles sont plus courtes et leurs eaux sont plus vives. Une autre de ces rivières est le Jadro, réputé pour avoir été la source en eau potable du palais de Dioclétien, dans le cœur historique de l'actuelle ville de Split. La pureté des roches, la pauvreté en sédiments et la faible pollution sont telles que les rivières sont cristallines et riches en poissons.

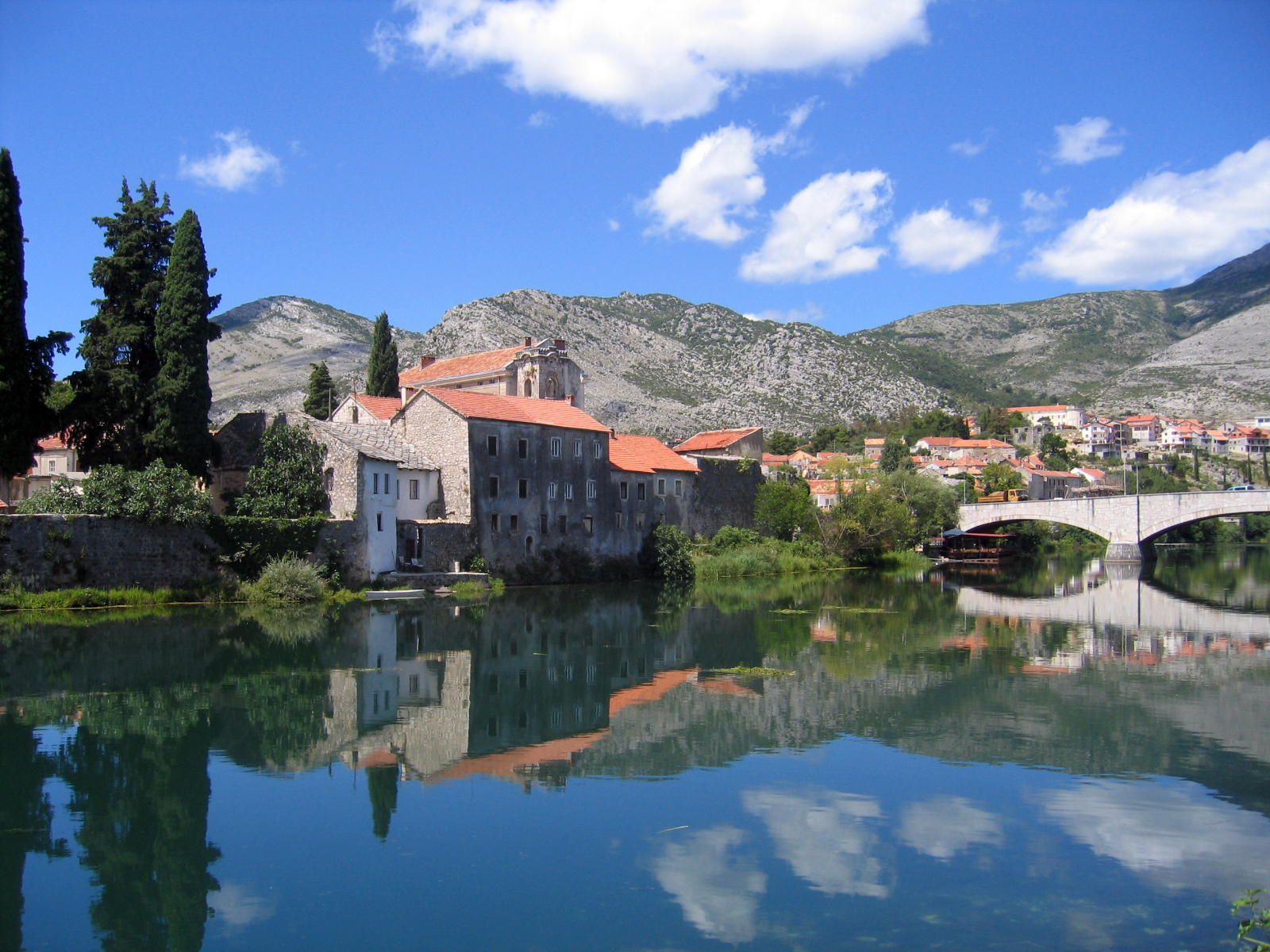
Le village de Trebinje et la Trebišnjica, rivière dont le cours emprunte de nombreuses pertes karstiques.

Par ailleurs, une des particularités des Alpes dinariques est la présence de longues rivières souterraines. Elles forment le plus vaste réseau de la sorte en Europe. Ainsi, la Trebišnjica, en Herzégovine occidentale, avec un total de 89 kilomètres sur 187 sous terre, est la plus longue de ce type en Europe. La Reka, la Gacka, la Lika, la Ličanka, la Lokvarka, la Pazinčica, la Pivka ou encore la Krbava partagent également ces caractéristiques.
Les vallées les plus larges dans lesquelles s'écoulent ces rivières sont des voies de communication à travers le massif. La Neretva est la seule qui traverse à la fois la ceinture centrale et la ceinture maritime, et elle communique avec la vallée de la Bosna en franchissant le col de l'Ivan-sedlo. En revanche, les plus étroites, à l'instar du canyon de la Tara, restent infranchissables et ont historiquement servi de frontière entre les clans.

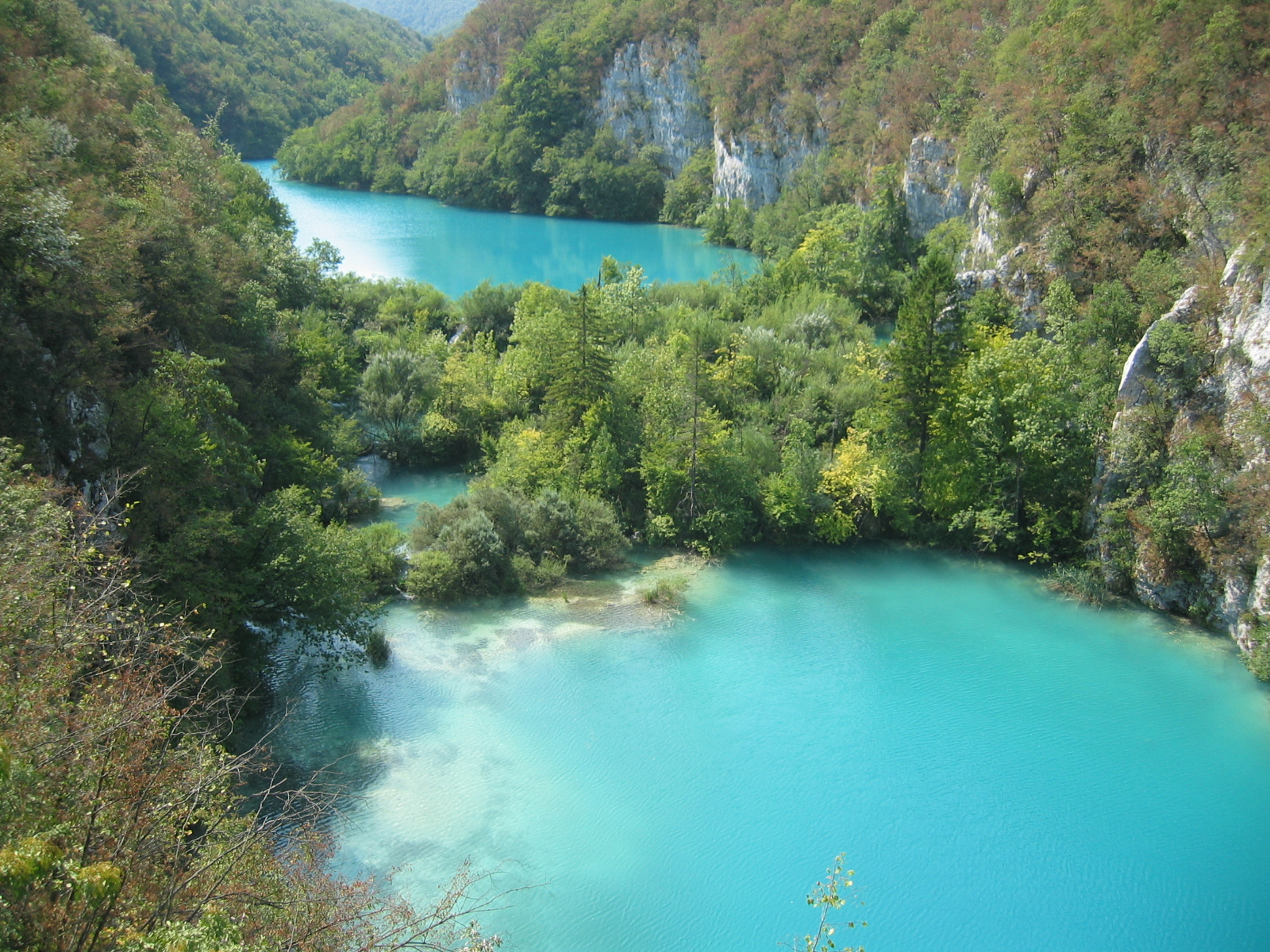
Deux des lacs du parc national des lacs de Plitvice.

Il existe plus de 200 lacs, de toute origine (karstique, tectonique, glaciaire, travertine, fluviale, artificielle) dans les Alpes dinariques. La plupart n'excèdent pas 10 km2. Les lacs karstiques sont formés par l'érosion, essentiellement dans la moitié occidentale calcaire du massif ; ils sont souvent présents au fond de profonds puits naturels. Lorsque les pluies sont abondantes, les poljés sont inondés et des lacs temporaires apparaissent. Les lacs travertins se créent par accumulation de sédiments marneux dans le lit des rivières, comme à Plitvice ou Krka. Le lac de Shkodra, de loin le plus grand du massif (391 km2, 44 mètres de profondeur), est à la fois d'origine karstique et tectonique. Les lacs glaciaires se trouvent principalement au Monténégro et en Bosnie-Herzégovine, dans les massifs de Durmitor et Bjelasica, ou plus près des piémonts (lac de Plav, lac de Biograd).

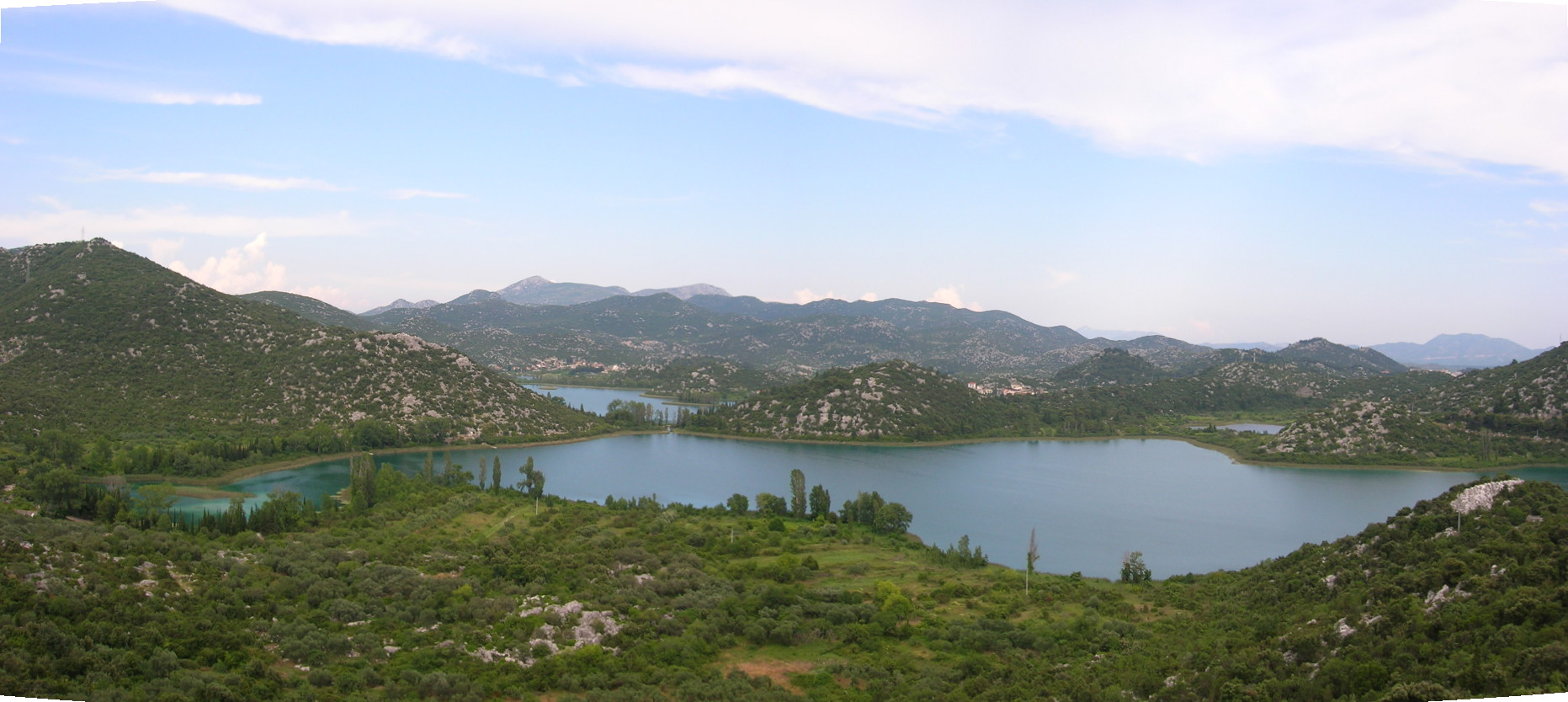
Le lac Bačinska (Bačinska jezero) près du delta de la Neretva, en Croatie.

### Géologie

#### Tectonique
Le système structural des Alpes dinariques fait partie des chaînes alpines périméditerranéennes (ou chaînes péri-téthysiennes). Au cours du Crétacé supérieur, le rapprochement des plaques arabo-africaine et eurasiatique met un terme à l'ouverture de la mer Téthys et une zone de subduction se met en place. Elle est suivie à l'Oligocène par une collision continentale qui donne naissance aux Alpes centrales par compression de la sous-plaque adriatique contre la sous-plaque dinarique. Le soulèvement en marge des Alpes dinariques est plus tardif et se poursuit actuellement comme le prouve l'activité sismique modérée, en particulier le long des failles.
Il existe une discontinuité entre les Alpes et les Alpes dinariques en raison de la tectonique du Pliocène qui est à l'origine des structures géologiques actuelles. En paléogéographie, l'unité entre les Dinarides et les Hellenides au sud est désignée sous le terme d'orogenèse dinaro-hellenique. Les unités morphostructurelle, géotectonique et géomorphologique des Alpes dinariques sont aussi une section des systèmes montagneux néoalpins.

#### Pétrologie

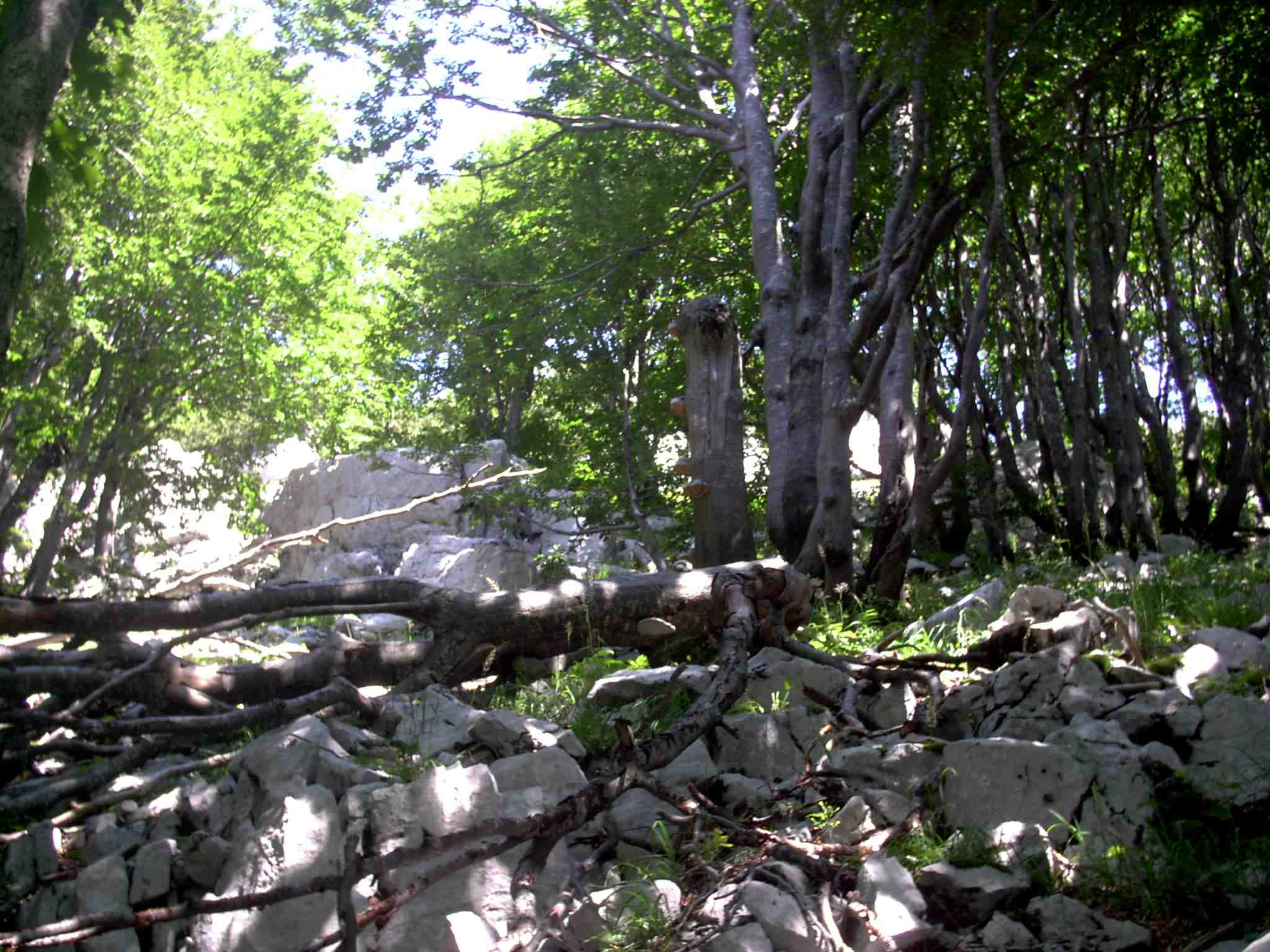
Le « karst vert » au mont Risnjak, dans le Gorski Kotar.

Les Alpes dinariques sont principalement constituées de roches sédimentaires comme de la dolomie et du calcaire formés dans la Téthys il y a 200 millions d'années, du gypse ou des roches détritiques (sable, flysch, conglomérats), formées au cours du Mésozoïque et du Paléogène dans les mers et les lacs qui recouvraient la région. Le calcaire forme un ensemble distinctif parmi les Balkans, en particulier en raison des terrains karstiques que l'érosion engendre. Le Carso ou haut-plateau karsique, situé entre le Frioul et le nord-ouest de la Croatie en passant par l'ouest de la Slovénie, est tout à fait typique de ce phénomène, au point de lui donner son nom. L'eau acide chargée en dioxyde de carbone soluble réagit avec la calcite pour former un composé instable qui fragilise et creuse la roche. Mais ce relief désolé s'étend bien au-delà de cette région, sur environ 50 % de la superficie des Alpes dinariques, soit 60 000 km2 dans toute la ceinture maritime de la chaîne plus 18 000 km2 épars dans la ceinture centrale. Malgré d'importantes précipitations, les cours d'eau sont rares à cause de l'infiltration de l'eau et de la faible couverture végétale qui ne retient pas les sols, ce qui vaut à la roche le nom de « karst nu ». En s'éloignant des régions côtières, bien que l'on trouve encore des régions karstiques éparses, appelées « karst vert » en raison de leur plus grande fertilité, le calcaire se fait plus rare et laisse progressivement la place à du schiste ou de l'ardoise (Prokletije), de la grauwacke, de la serpentine (Zlatibor) et des roches cristallines. Ainsi, parallèlement aux distinctions géographiques, les Alpes dinariques sont traditionnellement divisées en deux zones : les Dinarides externes au sud-ouest, calcaires et sèches, et les Dinarides internes au nord-est, humides et plus variées dans leur structure. Pour autant, le massif est relativement pauvre en minerai, à l'exception des montagnes du centre et du nord de la Bosnie, et d'autres régions isolées où des roches plus anciennes sont présentes.

#### Orogenèse et géomorphologie
Durant le soulèvement alpin, commencé il y a 50 à 100 millions d'années, de colossales pressions latérales plissent les roches et les font chevaucher en arc contre les anciens terrains rigides au nord-est. Les Alpes dinariques sont repoussées en chaînons plus ou moins parallèles, orientés globalement du nord-ouest au sud-est, sauf dans la région du Prokletije où ils rencontrent l'obstacle exercé par les vieux monts Šar. Elles s'étendent des limites des Alpes juliennes jusqu'aux terrains plus souples formant le bassin du Drin, dans l'actuelle Albanie, et les plaines du Kosovo. Elles se prolongent plus au sud avec les monts Šar et Korab puis avec le Pinde en Grèce, jusqu'au Péloponnèse, la Crète, Rhodes et les monts Taurus au sud de la Turquie.
Les glaciations du Quaternaire ont eu relativement peu d'influence directe sur la géomorphologie des Balkans. Aucune calotte glaciaire n'a existé et peu d'indices mettent en évidence une glaciation importance, mis à part dans le Prokletije. Autrement, seuls les plus hauts sommets du Durmitor, de l'Orjen et du Prenj possèdent des vallées glaciaires et des moraines à des altitudes pouvant atteindre 600 mètres.

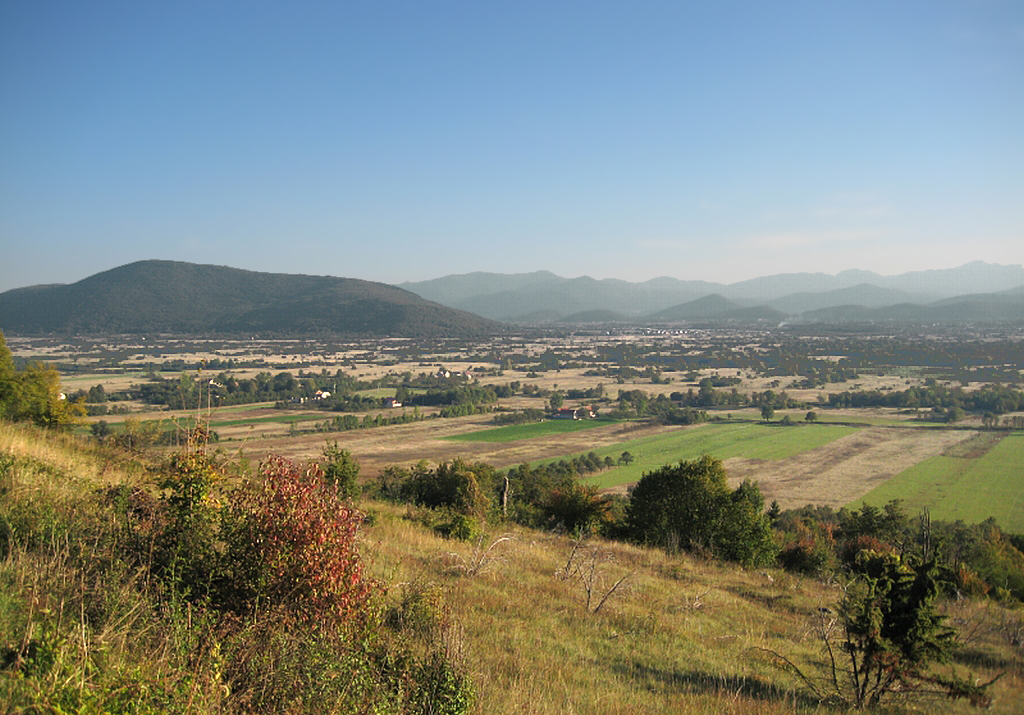
Le poljé de Gacko.

Les calcaires des Alpes dinariques sont durs et résistants à l'érosion. Ils sont traversés par des systèmes de failles responsables de la formation de falaises abruptes où s'écoulent des rivières sculptant par corrosion des gorges et des canyons vertigineux caractéristiques de la chaîne de montagnes. Ceux du Vrbas, de la Neretva, de la Tara, et du Lim sont réputés. Mais l'eau, qui s'infiltre aussi dans la roche, a également créé au cours des millénaires tout un réseau karstique de fissures, de tunnels souterrains, de dolines, de poljés, d'avens, de vallées sèches ou encore de résurgences. Toutes ces formations sont reliées et composent des réseaux hydrologiques qui, lorsqu'ils sont suffisamment importants, comme ceux de la Pivka avec la grotte de Postojna (Slovénie), de la Buna (Bosnie-Herzégovine) ou de la Reka avec les grottes de Škocjan (Slovénie), constituent de vastes cavités où se forment des stalactites et des stalagmites. Les poljés sont très importants car ces dépressions offrent, en surface, de rares oasis fertiles à fond plat, où se sont entassées des alluvions, et parcourues par des ruisseaux émergés de la surface par un côté et qui s'échappent de l'autre par un ponor. Parfois, lorsque les pluies sont abondantes et que l'évacuation est inférieure au débit, les poljés se transforment en lacs provisoires.

### Climat
Les Alpes dinariques sont sous l'influence de trois systèmes climatiques distincts.

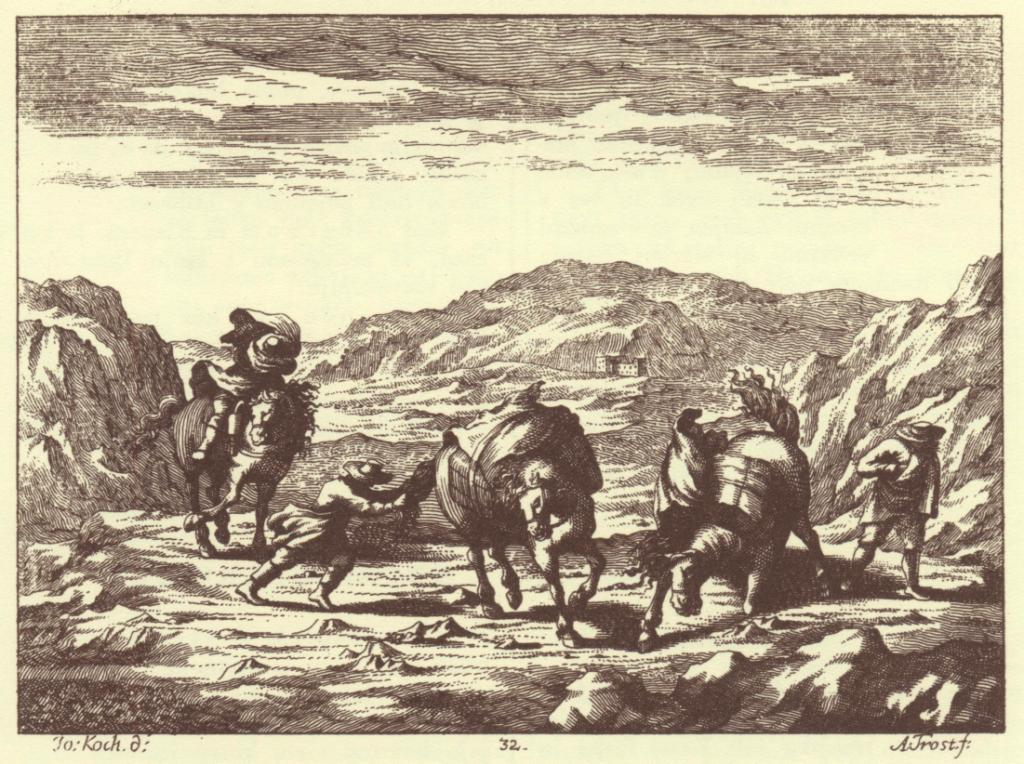
Tempête de bora dans le Carso (Janez Vajkard Valvasor, 1689).

L'étroite ceinture maritime connaît un climat méditerranéen avec des étés chauds et secs et des hivers doux et pluvieux. En altitude, le climat est toutefois un peu plus complexe. Les versants ensoleillés des montagnes sont particulièrement soumis à la sécheresse en été. Le reste de l'année, l'air humide provenant de la mer rencontre fréquemment des masses d'air plus froides en s'élevant et se condense. Cela provoque alors d'abondantes précipitations sur les premiers massifs à s'opposer à ces flux d'air (Orjen, Velebit, Gorski Kotar) se traduisant par des hauteurs d'eau annuelles de 3 000 à 5 000 mm, ce qui les range parmi les plus élevées d'Europe. Le record absolu est détenu par Crkvice dans l'Orjen avec une moyenne annuelle de 4 640 mm de précipitations depuis 1960 et des hauteurs dépassant parfois 7 000 mm (8 036 mm en 1937). L'hiver ces précipitations tombent sous forme d'importantes quantités de neige sur les sommets. Ces premières barrières montagneuses sont un obstacle pour les influences climatiques méditerranéennes. Dans certaines régions, notamment le Velebit et le Biokovo, elles sont limitées à une frange de seulement quelques kilomètres de large le long du littoral. Ailleurs, elles pénètrent dans les terres en remontant le long des bassins formés par les fleuves et leurs affluents (Neretva, Zeta, Krka) ou en franchissant les cols les moins élevés, parfois jusqu'aux contreforts de la ceinture centrale. À Mostar, à 40 km de la côte, aux limites de la basse et de la haute Herzégovine, l'influence méditerranéenne chaude affronte les climats montagnard et continental froids et rend les prévisions météorologiques difficiles sur le massif du Prenj au nord de la ville. De plus, la partie septentrionale de cette ceinture maritime, là où la chaîne montagneuse est peu large et peu élevée entre le sud de la Slovénie et le nord-ouest de la Croatie, est soumise à la bora. Il s'agit d'un vent catabatique froid et sec engendré par la différence de température, en particulier l'hiver, entre les masses d'air d'Europe de l'Est et de la mer Adriatique,. Le vent souffle du nord-est et « retombe » au niveau de la côte, principalement sur Trieste et sur le versant occidental du Velebit, où il peut souffler à plus de 220 km/h. Le jugo, le nom local du sirocco, souffle pour sa part du sud-ouest ou du sud-est, au printemps et à l'automne. Il provient du Maghreb, chargé du sable du Sahara, ou d'Arabie, et traverse la mer Méditerranée où il se refroidit et se charge en humidité. Il peut atteindre près de 100 km/h à l'approche du massif.
La large ceinture centrale subit un climat montagnard ou alpin classique pour les régions d'altitude, avec d'importantes précipitations, des étés courts et frais et des hivers longs et extrêmement neigeux. Durant l'hiver, l'air froid descend des sommets vers les plateaux et les vallées ; il se produit alors un phénomène d'inversion des températures. L'été, les régions basses se réchauffent naturellement plus vite que les montagnes. Les records de températures des Alpes dinariques, inférieurs à −40 °C, ont été mesurés non pas au niveau des sommets mais sur les plateaux appelés mrazista signifiant « lieu glacé », à l'instar de ceux de Pešter (Pesterska visija/visoravan), du Igman ou du Gorski Kotar.
La ceinture nord-orientale et les zones de piémonts qui s'avancent vers la plaine de Pannonie possèdent un climat modéré mélangeant influences montagnardes et continentales de type Europe centrale ou Balkans, avec des étés chauds et des hivers froids.

### Faune et flore
Les changements socio-économiques durant les guerres de Yougoslavie ont entraîné de profonds changements dans l'exploitation des ressources du massif et dans ses paysages. Désormais, des projets d'infrastructures (autoroutes, oléoducs, pipeline, aménagements hydrologiques) menacent la faune et la flore. Pourtant, la connaissance des différents habitats naturels des Alpes dinariques est encore très partielle et fait toujours l'objet d'études dans le cadre de la directive habitats de l'Union européenne et de son réseau Natura 2000. Le but est d'établir un inventaire des espèces menacées, dont le taux d'endémisme est estimé entre 10 et 20 %, et d'évaluer l'importance des différents écosystèmes.
En raison de l'altitude et de la prédominance du climat méditerranéen sur une grande partie du massif, l'étagement est peu marqué dans le massif et se cantonne généralement entre l'étage collinéen et l'étage subalpin. Seuls quelques sommets en Bosnie-Herzégovine et au Monténégro possèdent de véritables zones alpines. Deux autres facteurs sont tout aussi importants dans le zonage de la faune et de la flore. La situation géographique et climatique découpe les Alpes dinariques en quatre grandes régions naturelles : au nord-ouest et au centre-sud, elles possèdent un caractère très proche des Alpes orientales, au sud-ouest les espèces méditerranéennes sont dominantes, au sud-est elles sont influencées par les Balkans, tandis qu'au centre-nord et au nord-est les espèces sont proches de celles présentes dans les steppes continentales. Le type de sol est également déterminant. Ainsi, entre quatre et sept sous-régions existent au sein de ces régions naturelles.
Les forêts de feuillus et les grandes prairies sont surtout présentes sur le versant de la mer Noire. Les espèces végétales dominantes sont les hêtres (européens, tortillards), les chênes (chevelus, rouvres) et les charmes. On y trouve aussi des sapins, des épicéas et des pins sylvestres. Ces forêts abritent notamment des cerfs, des sangliers, des chats sauvages, des lapins, des faisans, des perdrix et autres oiseaux. Dans les régions karstiques, principalement côtières, ces forêts, à l'origine denses, ont connu deux phases de régression. Tout d'abord, dès 1500 av. J.-C, les Illyriens, qui sont connus pour avoir pratiqué le pastoralisme, brûlent de nombreuses parcelles pour fournir des pâtures à leurs troupeaux. Dans un second temps, à partir du Moyen Âge jusqu'au XIXe siècle, le bois fait l'objet d'une exploitation en vue de fournir des ressources pour les besoins agraires, domestiques (chauffage, charbon de bois, fabrication d'outils) et en construction navale. En revanche, il semblerait que seules les forêts des parties les plus septentrionales du Carso, en Istrie, aient pu réellement fournir une quantité notable de bois à la construction de la ville de Venise, alors souveraine sur ces territoires. Les sols, fragilisés par ces phases de déforestation successives, laissent place à la roche nue. Ces régions devenues désertiques sont visibles depuis l'espace par leur blancheur : Pag, la Dalmatie intérieure, la basse Herzégovine et le Monténégro intérieur. En s'éloignant de la côte ou en prenant de l'altitude, la forêt est plus apte à se développer : région de Carniole-Intérieure en Slovénie, Gorski Kotar en Croatie, nord-ouest de la Bosnie. Cependant, il existe depuis le XIIe siècle et plus régulièrement depuis les XVIIIe et XIXe siècles des plans ou décrets de reboisement qui ont servi d'étude à des spécialistes de l'Europe entière. Le succès de ces actions a été facilité par l'urbanisation et la stricte limitation officielle des populations de chèvres depuis 1953 en Yougoslavie. La plupart des plantations artificielles, principalement constituées de pins noirs de Dalmatie (pinus nigra ssp. dalmatica), sont désormais auto-suffisantes et voient leur surface s'accroître, tandis que les anciennes pâtures sont de nouveau naturellement recouvertes par les herbes et les arbustes. Dans le Carso, en moins d'un siècle, la surface recouverte de forêt est passée de 20 % à 40 %.

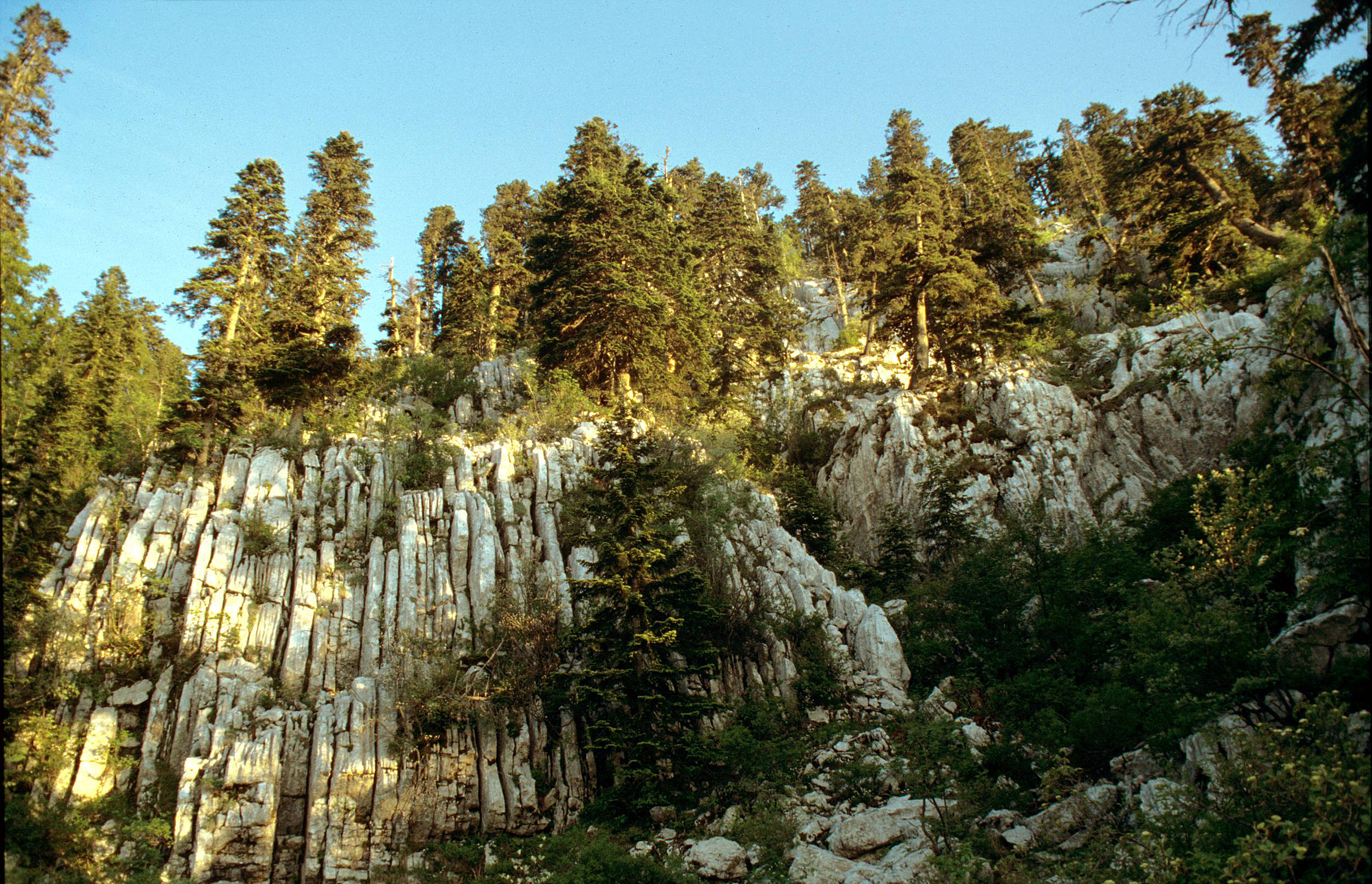
Les forêts de sapin blanc poussent dans les escarpements rocheux calcaires les plus abrupts des Alpes dinariques, en particulier dans le massif de l'Orjen.

Les forêts de sapin blanc (Abies alba) des Alpes dinariques calcaires sont endémiques de la ceinture maritime du massif. Elles se développent dans les escarpements rocheux de l'Orjen, du Velebit, du Biokovo et du Prenj, entre 1 200 et 1 500 mètres d'altitude. Malgré l'abondance des précipitations, les sols sont très secs et ces arbres, pourtant courants dans les régions montagneuses d'Europe centrale, ne poussent ici que dans les zones les plus humides du massif, principalement sur les versants septentrionaux. De plus, elles sont fortement labiles et sont à la merci des tempêtes de bora et de sirocco qui sont fréquentes le long du littoral. En raison de cette fragilité et de la rareté des plantes qu'elles abritent, ces forêts constituent un des plus intéressants types de formation végétale des Balkans et nécessitent une protection étroite. On peut y trouver des spécimens de sapin blanc de trente-cinq mètres de hauteur avec des troncs d'un mètre de diamètre. Pour autant, ces forêts abritent de nombreuses autres plantes : une espèce de pivoine (Paeonia daurica Andrews), le noisetier de Byzance (Corylus colurna), le frêne élevé (Fraxinus excelsior), le hêtre européen (Fagus sylvatica), le tilleul à petites feuilles (Tilia cordata), l'érable sycomore (Acer pseudoplatanus), l'alisier blanc (Sorbus aria), le fusain d'Europe (Euonymus europaeus), le cerisier prostré (Prunus prostrata), l'Asphodèle blanc (Asphodelus albus), le lis martagon (Lilium martagon ssp. cattaniae), l’iris d'Orjen (Iris orjenii), le tamier (Dioscorea communis), la Fougère aigle (Pteridium aquilinum), la violette de Rivinus (Viola riviniana), le Sceau de Salomon odorant (Polygonatum odoratumou Polygonatum officinale), la laitue des Alpes (Cicerbita alpina), la Vesce craque (Vicia cracca), le Géranium Herbe à Robert (Geranium robertianum) ou encore le fameux pin de Bosnie (Pinus heldreichii). Les espèces animales qui peuplent ces forêts sont nombreuses : ours brun (Ursus arctos), lynx (Lynx lynx), loup (Canis lupus), Carabus croaticus, loir (Glis glis), muscardin (Muscardinus avellanarius), lérotin commun (Dryomys nitedula), salamandre noire (Salamandra atra), barbastelle commune (Barbastella barbastellus), murin de Bradt (Myotis brandtii), oreillard commun (Plecotus auritus), noctule de Leisler (Nyctalus leisleri), Microtus (multiplex) liechtensteini, chouette chevêchette (Glaucidium passerinum), chouette de Tengmalm (Aegolius funereus), chouette de l'Oural (Strix uralensis) et le pic tridactyle (Picoides tridactylus). En 1990, en Croatie, la population de loups est estimée à 50 individus et considérée comme gravement menacée. Les causes de mortalité sont principalement l'abattage et les accidents de la route. Depuis 1995, ils bénéficient d'une mesure de protection. Aujourd'hui, leur nombre est en hausse. En 2000 on estimait leur population à 150 individus environ et en 2006 à 210 environ, regroupés en quelque 40 meutes réparties entre la Dalmatie, la Lika et le Gorski Kotar.
La végétation des versants rocheux calcaires est très dépendante de l'exposition et de l'altitude. Les espèces les plus caractéristiques des falaises sont des centaurées et des campanules. Elles abritent entre autres des escargots (Delima, Medora). Entre l'étage collinéen et l'étage montagnard, on trouve des plantes à fleurs de la famille des Brassicaceae (Fibigia triquetra). La faune associée est composée d'oiseaux (Sittelle de Neumayer ou Sitta neumayeri), de lézards (Algyroides nigropunctatus, Lacerta oxycephala) et de chauves-souris (Hypsugo savii, Tadarida teniotis) dans les escarpements. Entre l'étage montagnard et l'étage subalpin, ils laissent la place à l'escargot Vidovicia coerulans, aux lézards Iberolacerta horvathi et Lacerta mosorensis, et à la chauve-souris Vespertilio murinus, qui migre depuis l'Europe du Nord durant l'automne. Dans les éboulis le long des côtes, au milieu des plants de Drypis spinosa var. jaqeniana vivent une petite musaraigne, le pachyure étrusque (Suncus etruscus), et un mulot, Apodemus epimelas. En altitude, la taille des blocs rocheux est très variable. Degenia velebitica, une espèce de plante à fleurs endémique de la Croatie, pousse uniquement parmi les pierres les plus petites. Ces éboulis d'altitude sont un refuge pour le campagnol des neiges (Chionomys nivalis) et la vipère ammodyte (Vipera ammodytes). Le campagnol de Martino (Dinaromys bogdanovi) est également endémique et vit naturellement dans de profondes crevasses du sous-sol karstique dinarique, mais s'adapte très bien à l'environnement urbain où il est considéré comme nuisible. Il se nourrit aussi bien d'invertébrés que de petits vertébrés.

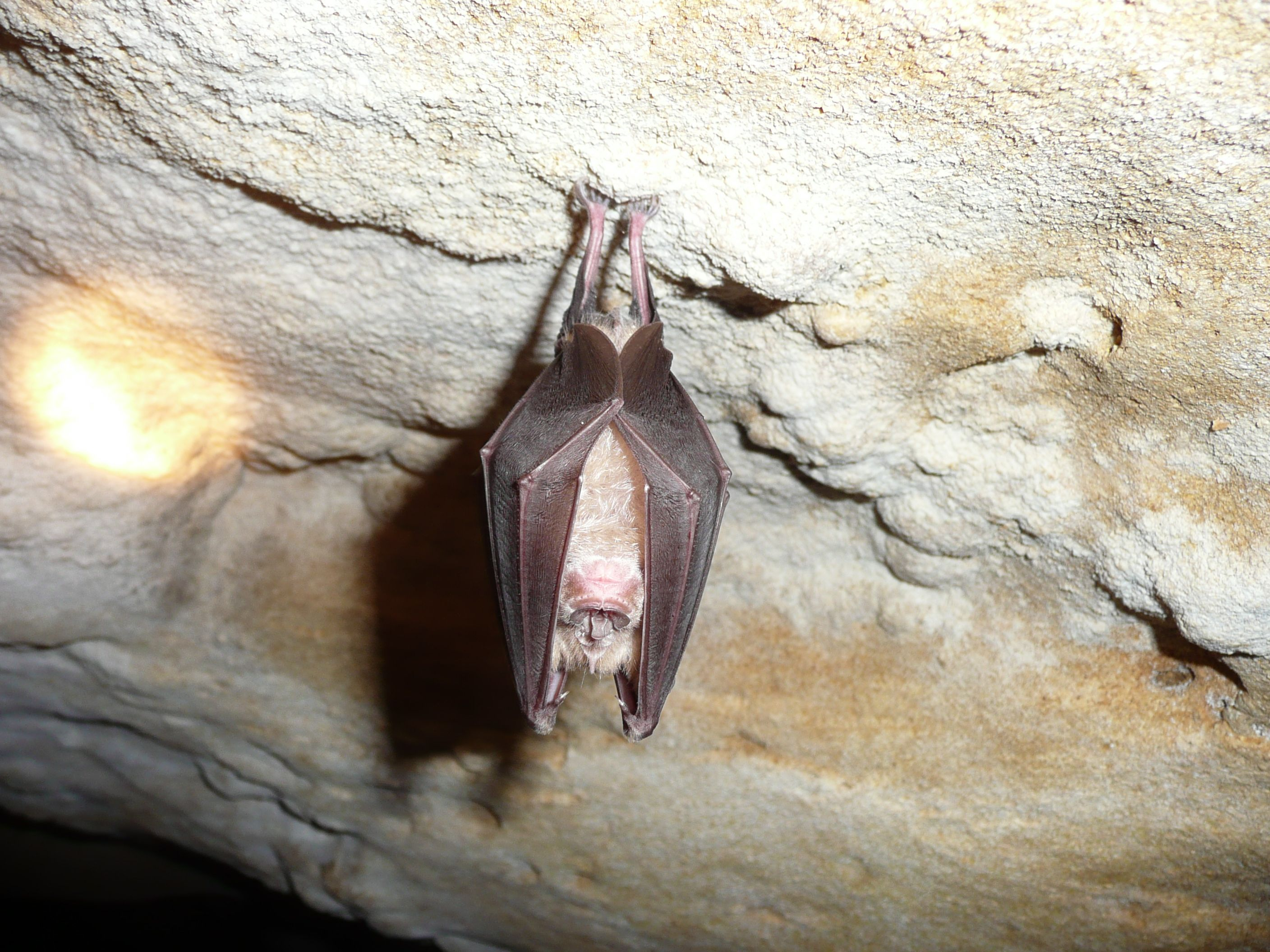
Le grand rhinolophe (Rhinolophus ferrumequinum).

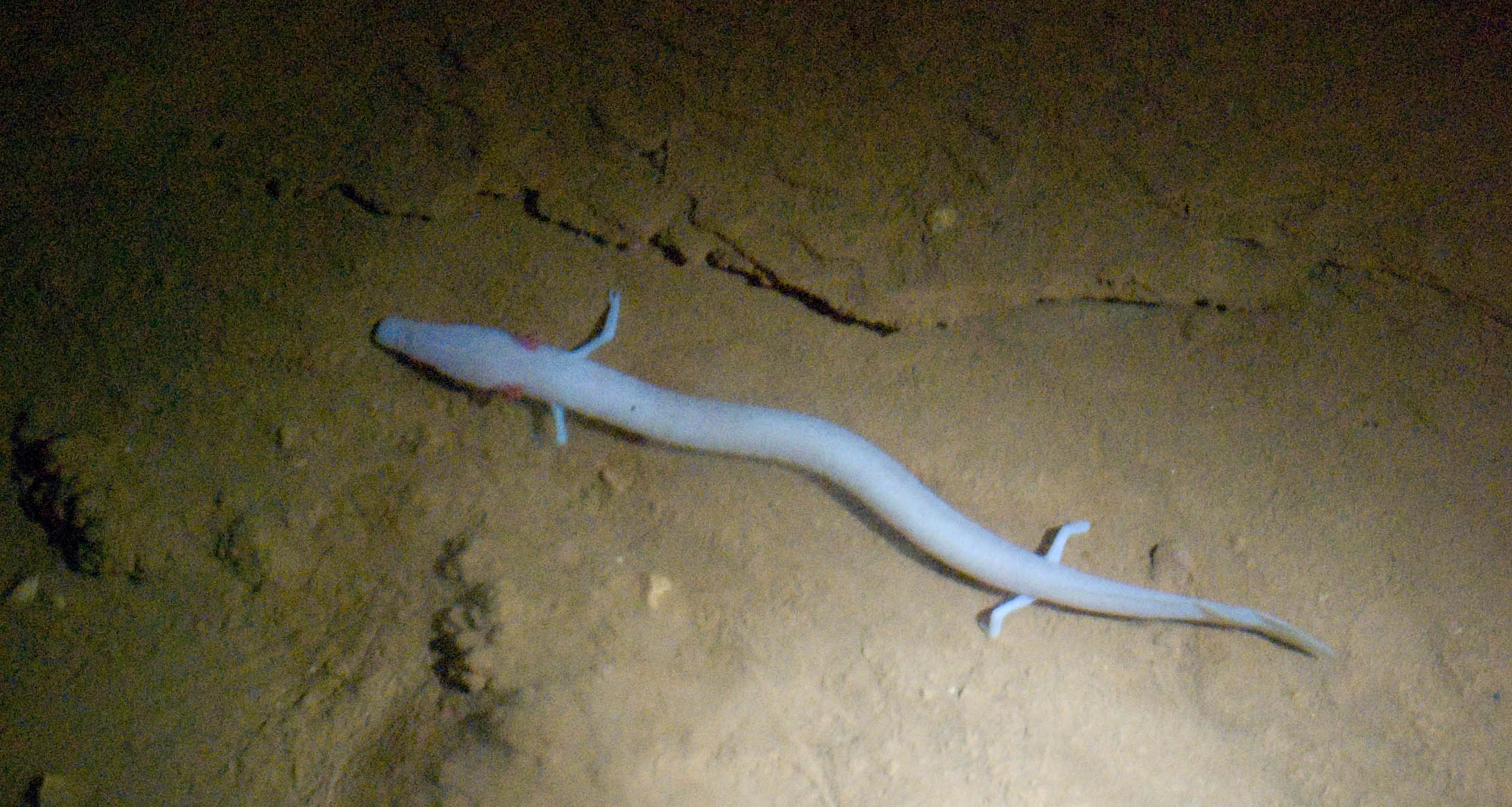
Un protée anguillard dans son milieu naturel. C'est un animal symbolique des Alpes dinariques.

Les quelque 8 000 grottes du massif offrent un habitat riche et varié à des espèces terrestres, d'eau douce ou amphibies. Certaines de ces grottes sont directement reliées à l'Adriatique et leurs eaux se mélangent à l'eau de mer. D'autres, plus rares, contiennent des fumerolles sulfurées et des sources chaudes. Dans les grottes sèches, les espèces sont adaptées à la température qui y règnent. En altitude, la température est inférieure à 5 °C et quasiment seuls des coléoptères (Astagobius angustatus, Astagobius hadzii, Duvalius biokovensis, Duvalius comes, Speoplanes giganteus) survivent. Entre 5 °C et 8 °C, les chauves-souris (Miniopterus schreibersi, Rhinolophus ferrumequinum, Rhinolophus euryale, Rhinolophus blasii, Myotis myotis, Myotis blythii, Myotis capaccinii, Myotis emarginatus) trouvent un abri adéquat pour leur hibernation et peuvent constituer des colonies allant jusqu'à 20 000 individus. Les grottes tempérées, entre 8 °C et 14 °C, sont riches en espèces de Carabidae, de Necrophorus, de Pseudoscorpionida, d’Isopoda, de Diplopoda, d’Opiliones, d’Araneae et d'escargots cavernicoles. Les grottes chaudes, les galeries et les conduits d'accès, où la température avoisine 20 °C et l'humidité est élevée, servent d'abris saisonniers pour l'élevage des jeunes colonies de chauves-souris. Leur guano abrite de nombreuses espèces. Les grottes d'eau douce sont différenciées en deux groupes. Dans les grottes inondées en permanence, on trouve le fameux protée anguillard, endémique au versant occidental des Alpes dinariques, mais aussi des espèces d'isopodes (Spheromides virei), de Dendrobranchiata (Troglocaris anophthalmus, Spelaeocaris pretneri), de Niphargus (Niphargus hadzii), de cloporte (Monolistra bolei, Monolistra calopyge, Monolistra spinosissima, Asellus aquaticus, Proasellus parvulus, Proasellus slovenicus), de gastéropodes (Lanzaia, Plagygeyria, Orientalina, Hauffenia, Hadziella, Belgrandiella, Acroloxus, Theodoxus) et de Hydrozoa (Velkovrhia aenigmatica). Dans les grottes inondées de manières non-permanentes et dans les ponors vivent des espèces de copépodes, d'amphipodes, de vers (Marifugia cavatica), de bivalves (Congeria kusceri) et d'isopodes ambhibies. Dans les grottes humides où l'eau est présente le long des parois par lente infiltration, des espèces de coléoptères (Hadzia, Radziella, Croatodirus, Velebitodromus) se nourrissent des détritus provenant de la surface. On trouve aussi des espèces d'isopodes (Tithanethes), des amphipodes (Typhlogammarus mrazeki), des sangsues (Croatobranchus mestrovi). Toutefois, en raison des aménagements hydrauliques, ces grottes humides, surtout présentes en Herzégovine, tendent à disparaître. Dans les grottes qui communiquent avec la mer, suivant le degré de salinité, vivent des copépodes de l'ordre des Calanoida (Speleohvarella spp., Badiella spp.), des éponges (Oopsacas minuta, Asbestopluma hypogea), des crevettes (Salmoneus sketi, Hadzia fragilis, Salentinella angelieri, Niphargus hvarensis) ou encore un poisson vivipare, Oligopus ater.
Les rivières et les lacs pérennes et leurs rives sont peuplés d'amphipodes de la famille des Gammaridae, d'écrevisses (Austropotamobius torrentinum dans le bassin de la mer Noire, Austropotamobius pallidus dans celui de la mer Adriatique, Gammarus balcanicus), d'insectes de l'ordre des Trichoptera (Drusus croaticus) ou des Ephemeroptera (Siphlonurus croaticus) et de poissons (Telestes spp., Delminichtys spp., Aulopyge huegeli, Salmothymus obtusirostris, Squallius illyricus). Des espèces de mousses (Cinclidotus spp.) contribuent à la formation des tufs, à l'instar des lacs de Plitvice, qui sont autant de barrières freinant la migration des poissons.
Il existe de nombreuses surfaces inondables temporaires dans les zones karstiques du massif et de véritables lacs intermittents peuvent se former, comme celui de Cerknica en Slovénie. Ce sont les milieux privilégiés du Triton alpestre (Triturus alpestris ou Ichthyosaura alpestris), du Crapaud vert (Bufo viridis), du Loche d'étang (Misgurnus fossilis), d'espèces de sangsues, d'escargots voire de mollusques (Chirocephalus croaticus). Les touffes d’Eleocharis palustris ou de Renouée amphibie (Polygonum amphibium ou Persicaria alpina) accueillent les larves de nombreux insectes.

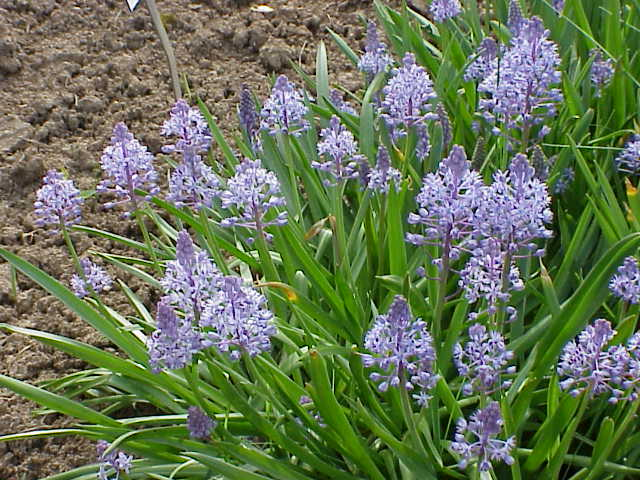
Le Scille des prés est une espèce de plante à fleurs endémique des zones humides des Alpes dinariques.

Lorsque les eaux de ces surfaces inondables stagnent, typiquement dans les poljés, elles forment des marais et des zones humides. Ils ont progressivement disparu au cours des siècles derniers à cause des aménagements hydrauliques. Ceux qui subsistent sont peuplés de poissons endémiques menacés ou éteintes : Leuciscus ukliva, Phoxinellus spp., Aulopyge huegeli. Les autres animaux sont plus communs : Lusciniole à moustaches (Acrocephalus melanopogon), Blongios nain (Ixobrychus minutus), Busard cendré (Circus pygargus), Hibou des marais (Asio flammeus), Loutre d'Europe (Lutra lutra), Campagnol terrestre (Arvicola amphibius), Musaraigne aquatique de Miller (Neomys anomalus), Cistude d'Europe (Emys orbicularis), criquet Chrysochraon dispar, le Damier de la succise (Euphydryas aurinia), la Grenouille agile (Rana dalmatina), Râle des genêts (Crex crex). Le Scille des prés (Scilla litardierei), Edreianthus dalmaticus, le Renoncule âcre (ou bouton d'or, Ranunculus acris), la Succise des prés (Succisa pratensis), Peucedanum coriacea ssp. pospichali, la Molinie bleue (Molinia caerulea), Sesleria uligonosa sont les espèces de plantes les plus communes. Les zones humides alcalines et les tourbières acides abritent les espèces de plantes Schoenus nigricans, Pinguicola vulgaris, Tofieldia calyculata ou encore Spiranthes aestivalis.
Les landes se trouvent sur les sols karstiques des poljés, en particulier celui de la Lika, ou au niveau de l'étage subalpin des montagnes. Les plantes les plus typiques sont la Fougère aigle (Pteridium aquilinum), le Genévrier commun (Juniperus communis), le Genévrier nain (Juniperus nana), la Bruyère callune (Calluna vulgaris) et Genista radiata. Elles abritent le Moiré des luzules (Erebia oeme), le lézard des souches (Lacerta agilis) et Iberolacerta horvathi, la Musaraigne bicolore (Crocidura leucodon) et pygmée, le lérotin (Dryomys nitedula), le muscardin (Muscardinus avellanarius), le campagnol de Fatio (Microtus multiplex ou liechtensteini) mais aussi dans les arbustes de nombreux oiseaux : Merle à plastron (Turdus torquatus), Accenteur mouchet (Prunella modularis), Pic à dos blanc (Dendrocopos leucotos), Pipit des arbres (Anthus trivialis), Rouge-queue à front blanc (Phoenicurus phoenicurus), Mésange nonnette (Parus palustris). Parmi les invertébrés : le perce-oreille Chelidurella acanthopygia, l'opilion Mitopus morio, le ver de terre Octodrylus lissaensis, le mille-pattes Leptoiulus trilineatus, les carabides Nebria dahli velebitica, Cychrus attenuatus et Pterostichus metallicus.
Les alpages, ou pelouses alpines, sont très variés dans les Alpes dinariques. Entre le massif de Mala Kapela et les sommets de Bosnie-Herzégovine, ils constituent un habitat endémique, avec la présence de nombreux papillons des espèces d’Erebia et de Melitaea, de l'Apollon (Parnassius apollo) ou encore du Moiré dalmate (Proterebia afra), mais aussi d'autres insectes comme la Magicienne dentelée (Saga pedo), Prionotropis hystrix, Poecilimon elegans ou Polysarcus denticauda, des oiseaux parmi lesquels le Pipit spioncelle (Anthus spinoletta), le Pipit rousseline (Anthus campestris), l'Accenteur alpin (Prunella collaris), l'Alouette lulu (Anthus campestris) et le Faucon crécerelle (Falco tinnunculus), des reptiles comme la Vipère d'Orsini (Vipera ursinii var. macrops) et les lézards Podarcis melisellensis et Lacerta agilis et chez les mammifères les Campagnols des champs (Microtus arvalis) et souterrains (Microtus subterraneus) et le mulot sylvestre (Apodemus sylvaticus).

## Populations

### Groupes ethniques
Au cours de l'histoire, diverses populations (paléo-balkaniques, celtiques, latines, slaves) se sont succédé et se sont mélangées ; ayant adopté différentes variantes des « religions du Livre », elles forment, pour les sociologues, des enclaves ethnico-religieuses connues sous le nom de « mosaïque des Balkans ». Pour les linguistes, les langues slaves méridionales forment un continuum linguistique et font partie de l'union linguistique balkanique,,, ; enfin pour les anthropologues, il existe en outre un « groupe dinarique » partageant de nombreuses caractéristiques biologiques et ethnologiques (musique, coutumes, traditions pastorales) quelle que soit leur nationalité. Ainsi, d'une manière générale, les habitants des Alpes dinariques sont reconnus comme les plus grands d'Europe, avec une taille moyenne de 185,6 cm chez les adolescents mâles de 17 ans contre 184 cm chez leurs homologues hollandais, et 171 cm chez les adolescentes du même âge, ce qui les place de peu en seconde position. Les sujets de très grande taille dépassant 1,90 mètre représentent 28 % du panel, contre 20 % aux Pays-Bas et 1,5 % en France. Ils partagent également une coutume patrimoniale et patriarcale issue des zadruga, où les fils restaient dans les familles. Cette tendance a longtemps été renforcée par l'isolement du massif et par les guerres régionales.

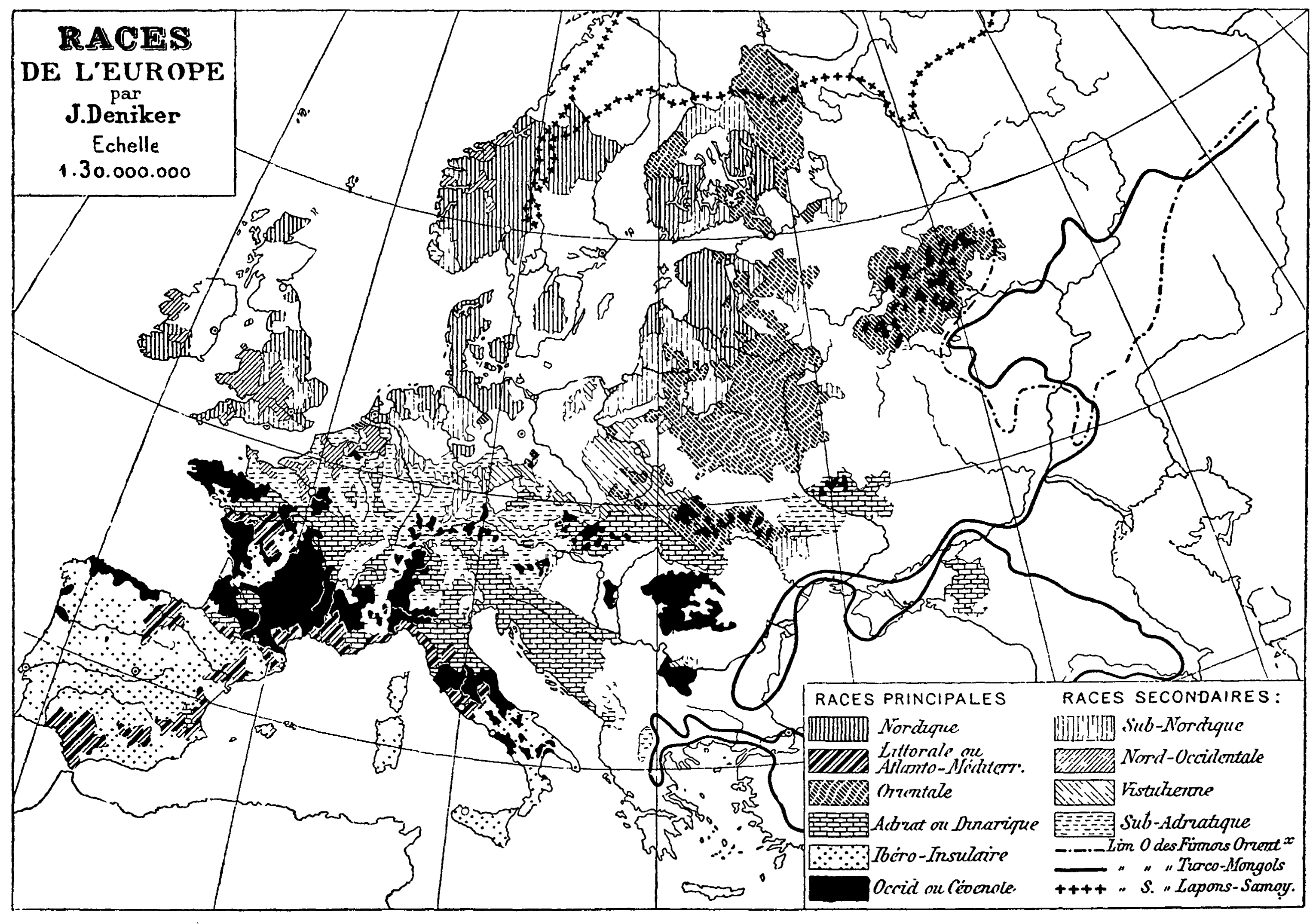
Carte des races européennes par Joseph Deniker of European races (1899) ; la « race dinarique » y est identifiée en tant que groupe dominant dans certaines régions d'Europe centrale, du Nord de l'Italie et du Nord-Ouest des Balkans.

Le terme de « race dinarique », également nommé « race adriatique » ou « race épirote » a longtemps été utilisé en anthropologie physique, définissant une sous-catégorie de la « race caucasienne » ou « race blanche » selon les travaux de Joseph Deniker en 1900, puis dans les travaux menés par Hans F. K. Günther and Carleton S. Coon. Les caractéristiques « dinariques » étaient une grande taille, une forte musculature, de longues jambes, un tronc court et une envergure moyenne au niveau des bras ; la boîte crânienne était classée comme brachycéphale voire hyperbrachycéphale (indice compris entre 81 et 86). Plusieurs théories sur la genèse de ce phénotype affirment à l'époque qu'il serait autochtone de son habitat actuel depuis le Néolithique : les campaniformes de l'âge du bronze auraient des traits dinariques au moins partiels. Toutefois pour Coon, déjà, ce groupe et d'autres « ne sont pas des « races » mais des expressions visibles de la variabilité génétique des groupes mixtes auxquels ils appartiennent ». Il se réfère en cela à la création des différents phénotypes issus du mélange d'anciens groupes, menant à la « dinarisation ». Selon lui, le groupe dinarique est un type spécifique engendré par le mélange des caractères de groupes méditerranéens et alpins. Depuis que la génétique est devenue le principal facteur de classification humaine, le terme de « race dinarique » n'a plus de crédit dans la communauté scientifique, mais peut en garder dans les publications protochronistes.
Quoi qu'il en soit, la théorie du « groupe dinarique » réduisait les différences ethniques à la seule religion, ce qui en fit l'objet de critiques de la part des milieux panslavistes, nationalistes et communistes yougoslaves. Ainsi Tito considérait officiellement les peuples Slaves du Sud comme des nations certes « unies et fraternelles », mais « distinctes ».
À ce titre, d'après les recensements nationaux, les Alpes dinariques sont peuplées principalement de Serbes, de Yougoslaves (communautés qui ne se reconnaissent d'aucune nationalité, à la suite de la dissolution de la Yougoslavie : majoritairement des communautés juives), de Monténégrins, de Croates, de Slovènes, de Musulmans (considérés comme une nationalité), de Bosniaques, d'Albanais et d'Italiens. Les Valaques ont laissé des toponymes comme Romanija Planina ou Stari Vlah, mais ont depuis de nombreuses générations adopté la langue serbo-croate et comme ils sont orthodoxes, ils font donc partie des Serbes. Les minorités hongroises, tsiganes et macédoniennes sont quasiment absentes du massif.

### Villes et villages

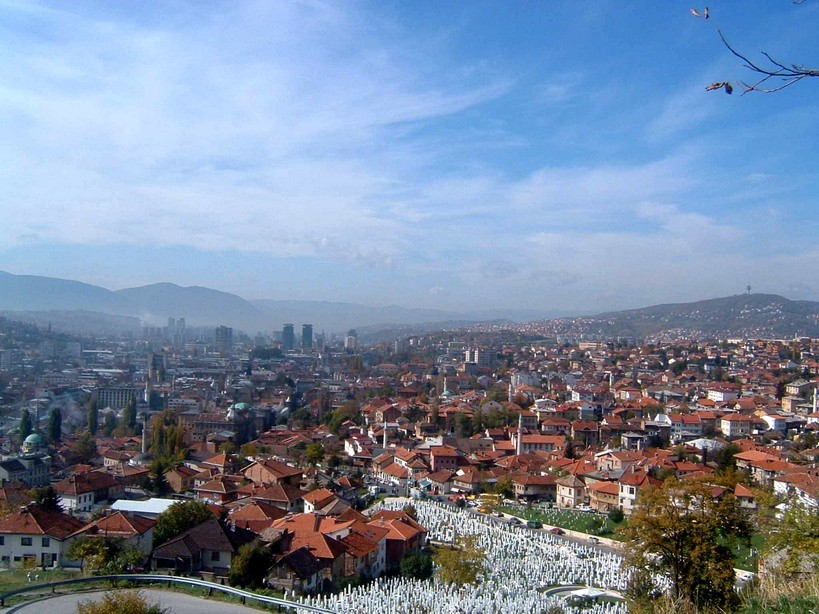
Vue de Sarajevo depuis l'est.

Les Alpes dinariques restent peu densément peuplées, avec moins de 100 hab./km2. Une des principales raisons est la géologie du massif, souvent carbonatée, donc karstique, où les eaux ne restent pas en surface. Les principales villes à l'intérieur du massif sont Sarajevo (304 100 habitants), Shkodër (200 000 habitants), Split (179 900 habitants), Banja Luka (166 000 habitants), Rijeka (143 800 habitants), Podgorica (139 500 habitants), Mostar (128 400 habitants), Zenica (127 300 habitants), Bihać (105 000 habitants), Peć (97 300 habitants), Gjakovë (90 000 habitants), Zvornik (79 000 habitants), Čačak (73 200 habitants), Zadar (69 600 habitants), Nikšić (58 200 habitants), Užice (54 700 habitants) et Novi Pazar (54 600 habitants).

### Habitat et monuments
L'architecture dans les Alpes dinariques est très bien adaptée aux ressources disponibles et au climat.

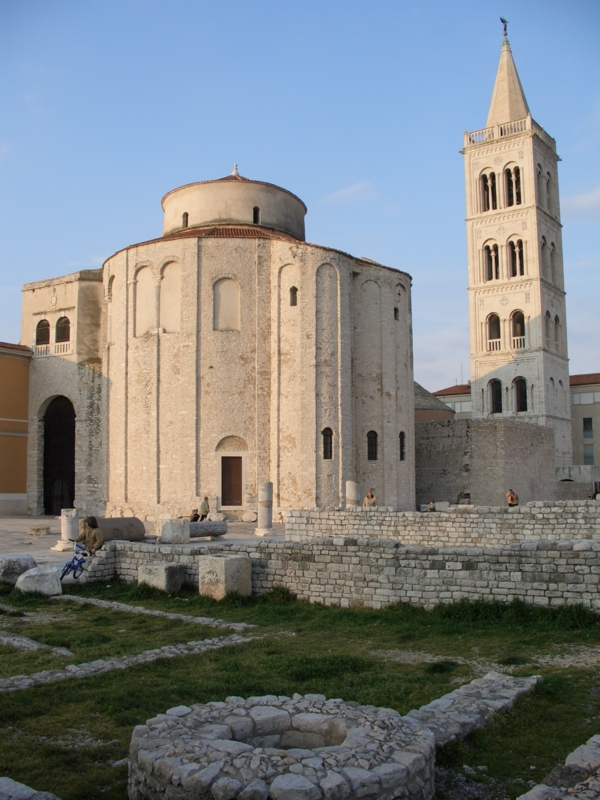
L'église Saint-Donat et le forum romain de Zadar (XVe siècle, Croatie).

Dans la ceinture maritime du massif, le matériau principal est la pierre calcaire blanche. Les exemples les plus évidents sont les villes dalmates de Zadar, Šibenik et Dubrovnik entre autres.
Dans la ceinture centrale du massif, les constructions typiques sont les katuni, des cabanes faites la plupart du temps de branchages scellés avec de la boue et recouvertes d'herbe. Elles sont fréquemment entourées de murs en pierre sèche. Elles sont présentes en Croatie, en Bosnie-Herzégovine, au Monténégro, au Kosovo et dans le Nord de l'Albanie. Ce sont des habitats de bergers qui avaient une vocation saisonnière.

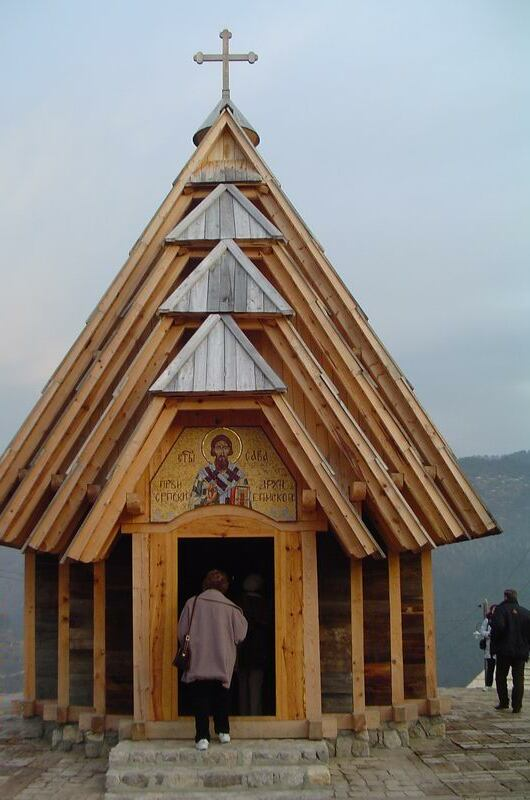
L'église en bois de Drvengrad (Küstendorf).

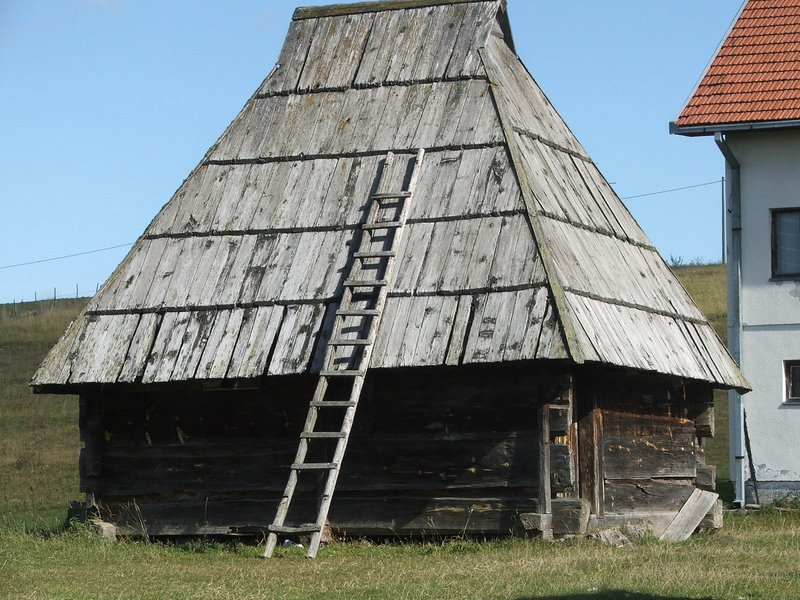
Une maison ancienne à Jabuka, près de Prijepolje.

Dans la ceinture orientale du massif, le matériau traditionnel principalement utilisé est le bois. Les maisons sont construites avec des poutres en pin travaillées à la main et reposant sur un soubassement en pierres ; les fenêtres sont de dimension réduite et la porte d'entrée est toujours composée de deux battants. La maison est généralement constituée de deux espaces séparés, une grande salle commune, la cuisine, et la chambre. La cuisine, avec son foyer central, ne possède ni plancher ni plafond ; elle donne sur la chambre à coucher, de taille plus modeste. À proximité de la maison d'habitation, se trouvent les bâtiments réservés au travail, comme la laiterie ou l'étable. Beaucoup de ces villages traditionnels sont aujourd'hui abandonnés et presque en ruine. Certains sont classés en tant qu'écomusée. Près de Nova Varoš, dans les monts Zlatar, par exemple, se trouve le petit ethno-village de Štitkovo, qui conserve des maisons de la seconde moitié du XIXe siècle, typiques de la région de Stari Vlah et placées sous la protection de l'État. Le village de Sirogojno, situé à l'est des monts Zlatibor, abrite un écomusée ouvert en 1985 et appelé Staro Selo, le « vieux village » ou le « village d'autrefois ». Il couvre une superficie de 15 ha et s'organise autour de l'église des Apôtres-Pierre-et-Paul, construite en 1764. Les plus belles maisons traditionnelles de la région, déménagées de leur emplacement d'origine, ont été remontées dans cet ethno-village. Rassemblant ainsi de nombreuses maisons en bois qui en font un conservatoire architectural, le musée s'est également donné comme mission de présenter les métiers et les activités telles qu'elles étaient au XIXe siècle. Un autre écomusée se trouve à proximité du village de Mokra Gora, sur les pentes septentrionales des monts Zlatibor et il porte le nom de Drvengrad ou Küstendorf, le « village en bois » ; il a été construit de toutes pièces par le réalisateur Emir Kusturica pour les besoins de son film La vie est un miracle. Il s'agit de la reconstitution d'un village serbe typique du XIXe siècle. En raison de sa qualité, le village a remporté en 2005 le prix européen d'architecture Philippe Rotthier pour la reconstruction de la ville. Il est aujourd'hui une destination particulièrement appréciée des touristes.

On trouve aussi bien, dans le massif, des églises catholiques que des mosquées, des monastères orthodoxes ou encore des synagogues.

Édifices religieux remarquables des Alpes dinariques
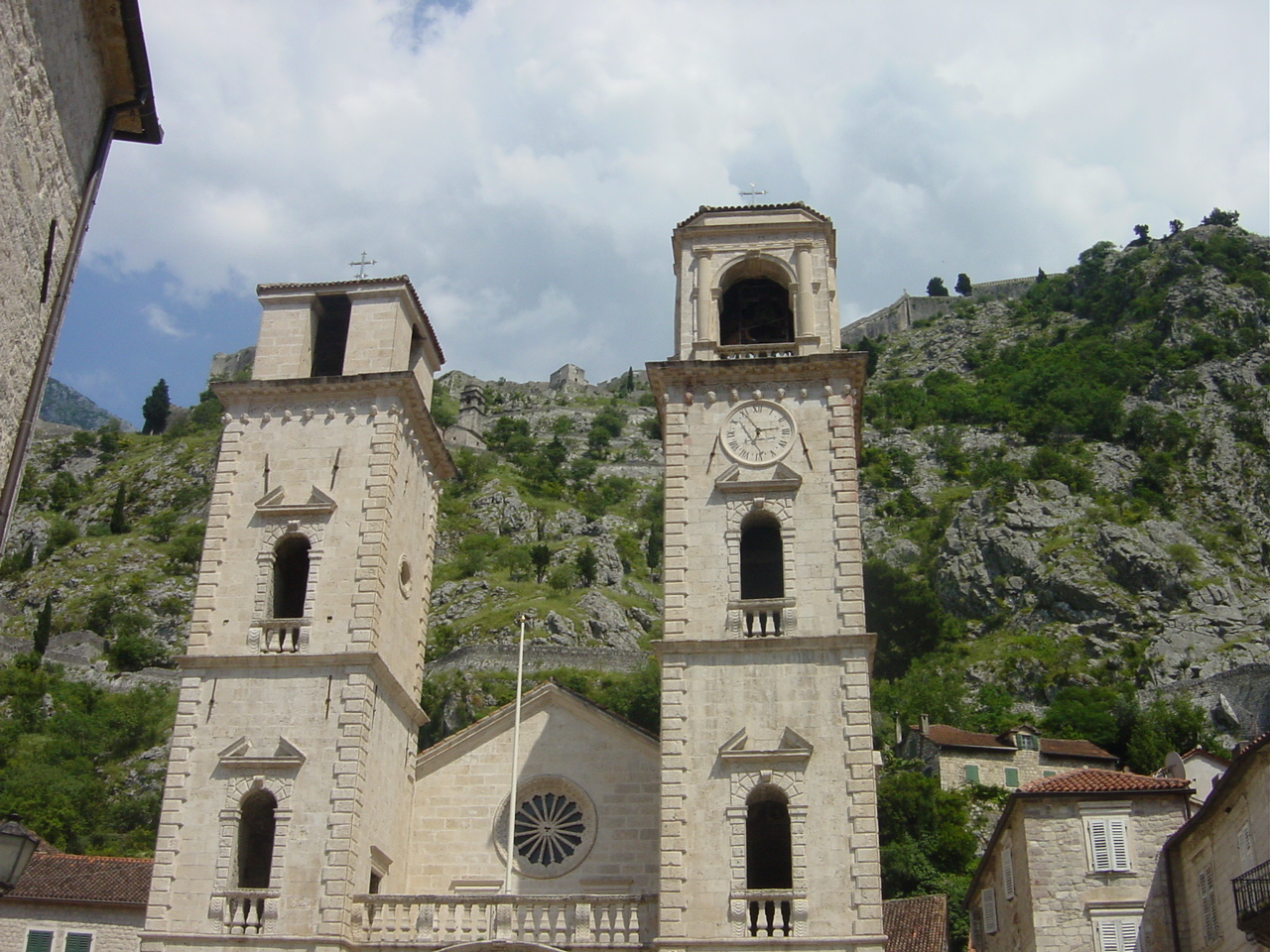
La cathédrale Saint-Tryphon de Kotor (IXe siècle, Monténégro).
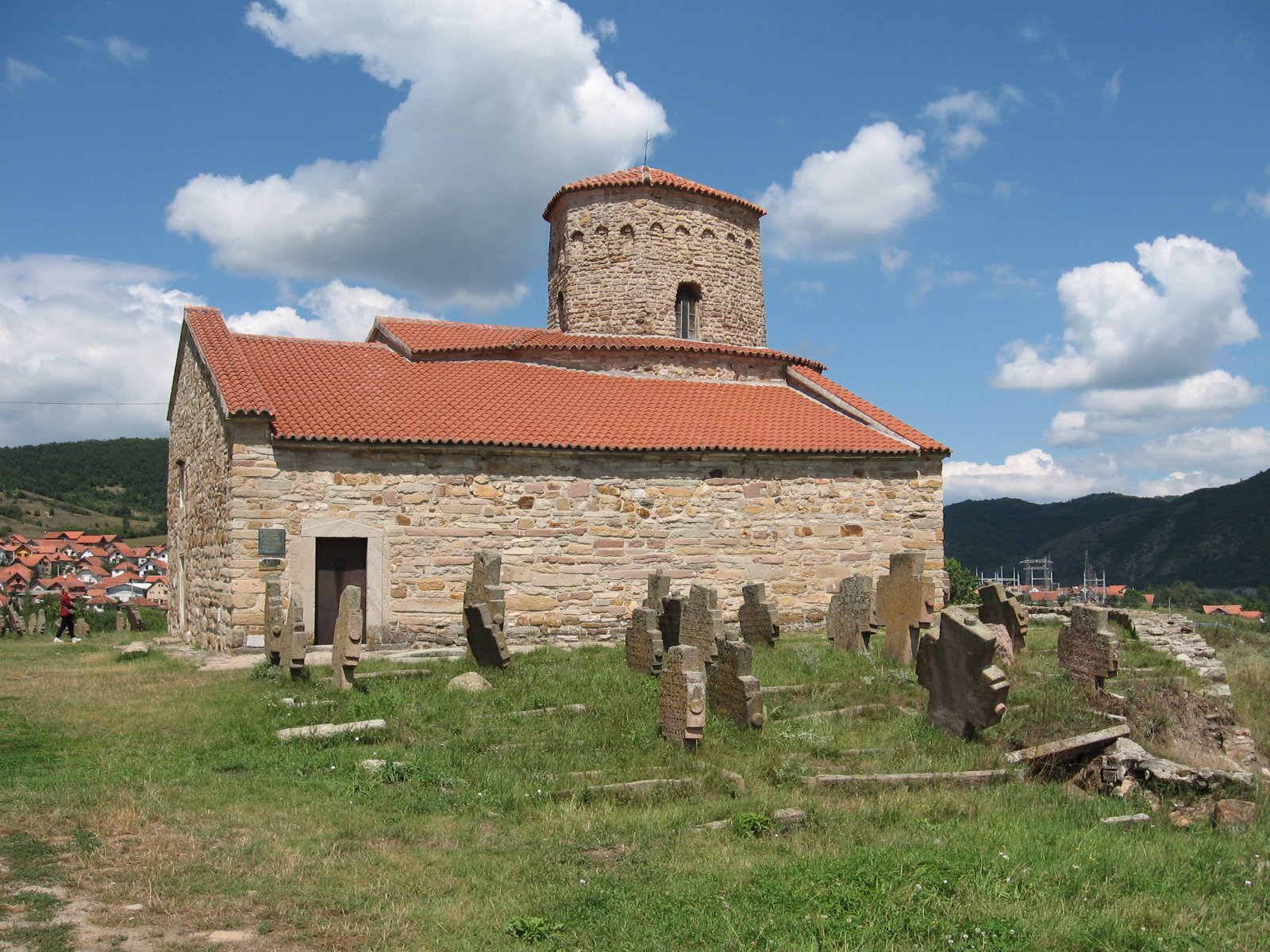
L'église Saint-Pierre de Ras (IXe siècle, Serbie).
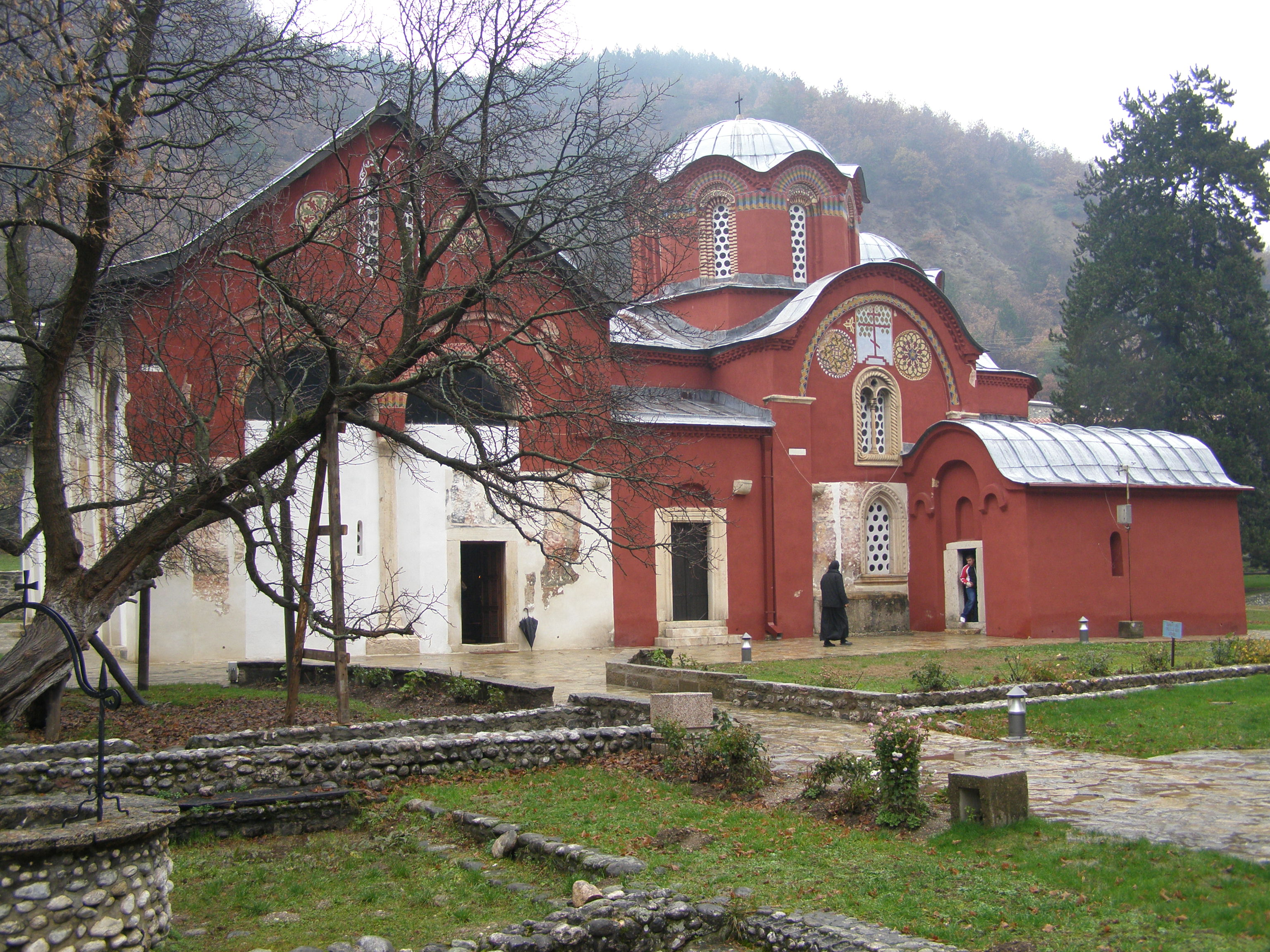
L'église de la Vierge « Hodegitria » dans le Patriarcat de Peć (XIIe siècle, Kosovo).
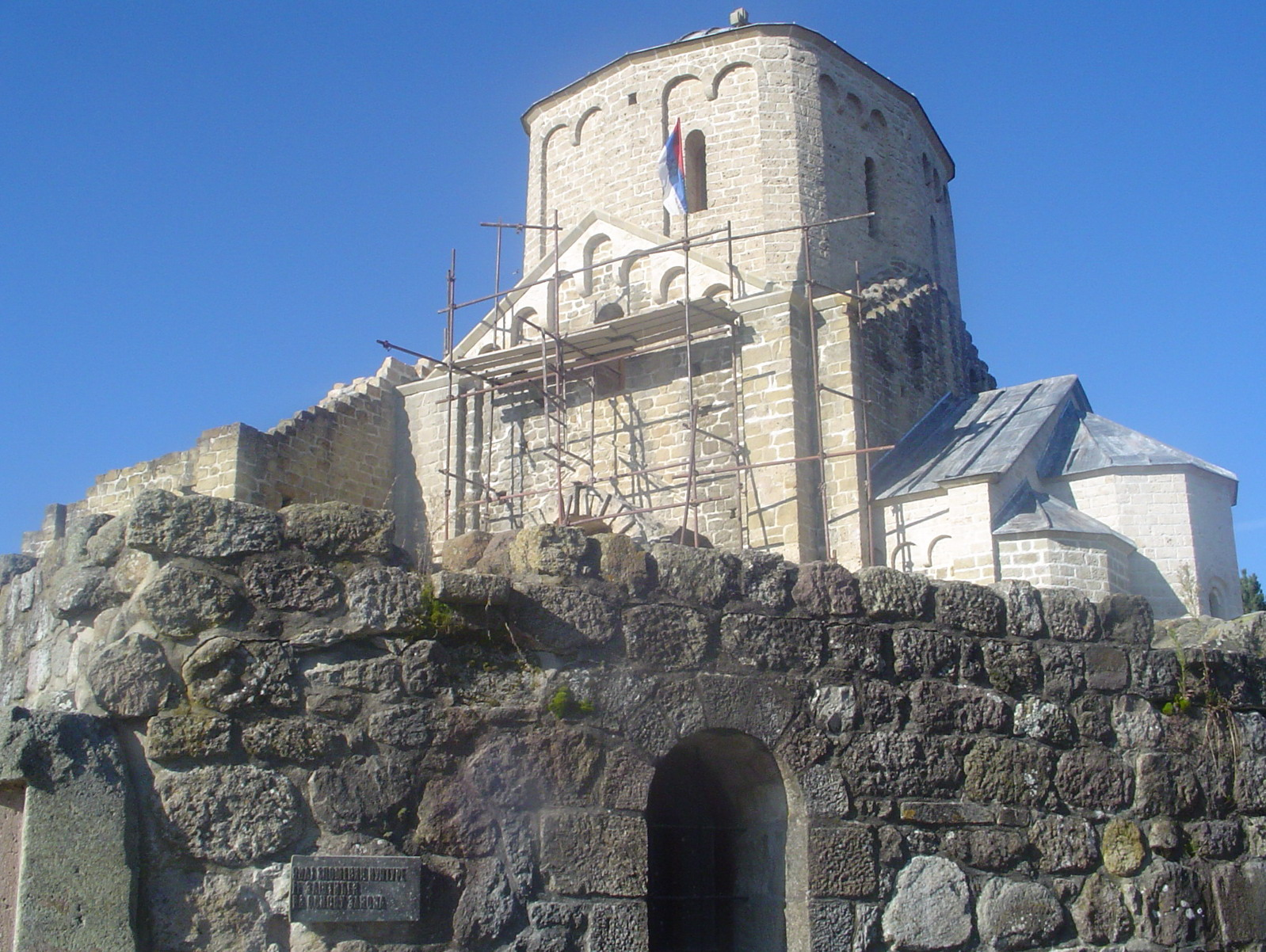
Le monastère de Đurđevi Stupovi (XIIe siècle, Serbie).
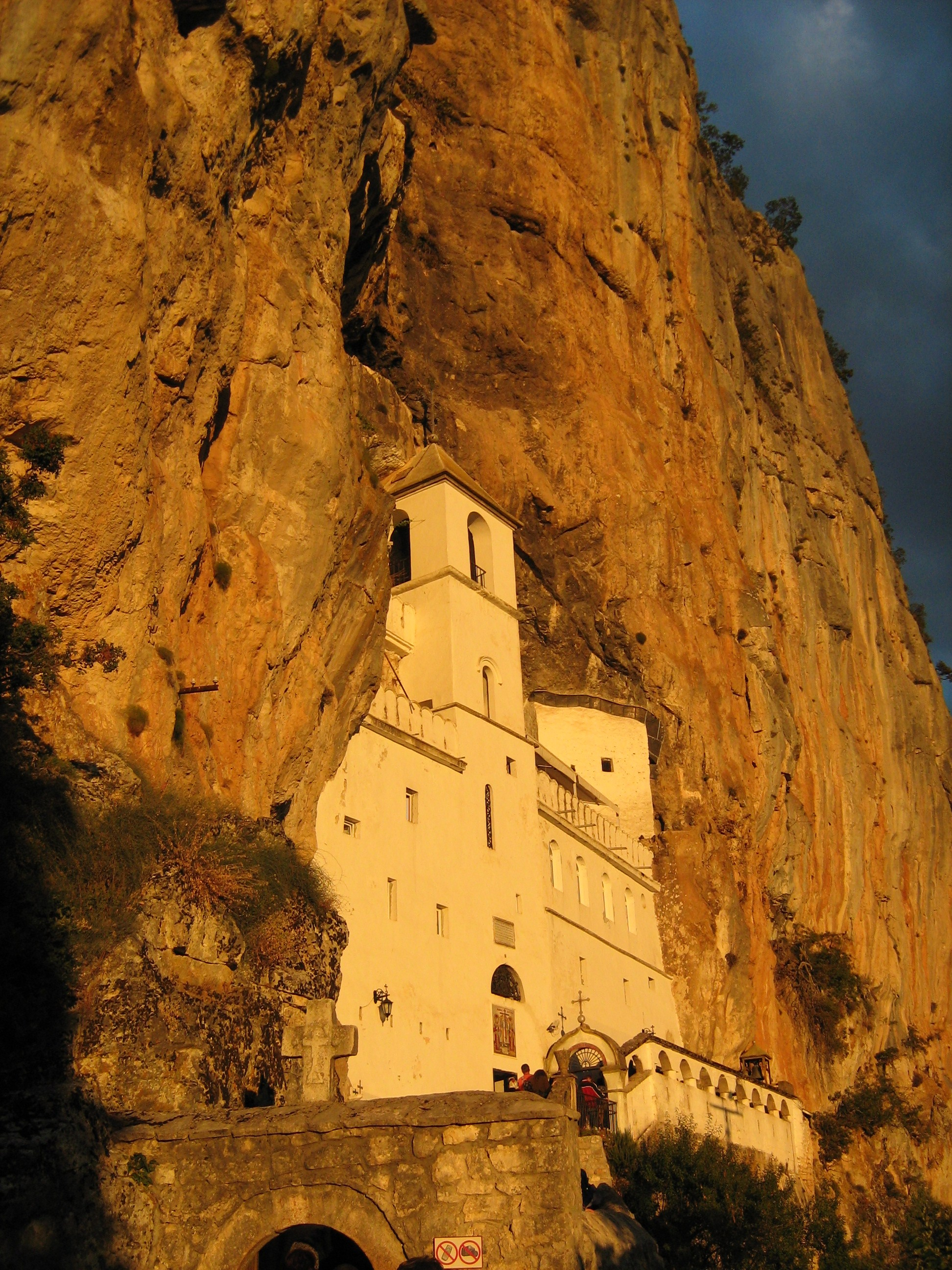
Le monastère d'Ostrog (XIIIe siècle, Monténégro).
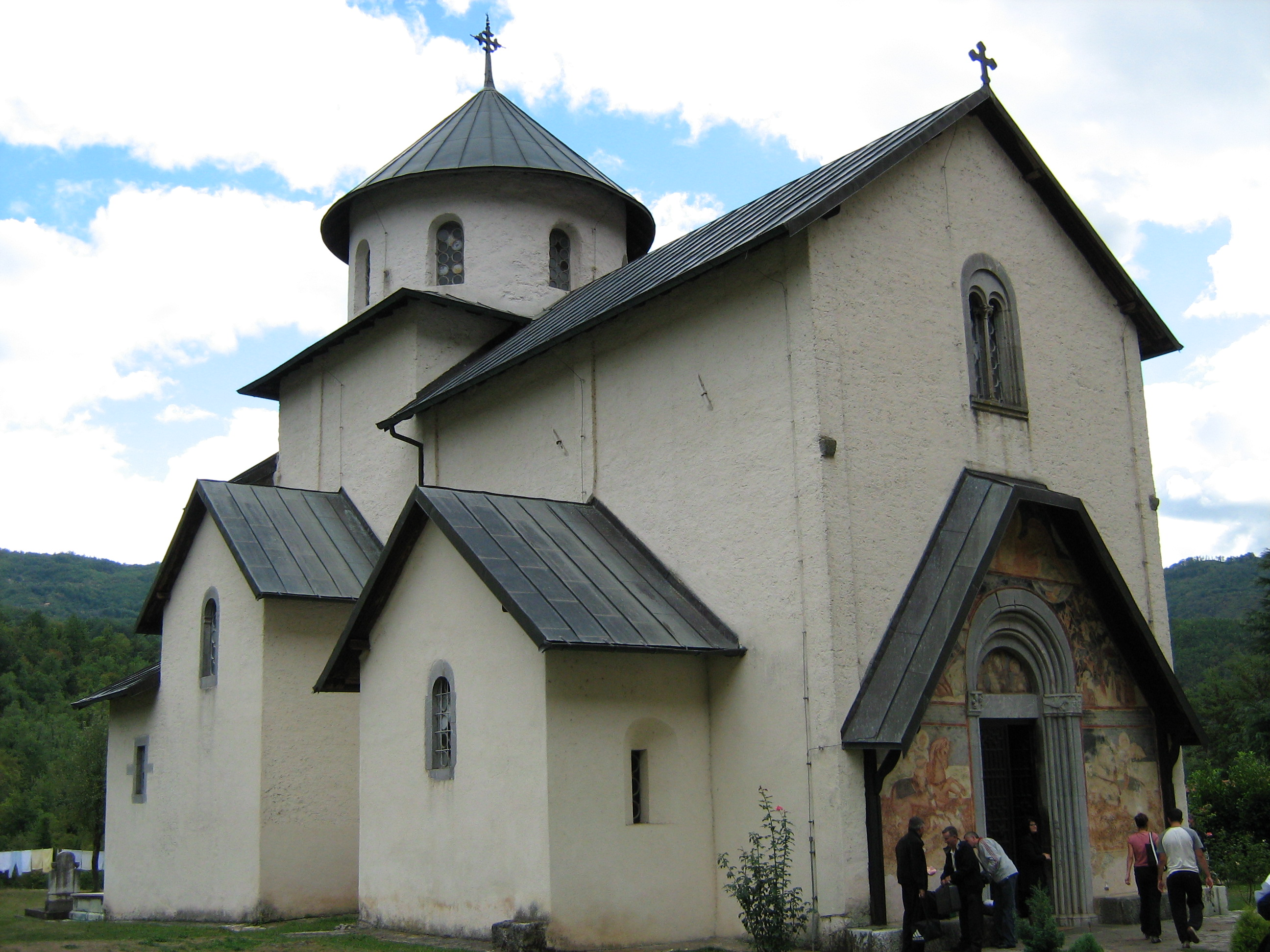
Le monastère de Morača (XIIIe siècle, Monténégro).
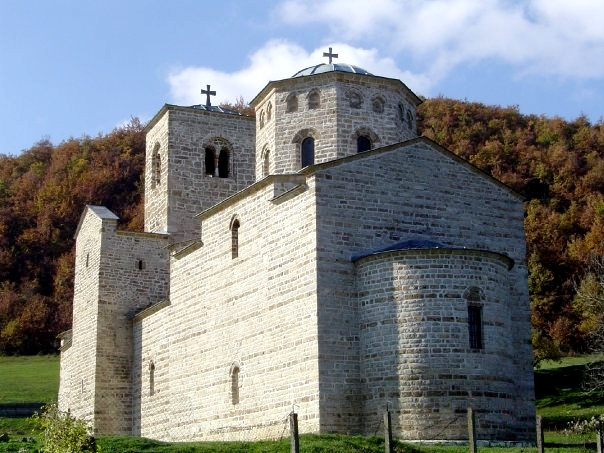
Le monastère de Đurđevi Stupovi (XIIIe siècle, Monténégro).
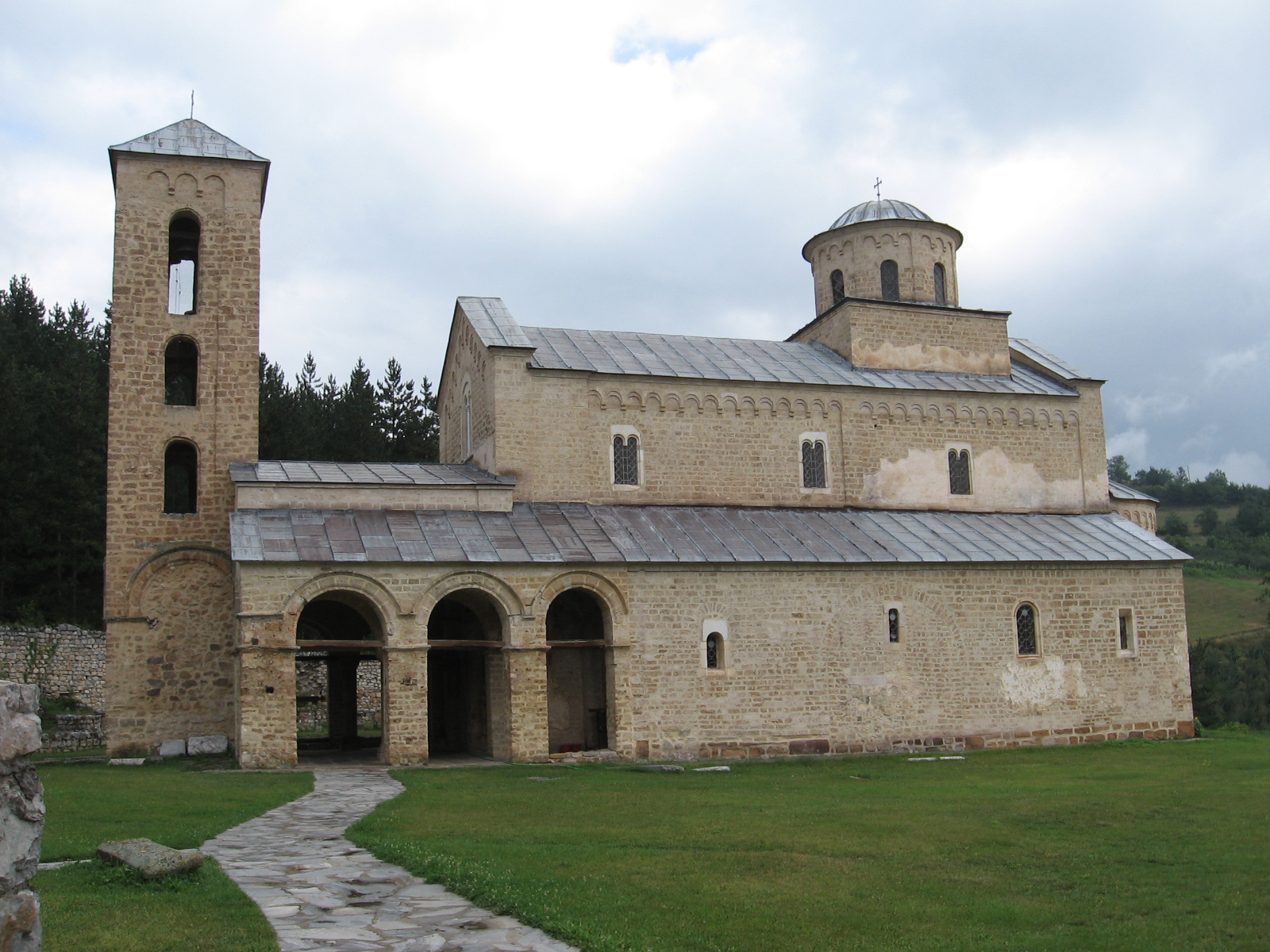
Le monastère de Sopoćani (XIIIe siècle, Serbie).
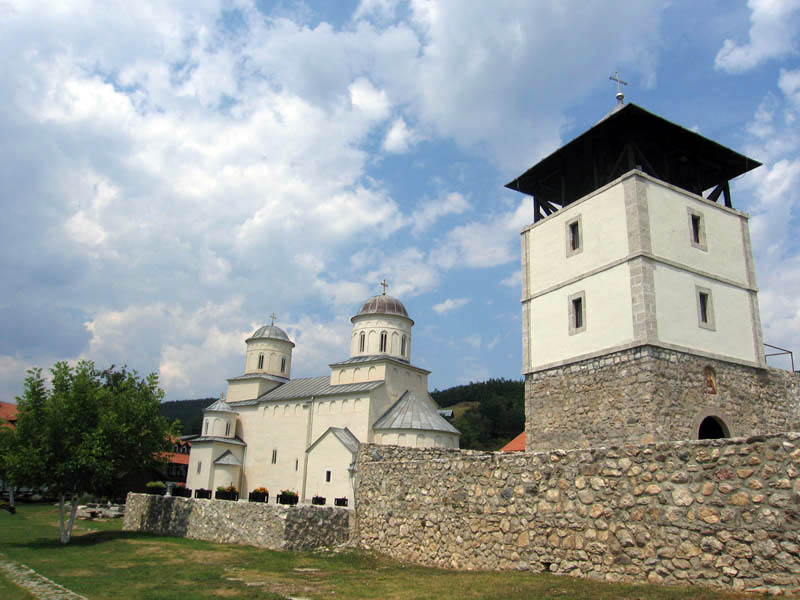
Le monastère de Mileševa (XIIIe siècle, Serbie).
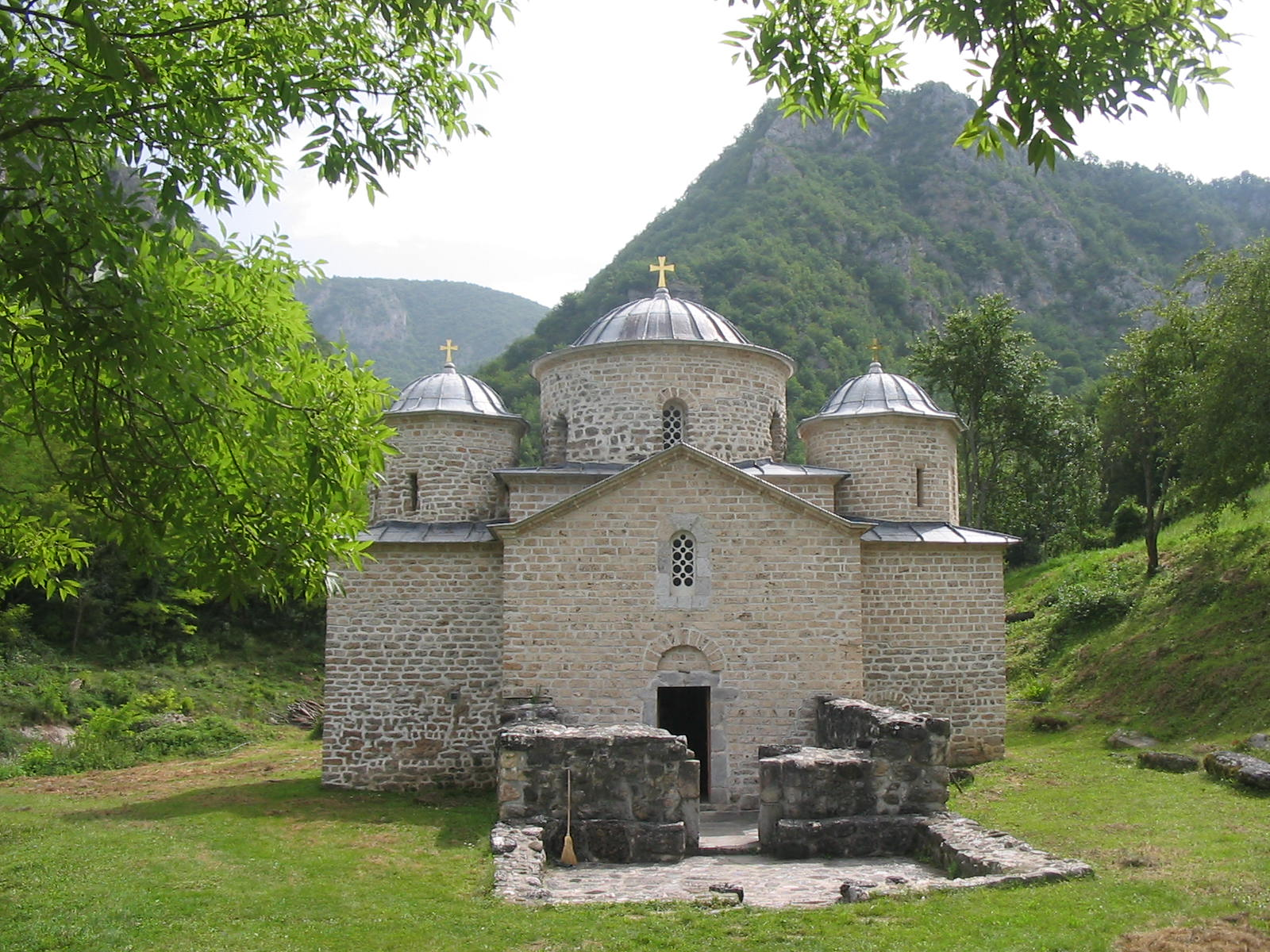
Le monastère de Davidovica (XIIIe siècle, Serbie).
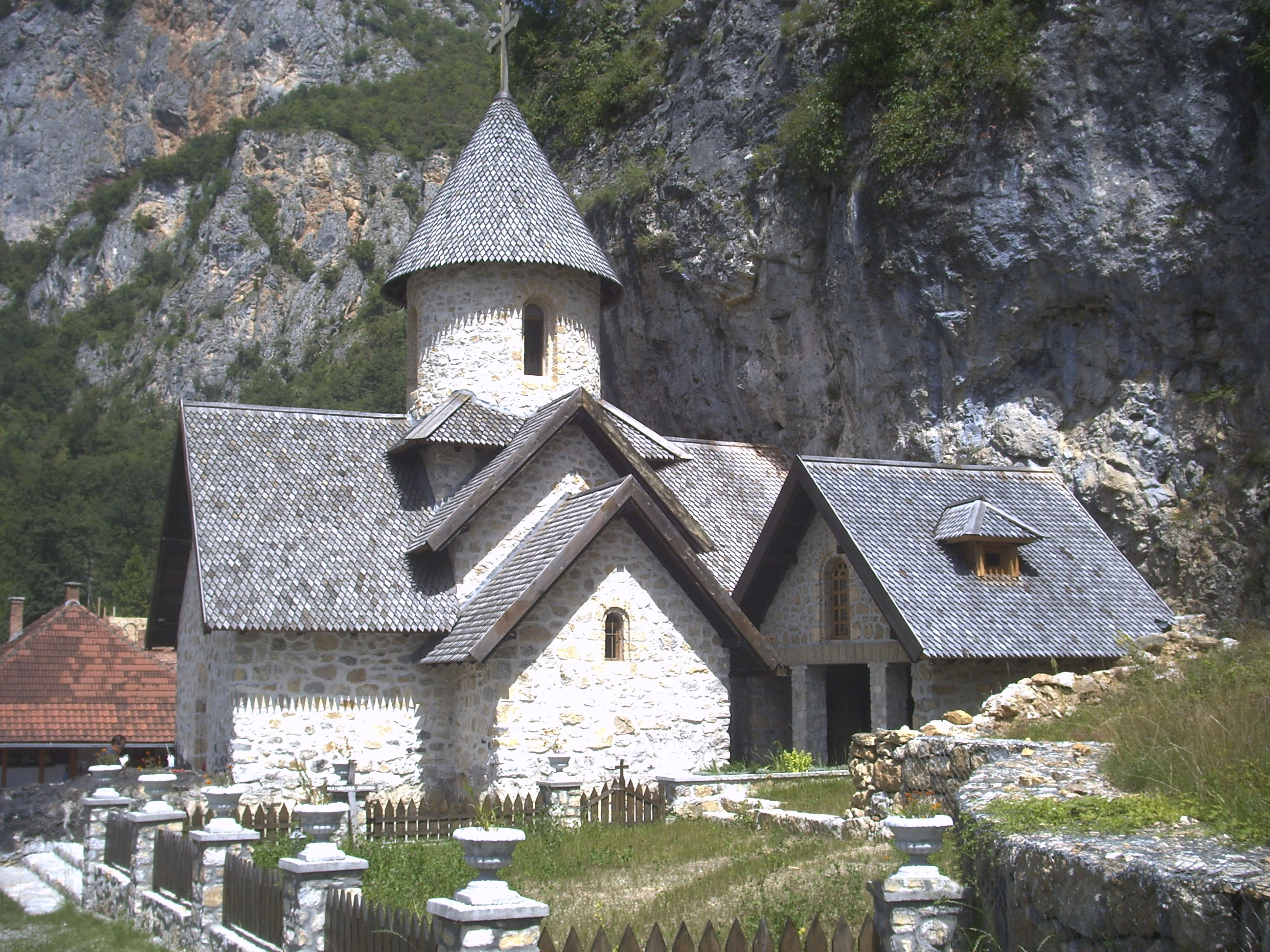
Le monastère de Kumanica (XIIIe siècle, Serbie).
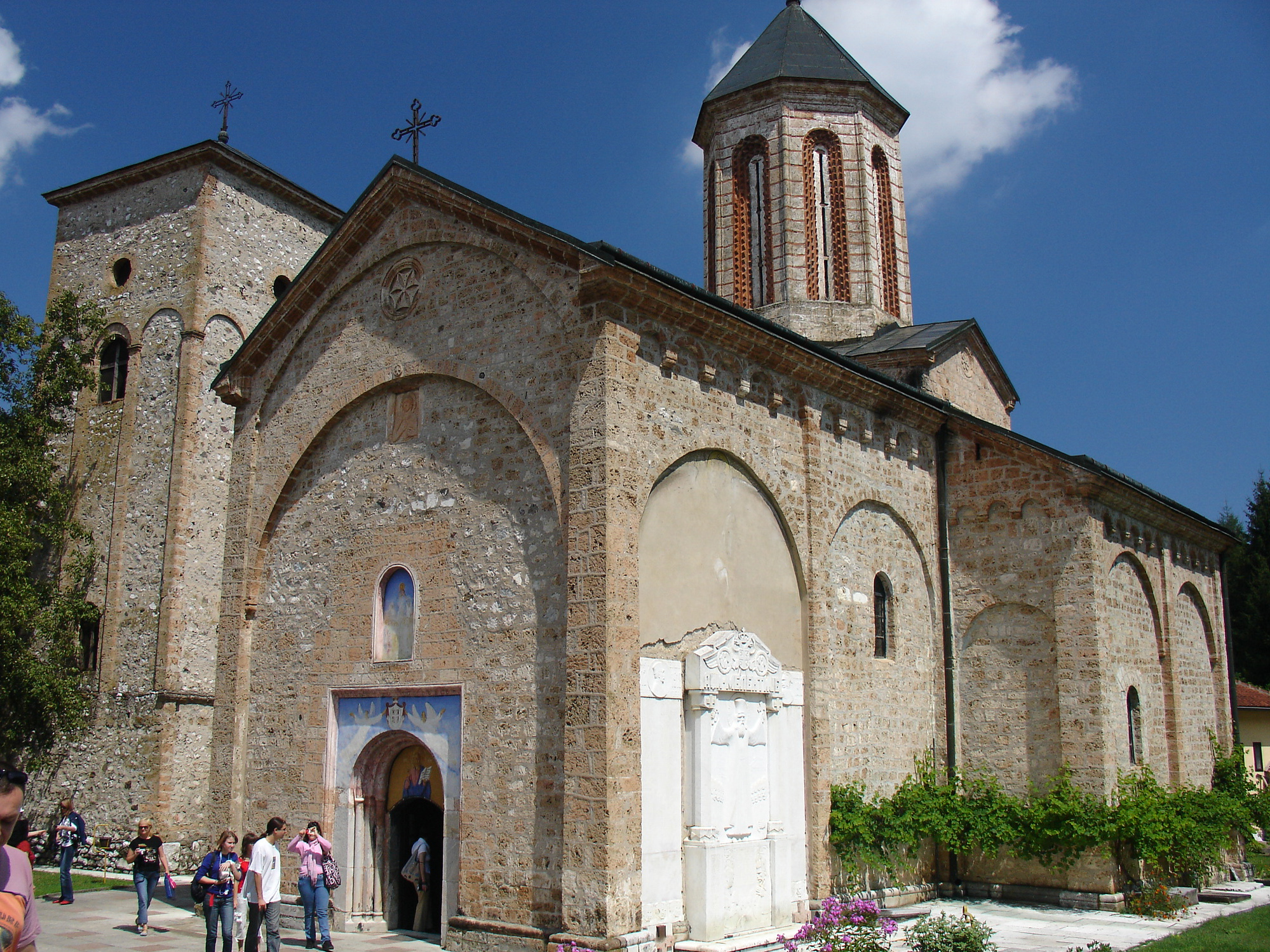
Le monastère de Rača (XIIIe siècle, Serbie).
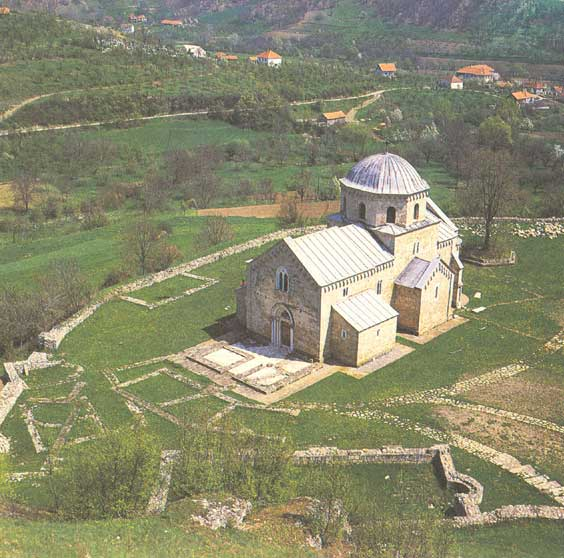
Le monastère de Gradac (XIIIe siècle, Serbie).
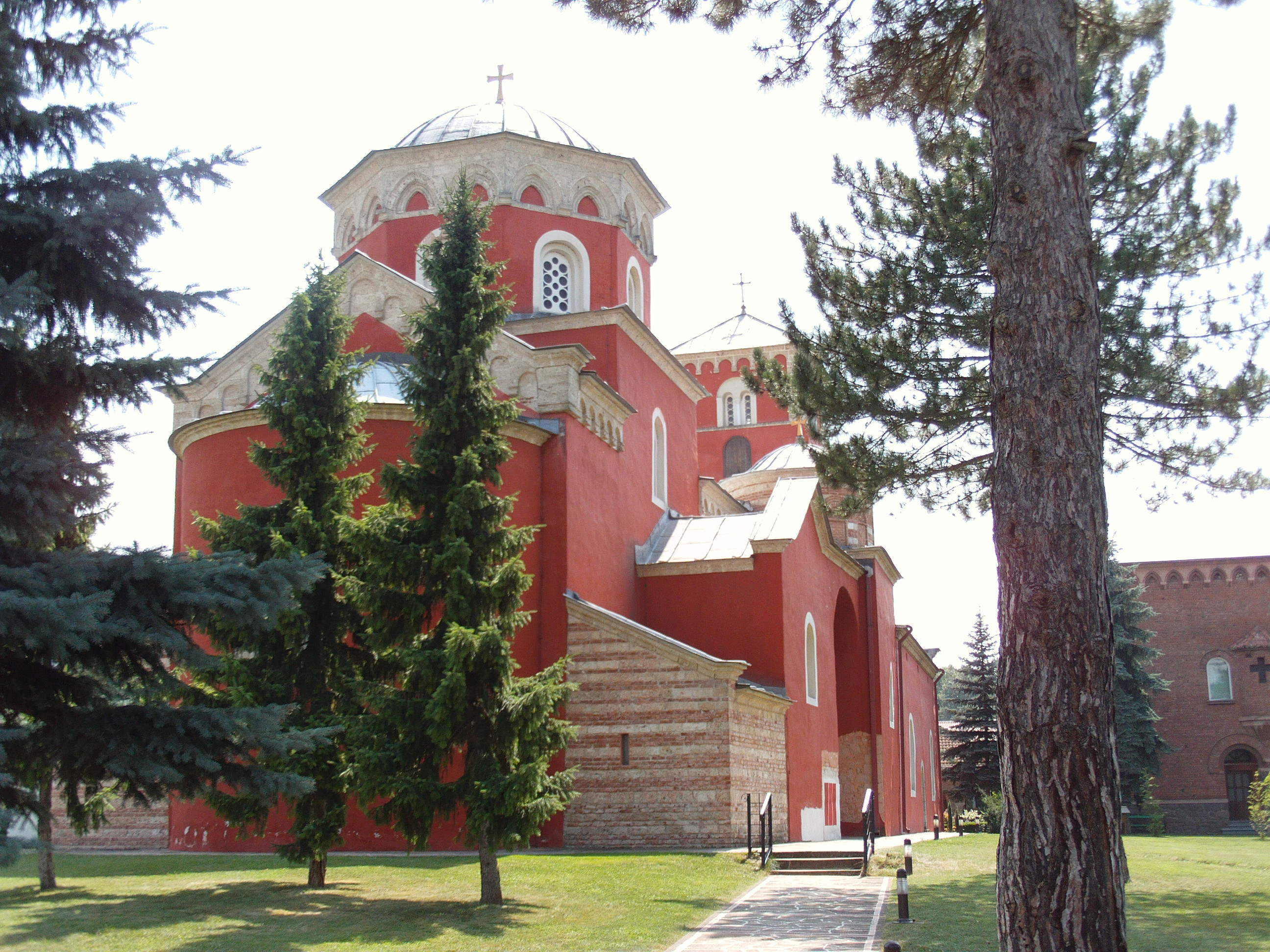
Le monastère de Žiča (XIIIe siècle, Serbie).
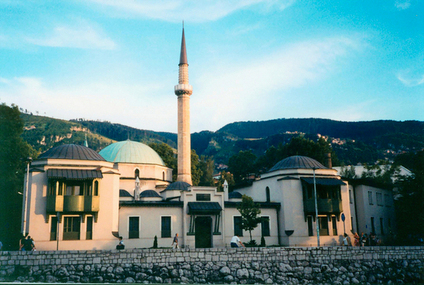
La mosquée de l'Empereur à Sarajevo (XVe siècle, Bosnie-Herzégovine).
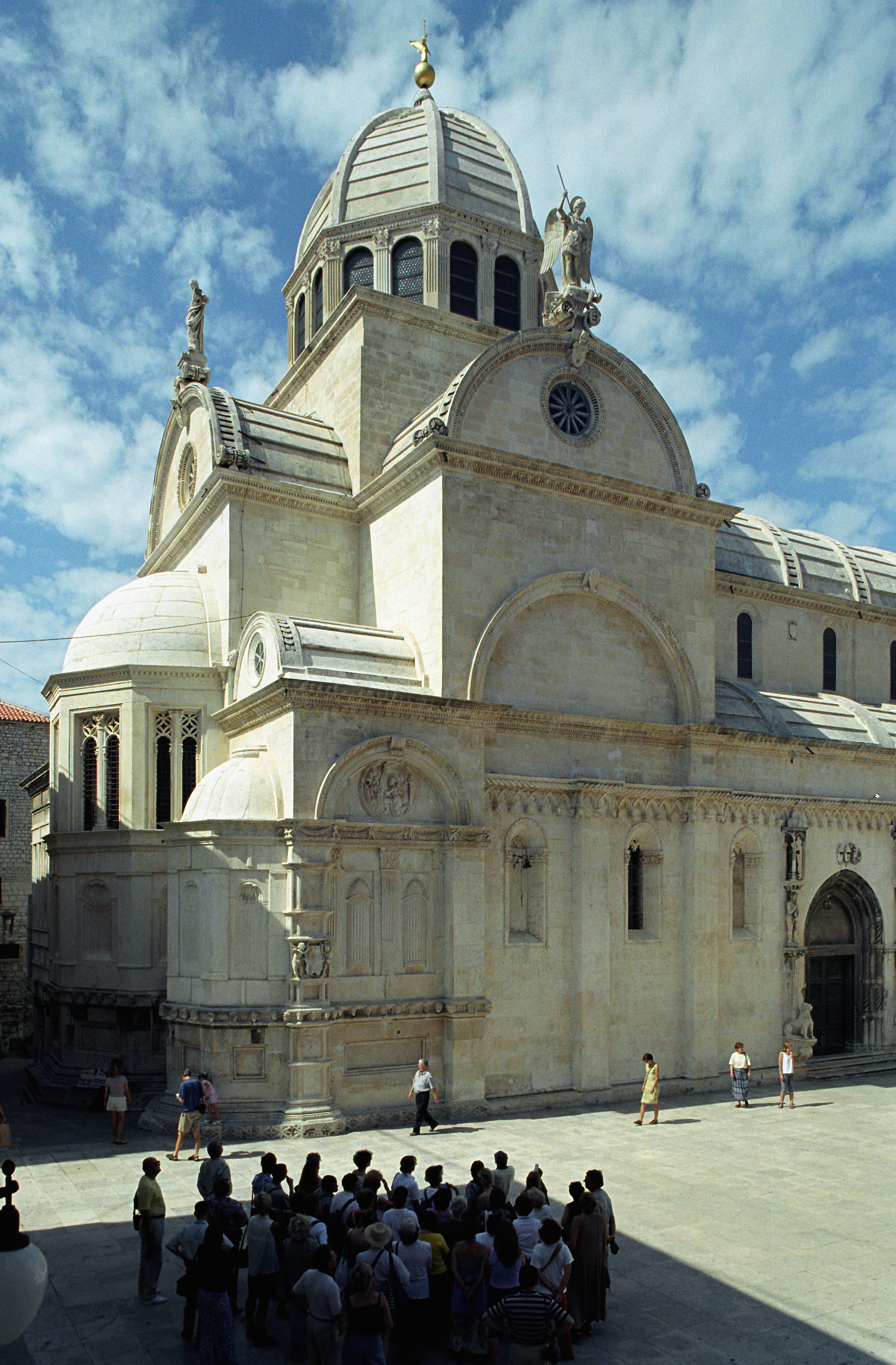
La cathédrale Saint-Jacques de Šibenik (XVe siècle, Croatie).
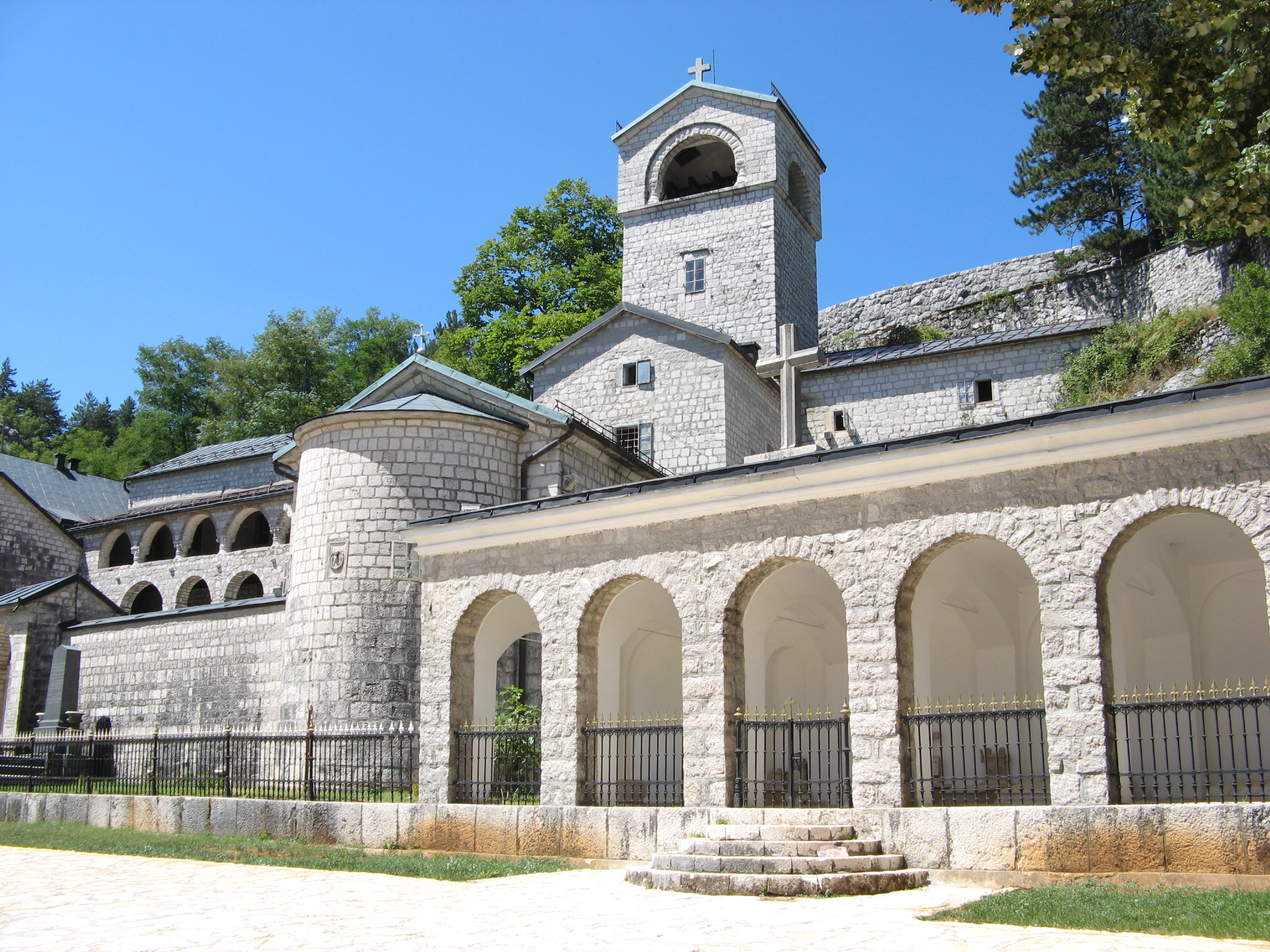
Le monastère de Cetinje (XVe siècle, Monténégro).
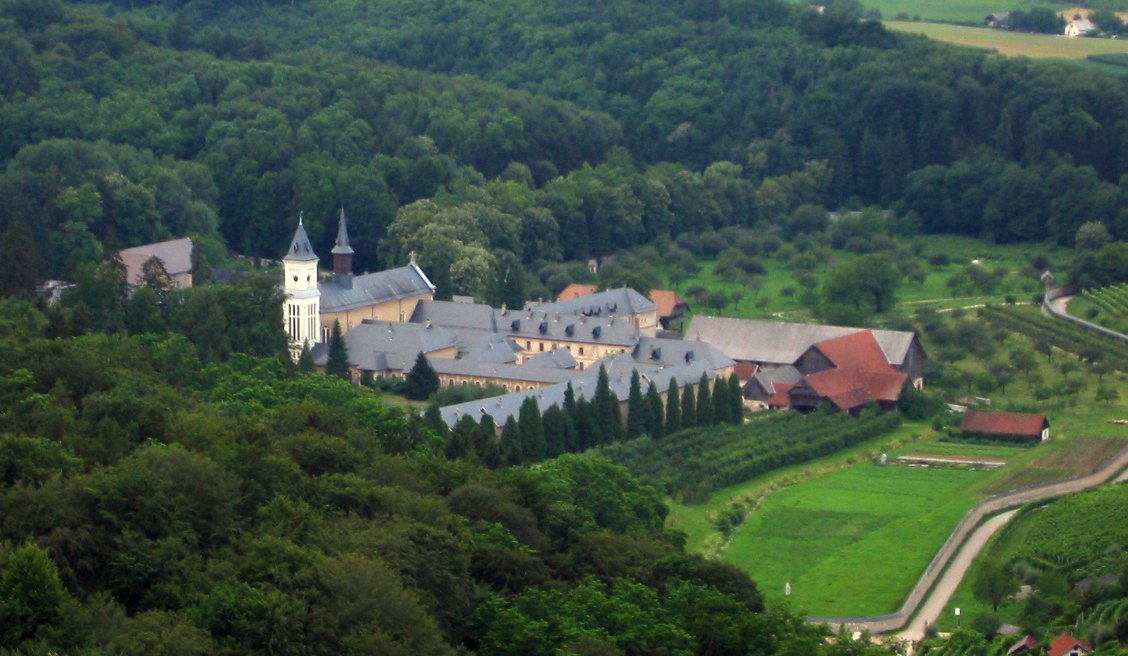
La chartreuse de Pleterje (XVe siècle, Slovénie).
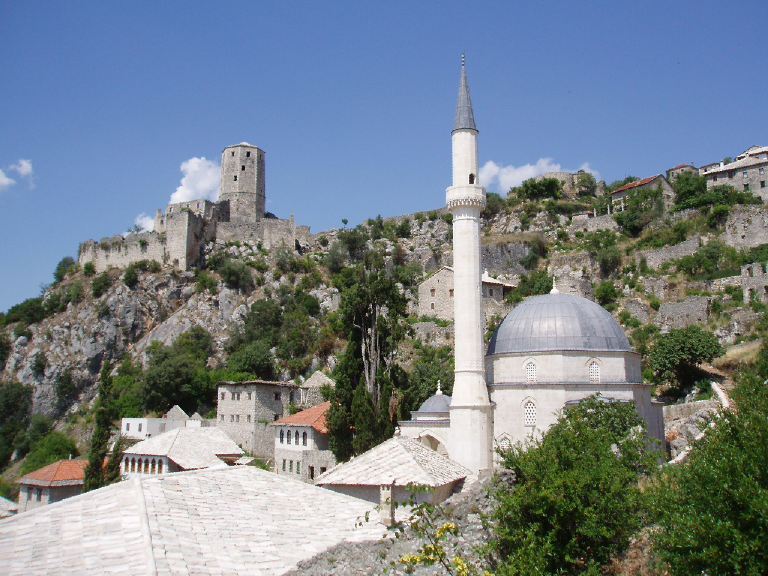
La mosquée de Počitelj (XVIe siècle, Bosnie-Herzégovine).
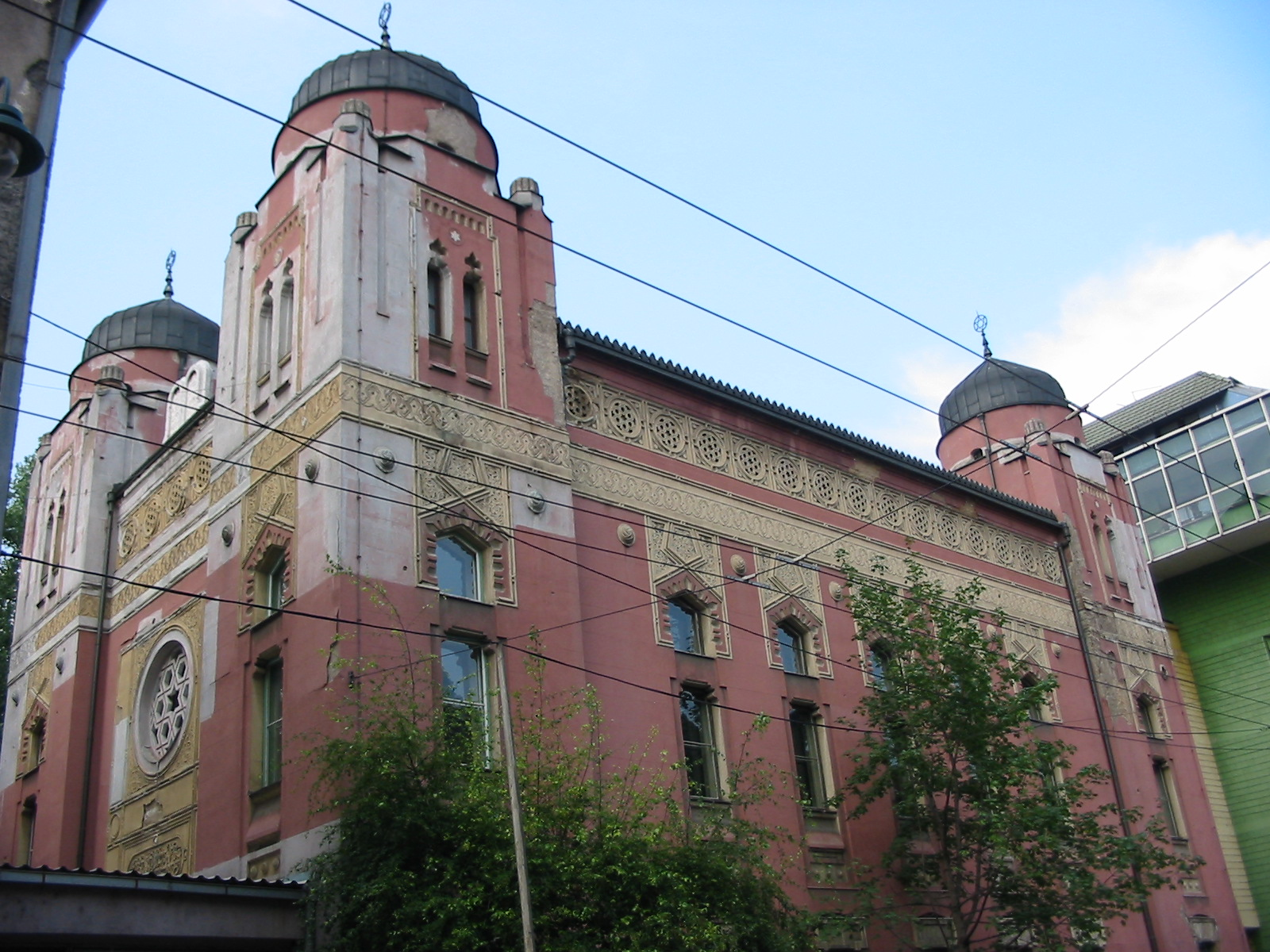
La synagogue de Sarajevo (XVIe siècle, Bosnie-Herzégovine).
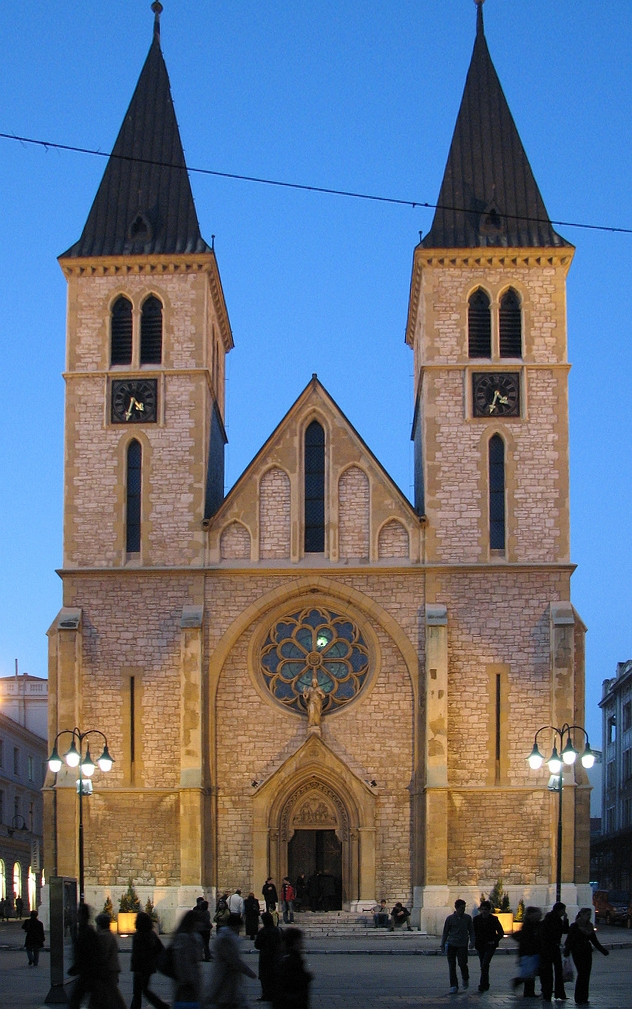
La cathédrale Srca Isusova de Sarajevo (XIXe siècle, Bosnie-Herzégovine).
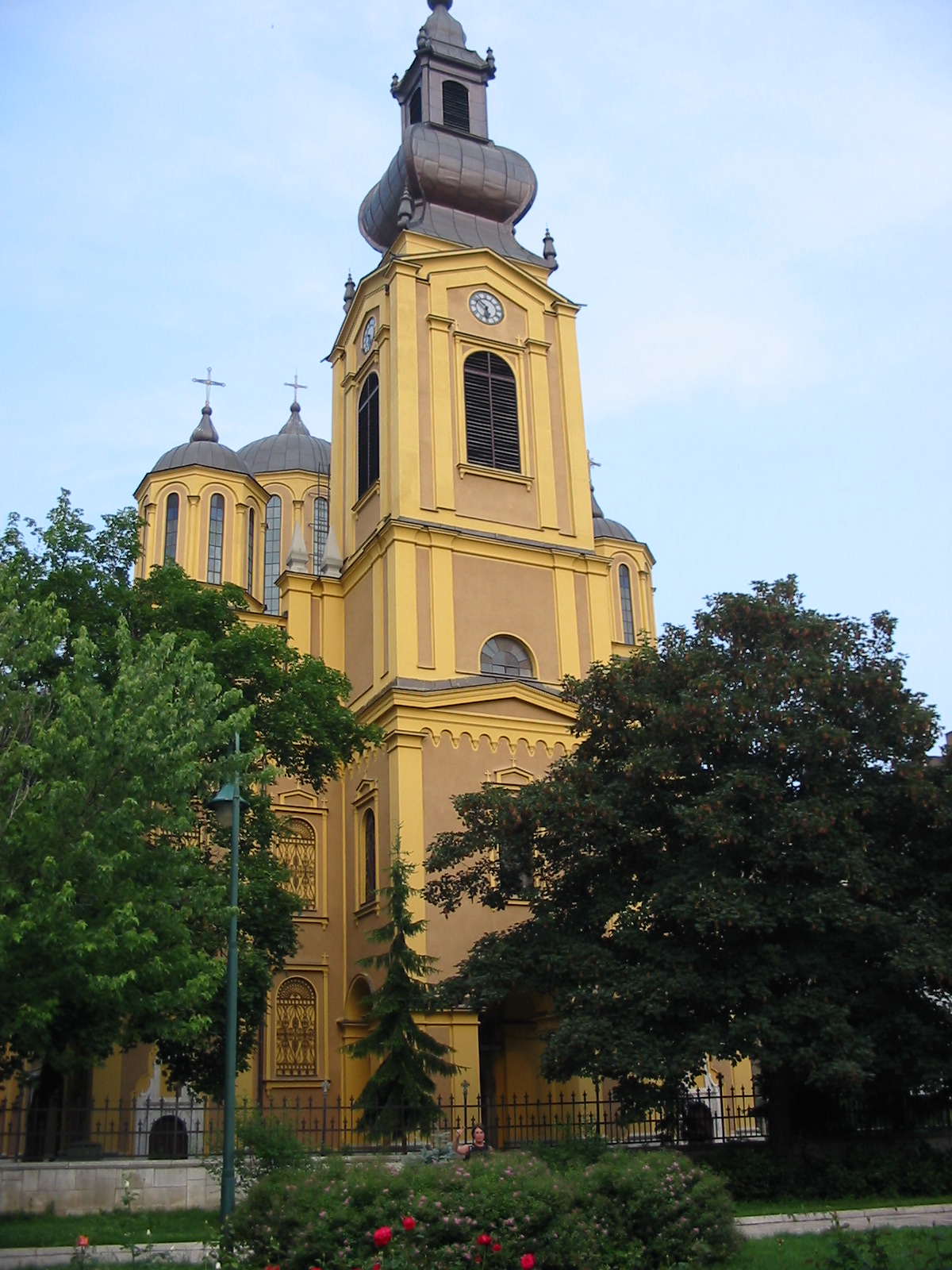
La cathédrale orthodoxe de Sarajevo (XIXe siècle, Bosnie-Herzégovine).
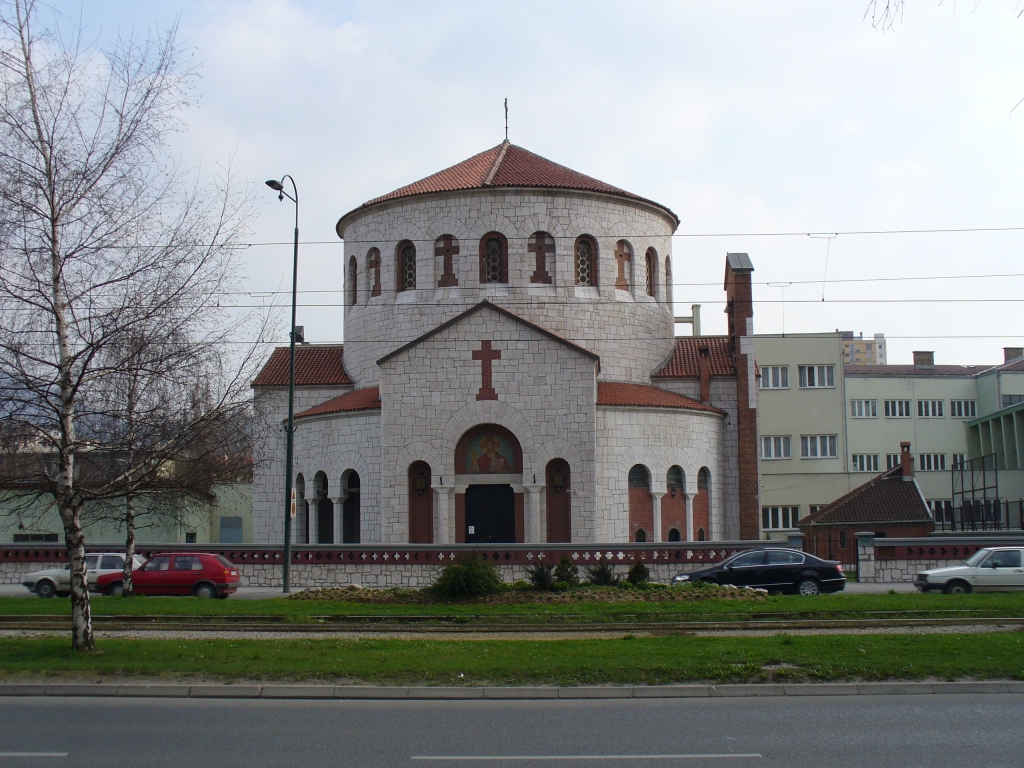
L'église Sveto Preobraženje de Sarajevo (XXe siècle, Bosnie-Herzégovine).

Édifices civils et militaires remarquables des Alpes dinariques
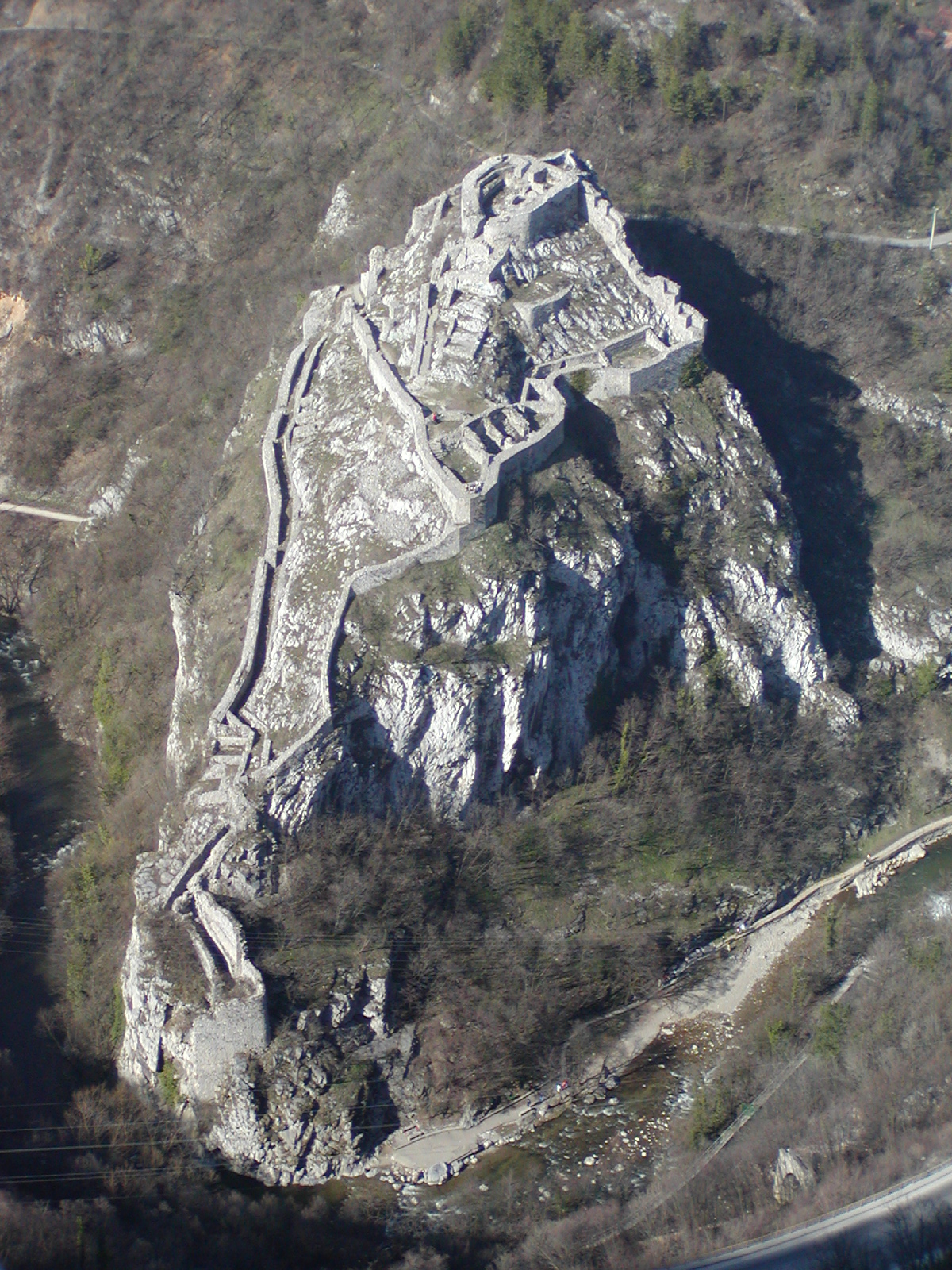
La forteresse de Stari Grad, à Užice (XIIe siècle, Serbie).
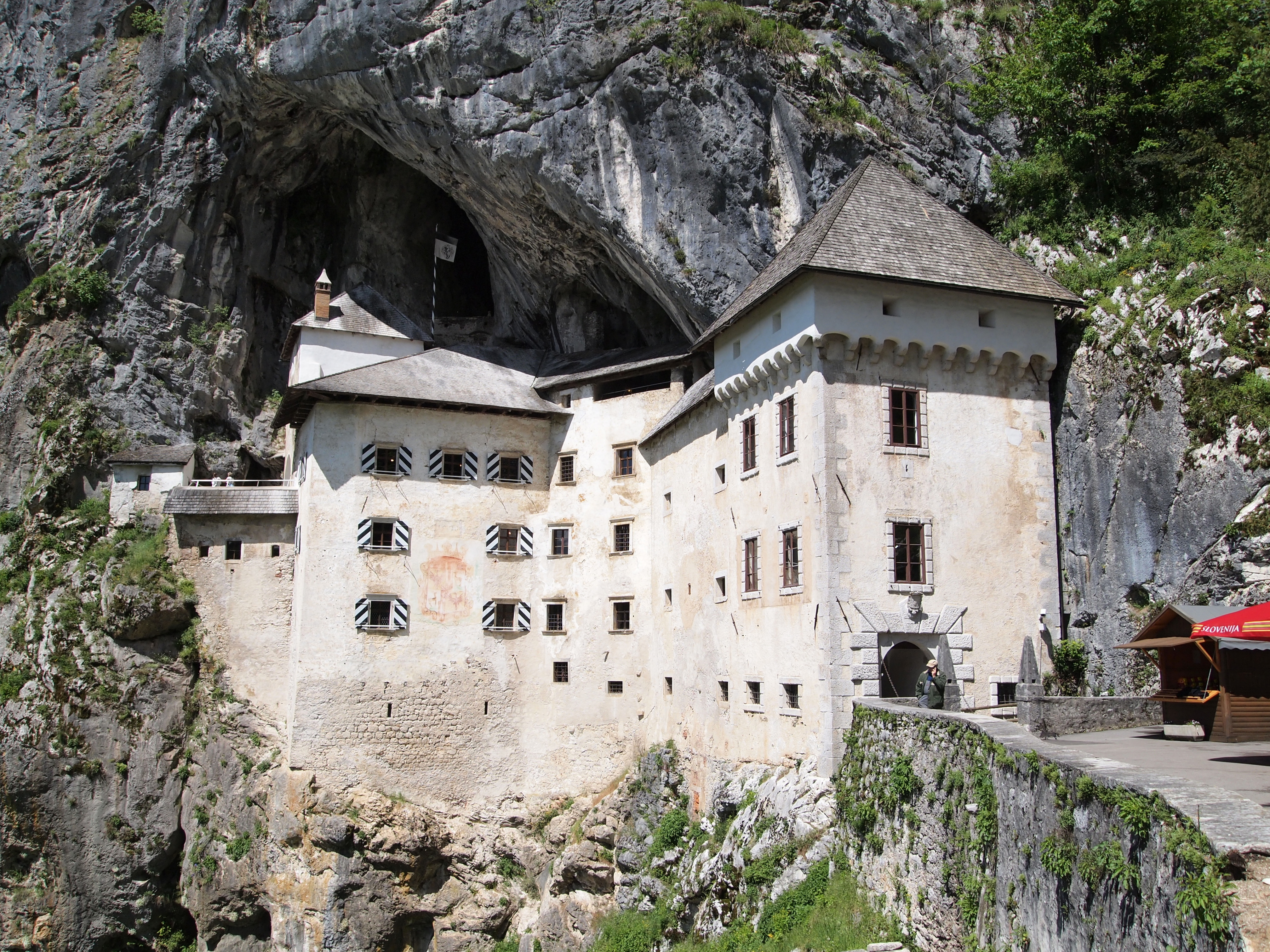
Le château de Predjama, de style Renaissance, construit à flanc de falaise (XIIIe siècle, Slovénie).
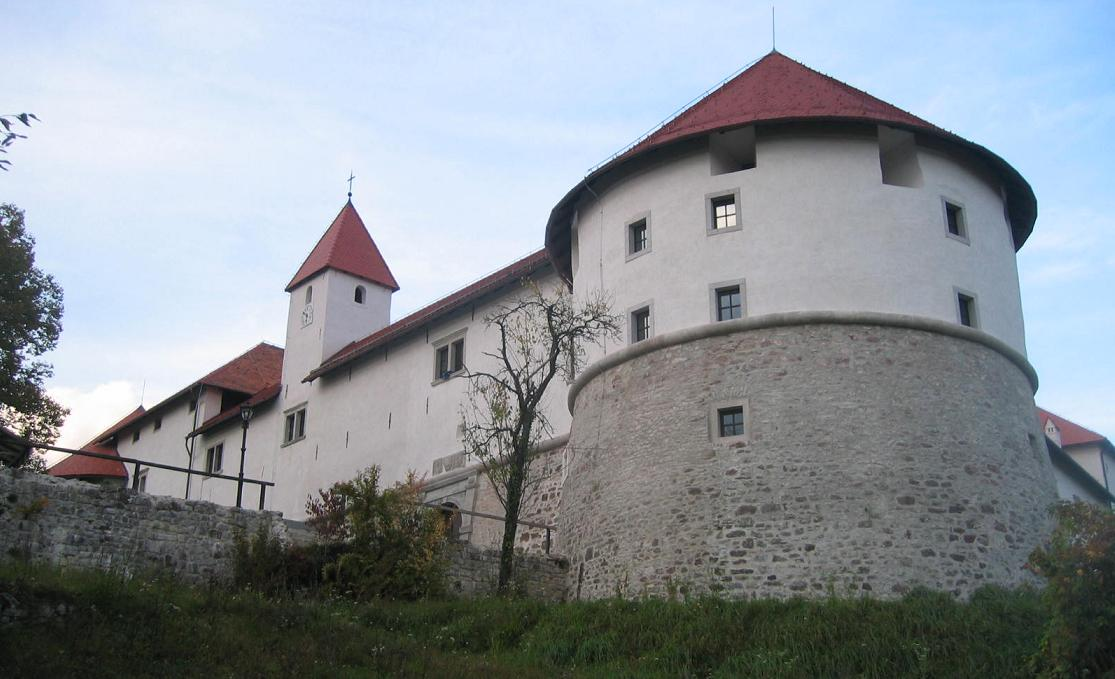
Le château de Turjak (XIIIe siècle, Slovénie).
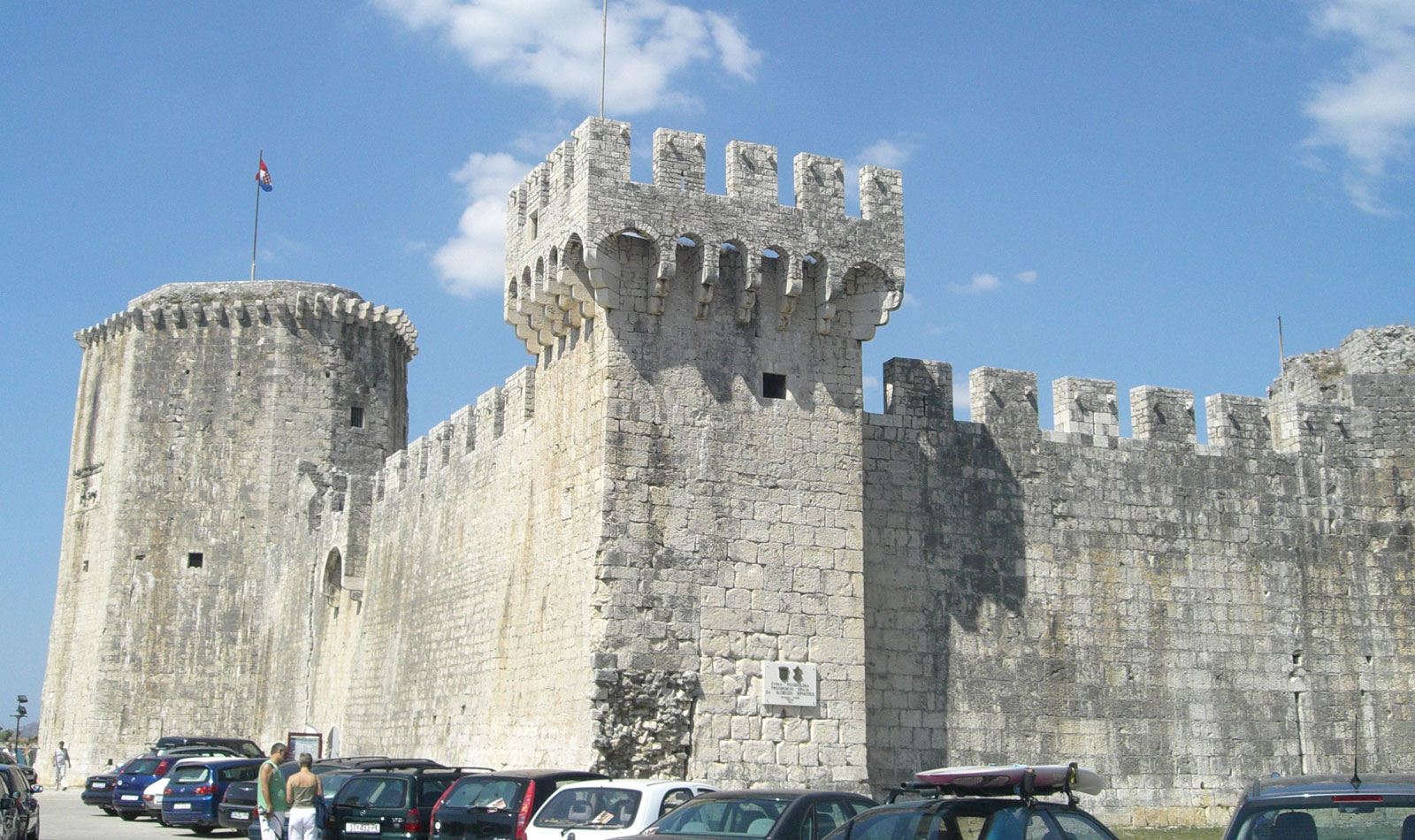
Le fort Kamerlengo, à Trogir (XVe siècle, Croatie).
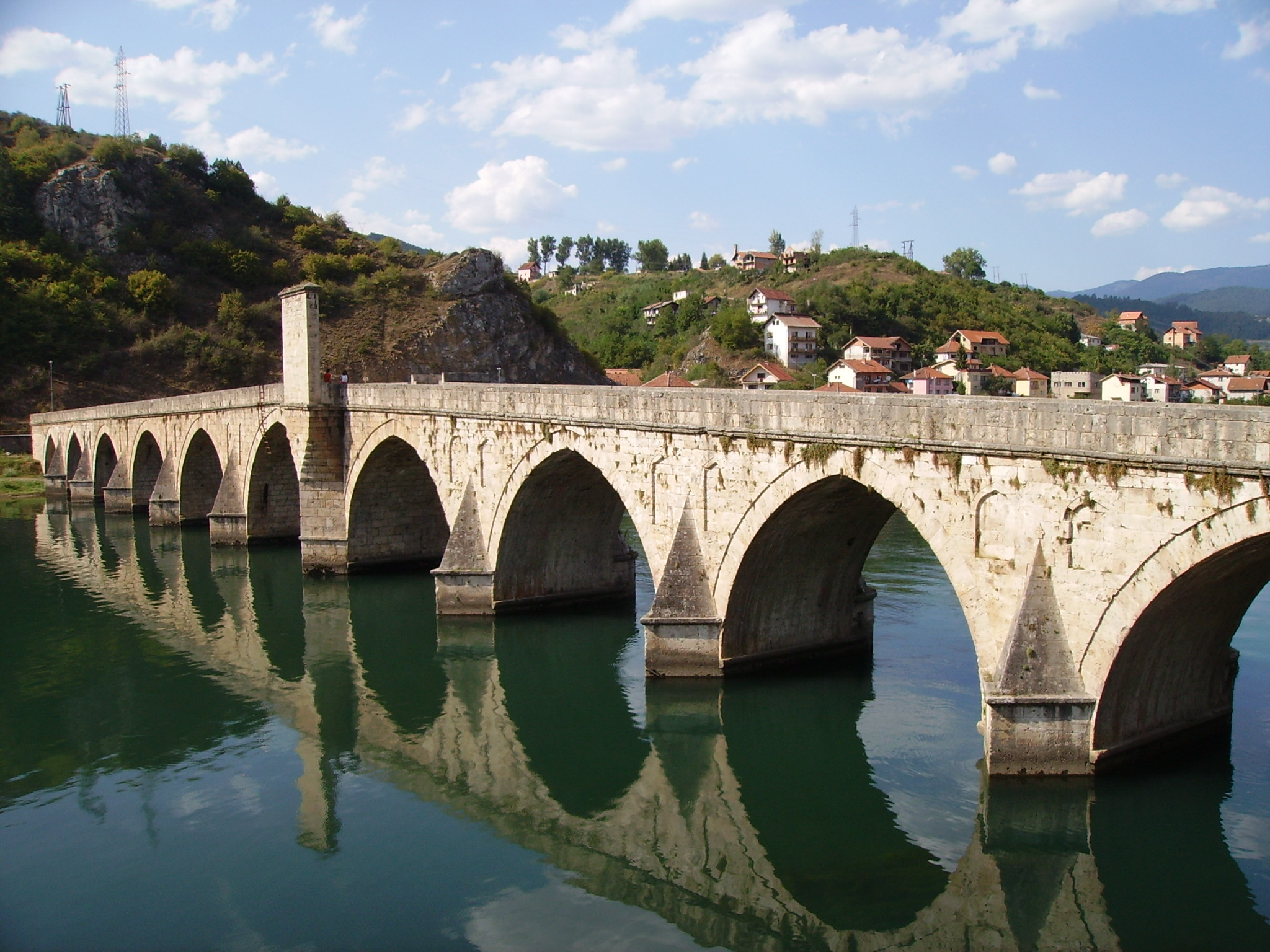
Le pont Mehmed Pacha Sokolović, à Višegrad (XVIe siècle, Bosnie-Herzégovine).
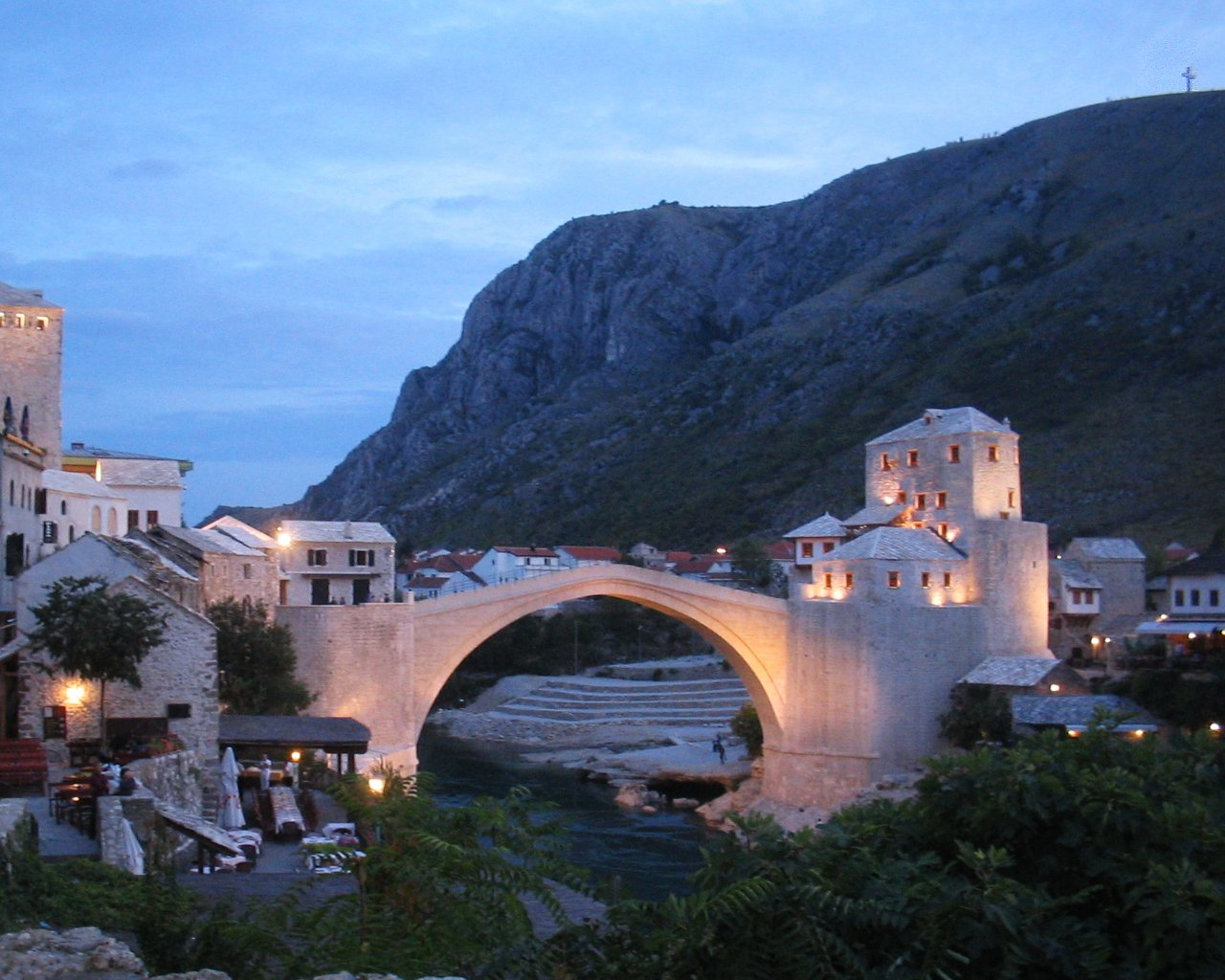
Le pont Stari Most, à Mostar (XVIe siècle, Bosnie-Herzégovine).
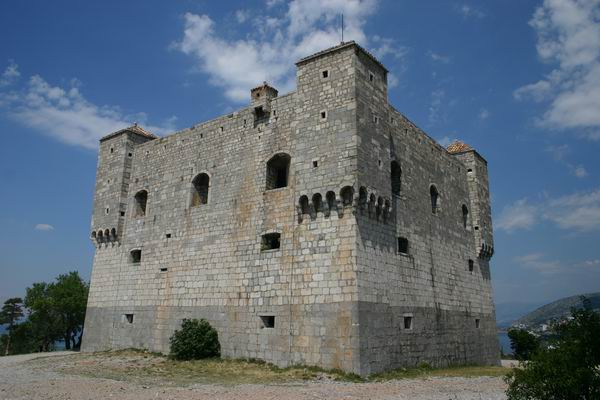
Le fort Nehaj, à Senj (XVIe siècle, Croatie).
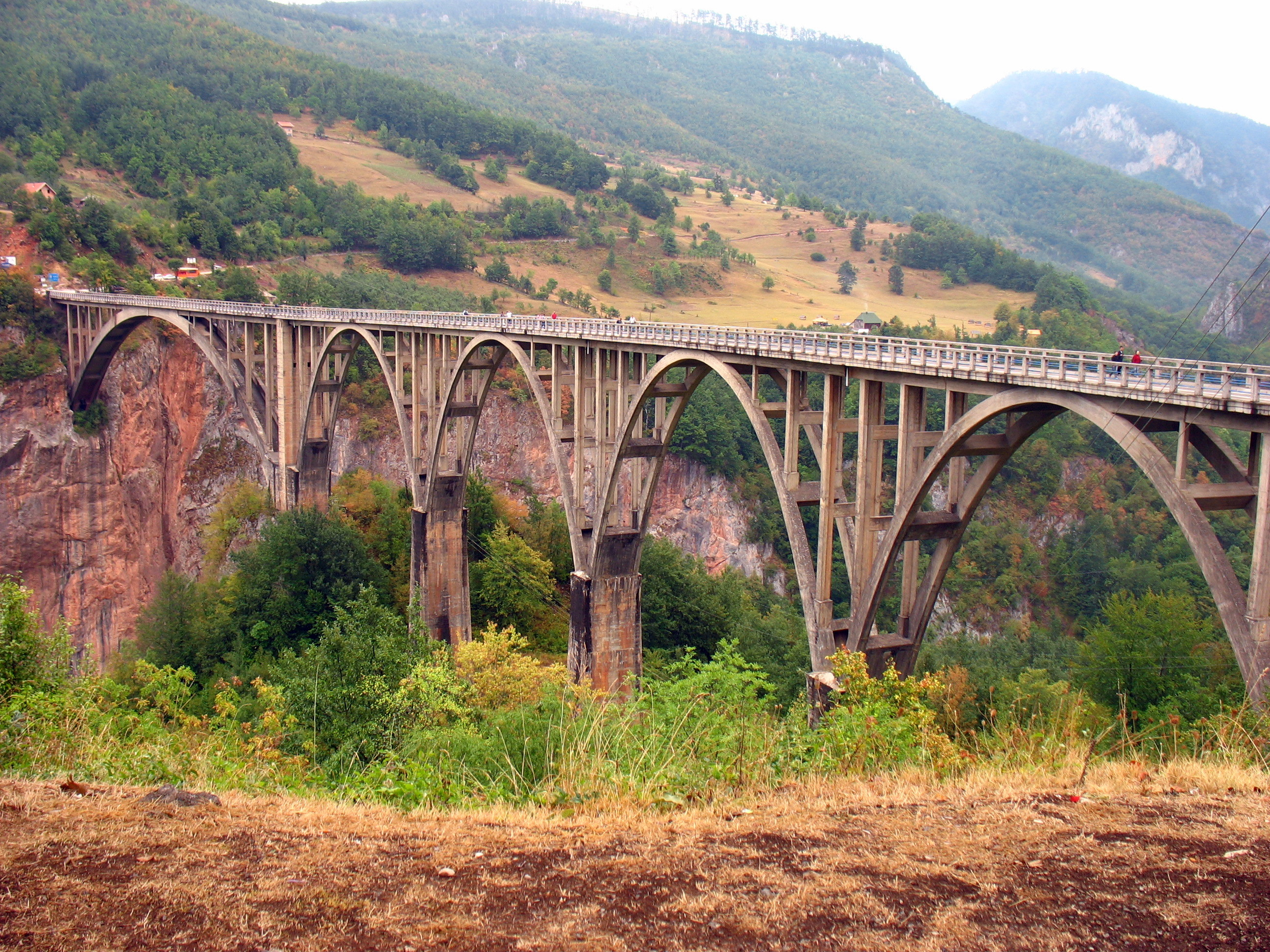
Le pont Đurđevića sur la Tara (XXe siècle, Monténégro).
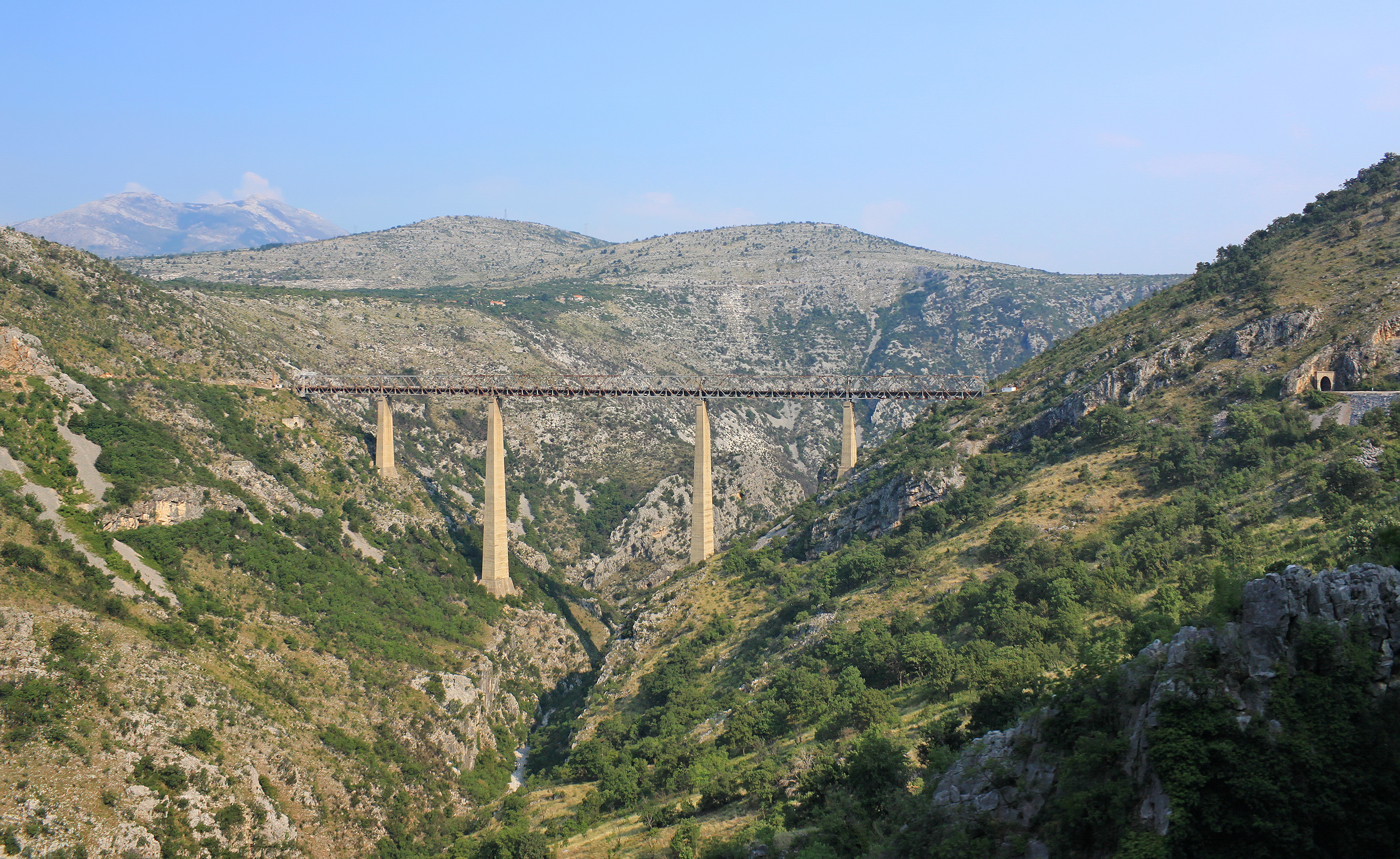
Le viaduc de Mala-Rijeka (XXe siècle, Monténégro).

### Coutumes et traditions
Les Alpes dinariques mêlent les influences culturelles méditerranéenne, balkanique, d'Europe centrale et d'Europe de l'Est.
Le massif abrite trois religions majeures : le catholicisme principalement en Slovénie et en Croatie, l'islam principalement en Bosnie-Herzégovine, en Albanie et au Kosovo et l'orthodoxie en Serbie et au Monténégro. Il existe également des minorités pratiquant le judaïsme.
Quatre langues sont parlées : le serbo-croate (bosnien, croate, serbe et monténégrin), l'albanais, le slovène et l'italien (vénitien). Elles s'écrivent dans deux alphabets différents, le latin et le cyrillique.

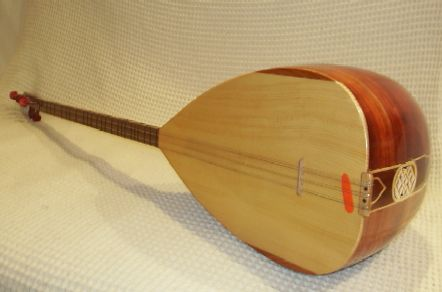
Le bağlama à manche long fait partie de la famille des saz.

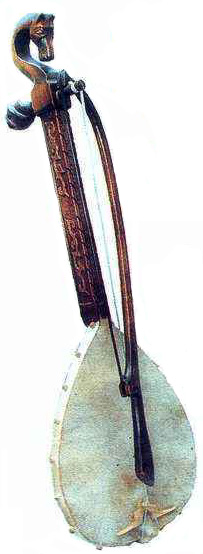
Un gusle serbe.

Depuis des siècles, le chant des bergers trouve écho dans les montagnes des Alpes dinariques. Cette musique appelée ojkanje (du valaque oicamie, « appel des gardiens de ouailles ») est une sorte de yodel mixant des voix masculines et féminines. Il était souvent accompagnée du gluho kolo ou « ronde des sourds » lors de célébrations qui voyaient les jeunes des villages former des cercles sur le rythme de la musique. Le ganga est un chant profond, non instrumental, la plupart du temps réservé aux hommes, principalement parmi les populations à majorité croate. En Serbie, le gusle (en albanais : lahuta) est un genre de guitare traditionnelle qui accompagne des récits séculaires. Dans le Nord-Ouest de la Bosnie-Herzégovine, leur équivalent est joué avec des šargija. Dans les villes, le saz est un luth d'origine perse qui accompagne des musiques traditionnelles. Aujourd'hui, la scène rock des pays de l'ex-Yougoslavie remplace progressivement la musique folk, souvent nostalgique, d'origine bosniaque musulmane d'époque ottomane, appelée sevdalinka.

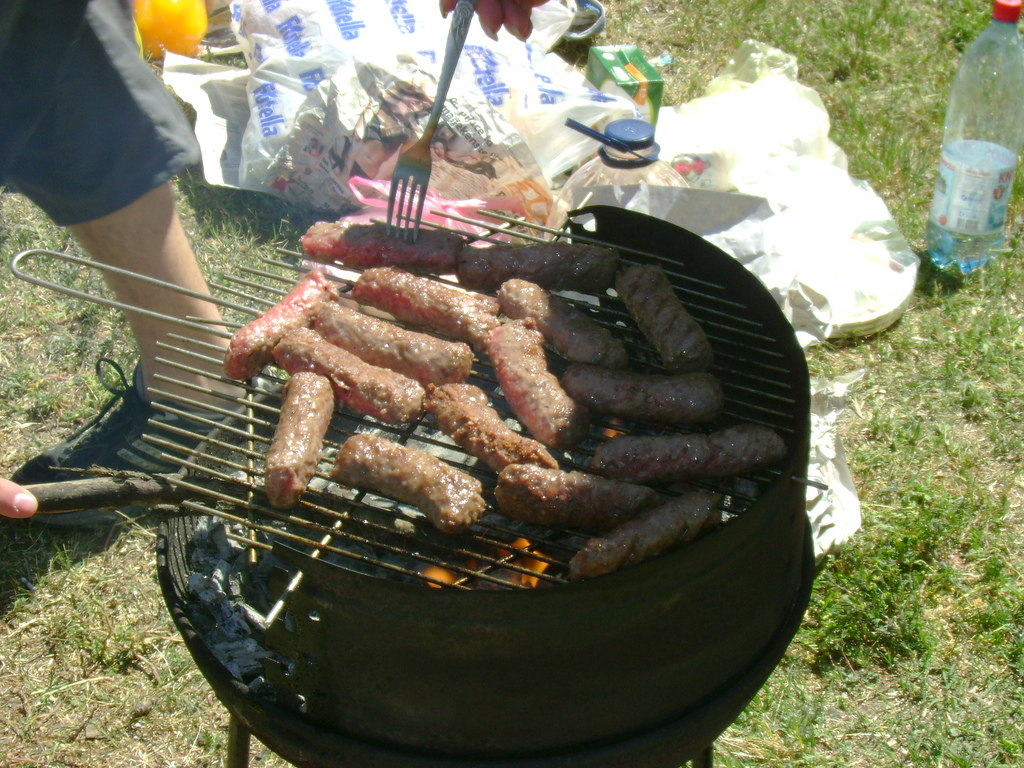
Ćevapčići en préparation.

La gastronomie dinarique et balkanique est un mélange de cuisines méditerranéenne, grecque, turque et centrale-européenne. Elle utilise des épices variées mais en faible quantité. Les plats sont souvent préparés dans du bouillon de légumes. Ils se composent de tomates, pommes de terre, oignons, ail, poivre, concombres, carottes, choux, champignons, épinards, haricots, pois ou encore courgettes. Les ćevapi ou ćevapčići sont un mets incontournable d'origines bosniaque et serbe, que l'on trouve également en Croatie et au Monténégro. Elles se présentent sous la forme de saucisses grillées à base de viande de bœuf — plus rarement de porc — émincée et d'oignons ou d'épices, pouvant être servies dans une assiette avec des frites ou dans un pain pita (lepinja ou somun). Le sarma est un rouleau de chou farci — parfois remplacé par des feuilles de blette ou de vigne — avec de la viande hachée de bœuf, de porc ou de veau, mélangée avec du riz, des oignons, des épices et des herbes aromatiques, également d'origine ottomane. L'ajvar est une purée de poivron, d'aubergine, d'ail et de piment d'origine macédonienne populaire en Croatie, en Serbie, en Bosnie-Herzégovine et en Slovénie. Le kačamak est un genre de polenta à base de pomme de terre et de farine de maïs présente notamment en Serbie, au Monténégro et en Bosnie-Herzégovine. Les böreks sont des pâtisseries salées très populaires dans les anciens pays de l'Empire ottoman. Ils sont fourrés avec du fromage, des épinards, de la viande hachée ou parfois des pommes de terre. Ils se vendent en pâtisserie ou dans des échoppes spécialisées — appelées buregdžinica en ex-Yougoslavie — en Bosnie-Herzégovine, en Croatie, en Serbie ou en Albanie. Le climat est localement propice à la production de vin. Les liqueurs fameuses sont la rakija à base de fruits fermentés et le pelinkovac tiré de l'armoise.

## Histoire
Au cours des siècles, les Alpes dinariques ont été les témoins de migrations, d'invasions, de combats et de révoltes. Les ruines de nombreuses forteresses parsèment les paysages du massif, comme autant de preuves des siècles de guerres déroulées dans ces montagnes et des refuges ou obstacles qu'elles ont constitués pour des forces militaires variées.

### Antiquité

Répartition des Illyriens avant la conquête romaine.

De souche indo-européenne, les peuples illyriens investissent progressivement le massif et s'installent définitivement le long de la mer Adriatique vers 1300 av. J.-C. Rarement pourvus d'unité politique au cours du Ier millénaire av. J.-C., les Illyriens sont hellénisés autour des comptoirs Grecs. La dernière unification est l'œuvre de Bardylis Ier qui prend Shkodra comme capitale du royaume. L'historien Polybe et les écrits des « annalistes », connus de Tite-Live, rapportent l'existence d'un langage propre aux Illyriens mais décrivent surtout leurs conflits. La disparition des textes dans cette langue rend difficile la connaissance de l'histoire et des traditions de ces peuples.
Accusée de soutenir la piraterie contre la flotte marchande de la République romaine, d'entraver le commerce dans la mer Adriatique et de menacer la sécurité des communautés insulaires et littorales, la reine Teuta assassine un ambassadeur romain. Ce meurtre justifie la première invasion des guerres d'Illyrie en 229 av. J.-C. et 228 av. J.-C.,. Le gouverneur Démétrios de Pharos trahit Teuta et obtient une partie de ses possessions en récompense, de la part des Romains. Pensant ces derniers occupés par les Celtes de la Gaule cisalpine et par les Carthaginois, Démétrios s'allie avec le royaume de Macédoine et se retourne contre les Romains, en 220 av. J.-C., à la tête de 90 vaisseaux. Battu, il est forcé à s'exiler à la fin de la seconde guerre d'Illyrie, en 219 av. J.-C.,.
Rome conquiert finalement l'intégralité de l'Illyrie en 168 av. J.-C., durant la troisième guerre macédonienne, mais la résistance dans le protectorat continue de nombreuses années, en particulier entre 156 av. J.-C. et 76 av. J.-C.. Elle se poursuit jusqu'à la capitulation totale de la province romaine nouvellement créée de Dalmatie en 10, après la pacification exercée par Tibère, beau-fils et futur successeur de l'empereur Auguste. La Dalmatie se romanise lentement, d'où la langue dalmate. La capitale de la province est installée à Salona (Solin, près de Split), les cités de Iader (Zadar), Narona (Vid, près de Metković) ou encore Doclea (Podgorica) se développent et l'urbanisation, jadis cantonnée au littoral, s'étend à l'intérieur des terres. La culture du blé, de la vigne et des oliviers est introduite. Le bois des forêts et de grandes mines de fer alimentent l'artisanat et la fabrication des armes destinées aux champs de bataille de la plaine de Pannonie. Des routes sont construites, d'abord le long de la côte, puis au travers des quelques vallées. La naissance d'une élite installe durablement la plupart des traditions latines.

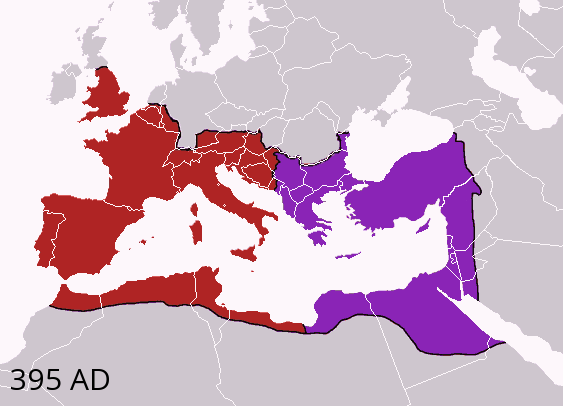
Le partage de 395. Le long des frontières de l’Empire, les traits noirs correspondent au limes.

Après avoir fourni des guerriers dévoués pour se battre contre les Goths, les Carpes et les Quades, c'est dans les Alpes dinariques que s'établit en Europe, entre la fin du IIIe siècle et le début du IVe siècle, à l'instigation de l'empereur d'origine dalmate Dioclétien, la frontière marquant la division de l'Empire romain. Les hautes cimes du sud du massif constituent une frontière défensive naturelle. Avant de se retirer dans son palais de Split, Dioclétien instaure la tétrarchie afin de mieux lutter contre la pression des barbares aux frontières. Constantin Ier, né à Naissus (Niš), parvient à rétablir une brève unité impériale. Il se convertit au christianisme et convoque le premier concile de Nicée, favorisant sa réunification et encourageant son extension, en particulier dans le massif. La Dalmatie passe définitivement sous le contrôle ostrogoth vers 490.

### Moyen Âge
À l'est des Alpes dinariques, des tribus slaves s'installent progressivement en Rascie entre les VIe et VIIe siècles. Les Albanais se réfugient dans les montagnes à plus de 3 000 mètres.
Vers 614, les Avars repoussent les populations romanes de l'intérieur vers le littoral, entraînant la fondation de Split, sur l'emplacement du palais de Dioclétien, et de Dubrovnik. Leurs derniers descendants étaient les Morlaques et les Istriens, appelés Ćiribirci ou Ćići, réfugiés en Istrie, autour de Barban et de Labin, lors des invasions ottomanes. Quelques villes côtières comme Zadar ou Trogir, ainsi que la plupart des îles, demeurent des escales de l'Empire byzantin sur la route maritime vers Venise.

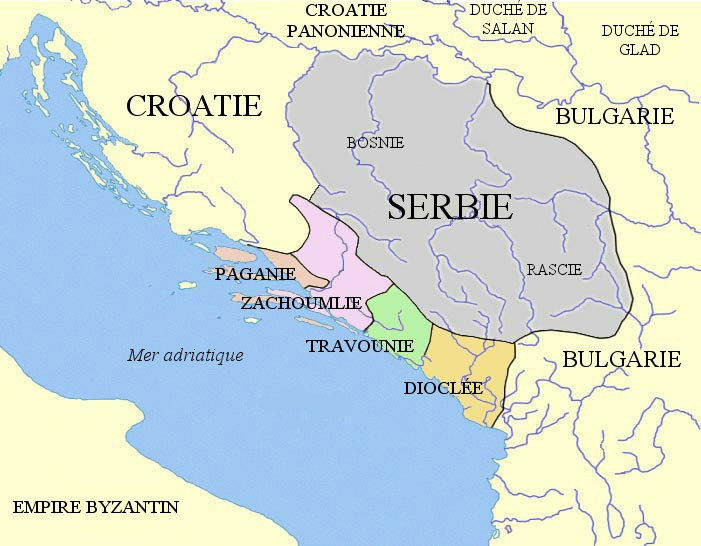
Les territoires serbes au IXe siècle, essentiellement d'après De Administrando Imperio.

En 640, les Černo-hrobates quittent la Croatie blanche pour se diriger vers le sud-ouest et la plaine de Pannonie. Vainqueurs des Avars, ils fondent des principautés, bientôt fédérées en un duché, puis en un royaume de Croatie du Xe  au  XIIe siècle. Il a au cours des siècles plusieurs capitales, parmi lesquelles Nin, Biograd, Šibenik, Knin, Split, Omiš, ou encore Solin.
Vers la fin du IXe siècle, sous l'autorité de la dynastie des Vlastimirović, les populations slaves de Rascie sont christianisées à leur tour, par les saints Cyrille et Méthode, bien que la mythologie slave perdure en partie, jusqu'à l'avènement de Saint Sava. Mais, une nouvelle division survient dans la région, opposant l'Église catholique romaine et l'Église orthodoxe lors du Schisme d'Orient en 1054. Les populations chrétiennes de l'ouest du massif se rattachent au catholicisme tandis qu'à l'est elles se tournent majoritairenement vers l'orthodoxie.

Les Balkans à l'époque de Stefan Uroš IV Dušan (XIVe siècle).

En 1102, la Croatie s'unit à la Hongrie. De 1115 à 1403, la Dalmatie est le théâtre de nombreuses confrontations entre le Royaume hongro-croate et la république de Venise, qui a hérité des îles dalmates de l'Empire byzantin. À la longue, par la guerre, la négociation ou l'achat, Venise finit par étendre son domaine en Dalmatie continentale, à l'exclusion de la république de Raguse, restée autonome, mais également romane.
Après avoir connu un déclin de deux siècles dû à sa dépendance vis-à-vis des Byzantins et à son opposition aux États alliés des Bulgares (Dioclée, Zachlumie), vers le XIIIe siècle, la Rascie réintègre l'ensemble des territoires à l'est et au sud des Alpes dinariques et retrouve son extension maximale : elle inclut les limites actuelles de la Serbie, du Monténégro, de l'Herzégovine, du Kosovo, de l'Albanie, de la Macédoine du Nord, de la Macédoine grecque et de l'Épire. Ce premier État serbe médiéval est gouverné par la dynastie des Nemanjić. En 1159, sa capitale est installée à Ras, dans la chaîne du Zlatar. De son côté, la Bosnie devient indépendante en 1377 et Tvrtko Ier se fait couronner roi.

### Époque moderne

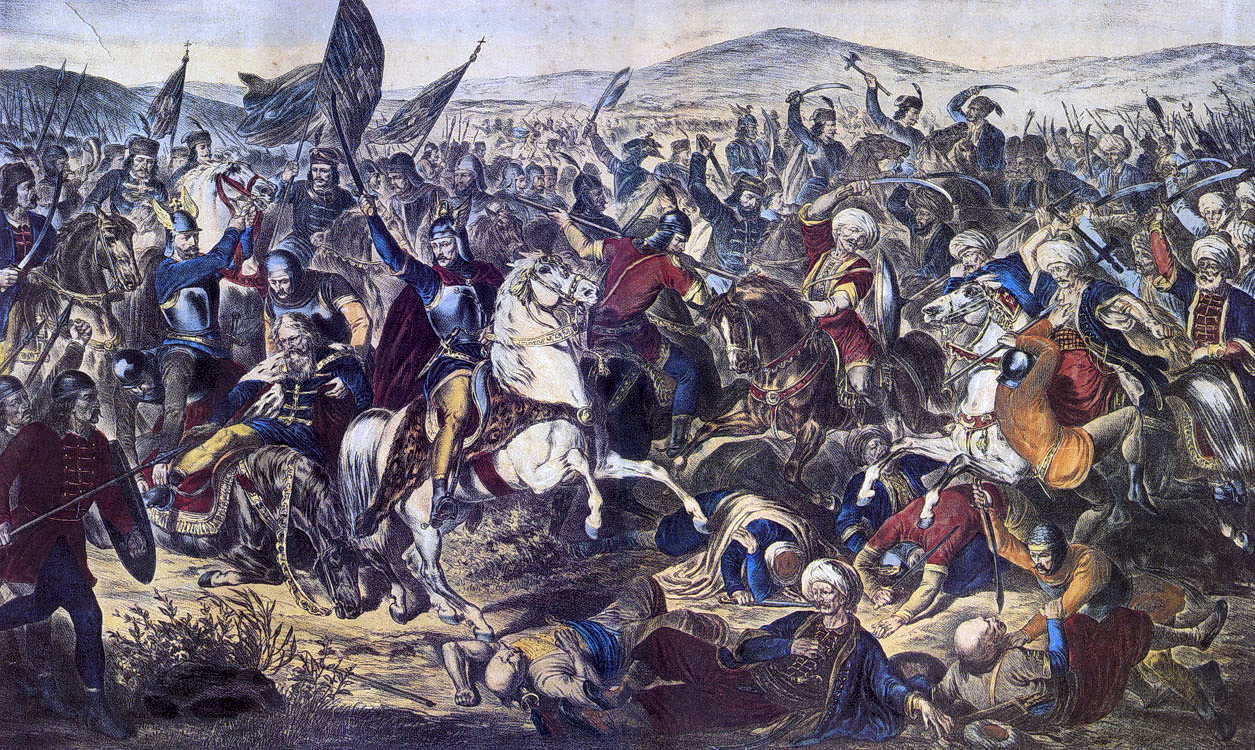
La bataille de Kosovo Polje.

À partir du début du XIVe siècle, les armées turques se font pressantes. À la suite de la bataille de Kosovo Polje en 1389, les Ottomans prennent peu à peu le contrôle du sud et de l'est des Alpes dinariques. Ce contrôle devient effectif en 1459 avec la chute de Smederevo et du despotat de Serbie, en dépit d’une farouche résistance nationale albanaise rassemblée derrière le seigneur Gjergj Kastriot Skanderbeg. Les Turcs s'emparent de la Bosnie en 1463, s'assurant ainsi le contrôle du centre du massif. Ils créent des pachaliks et des sandjaks dans toutes les régions conquises et mettent en place l'administration ottomane des millets, entraînant la conversion à l'islam de nombreux Slaves du Sud, particulièrement en Bosnie et dans les territoires actuels de l'Albanie et du Kosovo. Les conflits de l'Empire ottoman avec ses voisins provoquent de nombreux mouvements de population. En raison de la deuxième guerre austro-turque, entre 40 000 et 60 000 Serbes quittent le Kosovo pour la Voïvodine lors de la grande migration de 1690. Les Turcs ont plus de mal à imposer leur autorité dans les zones montagneuses ; dans les monts Tara et Zlatar, de nombreux monastères, foyers de résistance, sont incendiés.

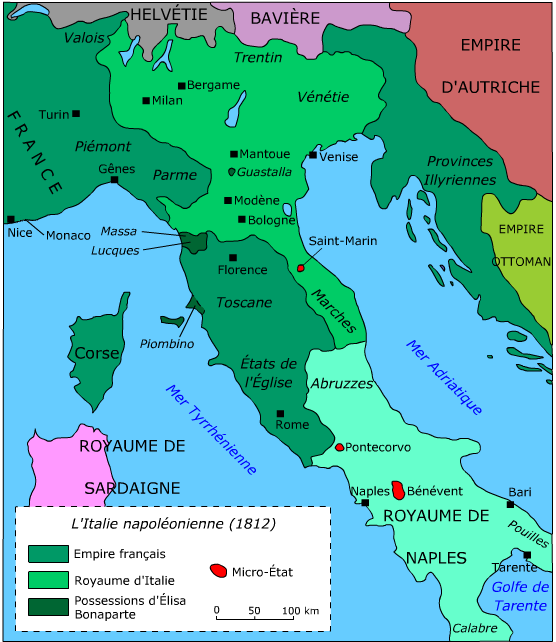
Les Provinces illyriennes sous l'Europe napoléonienne, en 1812.

Après la conquête par Bonaparte de la république de Venise lors de la campagne d'Italie et après la fondation de la République cisalpine, en 1797, la Dalmatie devient possession de l'archiduché d'Autriche par le traité de Campo-Formio. Elle passe sous la domination des Français entre 1805 et 1806 au sein du royaume d'Italie nouvellement créé par Napoléon, tout comme la république de Raguse, dont le siège par les flottes russes et monténégrines sous domination ottomane est levé par l'Empereur, et qui est dissoute en 1808. En 1809, les Provinces illyriennes sont créées dans la bordure occidentale des Alpes dinariques, avant d'être récupérées par l'empire d'Autriche au congrès de Vienne en 1815. Les Autrichiens, plus encore que les Vénitiens, y favorisent le développement de la culture croate, d'autant qu'ils y voient un moyen de contrer l'irrédentisme des Italiens de la côte.
Au début du XIXe siècle, une forte résistance se met en place en Serbie. Un premier soulèvement serbe de 1804 à 1813 est écrasé, mais une seconde révolte de 1815 à 1817 aboutit à l'autonomie du pays ; Miloš Obrenović, le chef de la seconde insurrection, devient le souverain de la principauté de Serbie. Cette autonomie est suivie par l'indépendance du pays en 1878, reconnue en même temps que celle Monténégro, par le Congrès de Berlin, à l'issue de la guerre russo-turque de 1877-1878 ; par voie de conséquence, le nord-est des Alpes dinariques redevient serbe mais la chaîne du Zlatar, au sud-est, reste officiellement ottomane au sein du Sandjak de Novi Pazar et ne redevient serbe qu'à l'issue des guerres des Balkans (1912-1913). Parallèlement, l'Autriche-Hongrie occupe la Bosnie en 1878. À cette date, environ la moitié de la population est musulmane ; l'autre moitié se partage entre les catholiques, proches des Croates, et les orthodoxes, favorables au rattachement à la Serbie. L'annexion officielle de cette région des Alpes dinariques en 1908 intensifie les tensions entre l'Autriche et la Serbie et pousse certains Serbes de Bosnie au terrorisme, comme lors de l'assassinat, à Sarajevo, le 28 juin 1914, de l'archiduc François-Ferdinand d'Autriche, à l'origine du déclenchement de la Première Guerre mondiale. Après des années de révoltes durement réprimées, la partie albanaise du massif voit le départ des Ottomans, l'Albanie devenant à son tour indépendante en novembre 1912, après les défaites de la Sublime Porte dans les guerres balkaniques.

### Époque contemporaine

Carte des alliances militaires en Europe en 1914 : le Nord-Ouest des Alpes dinariques est sous domination austro-hongroise.

L'Autriche-Hongrie soupçonne le royaume de Serbie, son rival des Balkans, d'avoir piloté l'attentat de Sarajevo. En raison du refus serbe d'accepter l'enquête des autorités austro-hongroises sur son territoire, l'empire déclare une guerre « préventive » le 28 juillet 1914 et provoque l'escalade qui mène au déclenchement de la Première Guerre mondiale. Les offensives d'août et novembre 1914 sont des échecs, mais en octobre 1915, le sud-ouest du massif est finalement envahi par les empires centraux lors de la campagne de Serbie qui voit la difficile retraite de l'armée serbe à travers les hauts cols montagneux déjà enneigés. Une guerre de position se met en place au sud des Alpes dinariques jusqu'en 1918, date à laquelle le nord de l'Albanie et les pays qui formeront le royaume des Serbes, Croates et Slovènes sont libérés.
La création de ce royaume en 1918, autour du roi Alexandre Ier, de la dynastie serbe des Karađorđević, marque un moment important de l'histoire des Alpes dinariques : pour la première fois depuis la dislocation de l'Empire romain, le massif presque tout entier se trouve réuni dans un seul pays. Mais des tensions liées aux revendications de l'Italie sur des territoires, principalement situés en Dalmatie, que les Alliés lui avaient promis en échange de son entrée en guerre, persistent dans les années 1920. En 1929, en raison de heurts politiques, le roi Alexandre Ier abolit la constitution et rebaptise le pays royaume de Yougoslavie (« pays des Slaves du Sud »). Un régime autoritaire est mis en place, qui organise la censure des journaux et poursuit tous les opposants, communistes, autonomistes croates (dans la Lika notamment) ou macédoniens. L'État yougoslave est réorganisé en banovinas et la Banovina de Croatie devient autonome en 1939.
Les Alpes dinariques sont touchées par la Seconde Guerre mondiale. Au début du conflit, le royaume de Yougoslavie reste neutre mais, le 25 mars 1941, le régent Paul Karađorđević, espérant tenir le royaume à l'écart de la guerre, signe un pacte avec les puissances de l'Axe qui, de leur côté, souhaitent s'ouvrir un passage vers le front grec. Face aux importantes manifestations que cette décision déclenche à Belgrade, le roi Pierre II de Yougoslavie, appuyé par des officiers favorables aux Alliés, organise un coup d'État deux jours plus tard et dénonce le pacte. En représailles, Hitler fait alors envahir la Yougoslavie le 6 avril. Le pays est occupé et démantelé : le sud de la Slovénie est occupé par l'armée italienne, tout comme une partie de la Dalmatie. Le 15 juin, le régime collaborationniste des Oustachis est placé à la tête de l'État indépendant de Croatie nouvellement créé sur le territoire de l'actuelle Croatie et Bosnie-Herzégovine, la Serbie est placée sous administration militaire allemande, le Kosovo est annexé au sein de l'Albanie italienne et le Monténégro, redevenu officiellement indépendant, passe sous occupation italienne.
Dans l'État indépendant de Croatie, les Oustachis dirigés par Ante Pavelić font régner la terreur. Les Serbes orthodoxes, considérés comme oppresseurs pendant de nombreuses années, sont convertis de force, chassés ou exterminés. Ainsi, entre 550 000 et 700 000 d'entre eux auraient été victimes des seuls Oustachis. Par ailleurs, suivant fidèlement la politique nazie, le régime croate aurait également fait exécuter près de 30 000 Juifs, soit 80 % de la population croate de cette confession, 40 000 Tsiganes et de nombreux opposants communistes.
En Slovénie, un front de libération se met en place dès le 27 avril 1941 mais son passage définitif sous la mainmise communiste au printemps 1943 et les crimes perpétrés contre ceux qui sont taxés de collaboration suscitent l'émoi et la création des Slovensko Domobranstvo (SD, « défenseurs de la Slovénie »), soutenus par le clergé. En septembre 1943, à la signature de l'armistice par les Italiens, les SD aident les troupes de l'Allemagne nazie à les remplacer et accentuent la guerre civile. À la fin de la guerre, alors que les Partisans communistes libèrent le pays, quelque 12 000 à 17 000 de leurs anciens opposants sont emprisonnés ou tués et enterrés dans des fosses communes. En effet, en 1943, 100 000 Partisans sont actifs en Croatie, soit un tiers environ des membres du mouvement dirigé par Josip Broz Tito, et onze des vingt-six divisions dans toute la Yougoslavie. Les Partisans se battent principalement dans les montagnes. Le Conseil territorial antifasciste du mouvement de libération nationale de Croatie nomme le premier gouvernement de libération, en avril 1945. Les Partisans installent successivement leur siège à Užice, Bihać, Jajce et Drvar. Les Tchetniks, la seconde organisation de résistance, royalistes serbes dirigés par Draža Mihailović aussi appelés « armée yougoslave de la patrie » (en serbe, Jugoslovenska vojska u otadžbini), s'opposent d'abord aux actions des Oustachis, puis sont les premiers à résister aux troupes d'occupation allemandes en Serbie. Dans un premier temps, ils mènent occasionnellement des actions communes avec les Partisans. Cependant, rapidement, des désaccords se font jour quant à l'avenir de la Yougoslavie. Ils adoptent alors progressivement une attitude attentiste. Le soutien des Alliés, plus prompts à s'inquiéter des velléités croates et influencés par la propagande communiste anti-tchetnik, se fait de moins en moins vigoureux. Durant la bataille de la Neretva au printemps 1943, les forces titistes combattent les Allemands en collaboration avec la Dinarska Divizia (Division dinarique tchetnik). Toutefois, lors de la victoire, Tito s'attribue le seul mérite et en profite pour jeter le discrédit sur les troupes pro-royalistes, en les faisant passer pour des traîtres pro-allemands, ce qui pousse les Alliés, lors de la conférence de Téhéran, puis le gouvernement yougoslave lors du traité de Vis, à reconnaître les Partisans comme la seule force de résistance légitime en Yougoslavie. À la libération, beaucoup de Tchetniks sont arrêtés et persécutés. Leur chef est fusillé le 17 juillet 1946. Tito, alors légitimé par la résistance aux Allemands et par ses efforts pour ne pas privilégier une nationalité plutôt qu'une autre, fonde la république fédérative populaire de Yougoslavie qu'il dirige à partir de 1953 et jusqu'à sa mort en 1980. Au total, les pertes démographiques imputables à des massacres ou à des faits de guerre s'élèvent à environ un million pour l'ensemble de la Yougoslavie.
La république fédérale populaire de Yougoslavie est réorganisée en un État socialiste fédéré composé des républiques socialistes de Bosnie-Herzégovine, de Croatie, de Macédoine, du Monténégro, de Serbie et de Slovénie, auxquelles s'ajoutent deux provinces autonomes, la Voïvodine et le Kosovo.
Entre 1991 et 2001, les guerres de Yougoslavie laissent de nombreuses mines dans le massif, principalement en Bosnie-Herzégovine et le long des régions croates correspondant au territoire ayant été sous contrôle de la république serbe de Krajina.

## Activités

### Secteur primaire
La sylviculture et l'exploitation des mines demeurent les activités économiques les plus rentables. Elles offrent encore un potentiel de développement important pour des pays comme la Bosnie-Herzégovine où la production de bois s'élevait déjà à l'échelle nationale à cinq millions de mètres cubes en 2004, dont le quart pour le chauffage, et une marge sur la balance commerciale de quarante millions de dollars, soit la deuxième industrie du secteur primaire quant au chiffre d'affaires, mais la seule excédentaire. Dans ce pays, la filière sylvicole est une tradition qui remonte à la seconde moitié du XIXe siècle. Elle s'appuie sur une grande variété de bois, plus ou moins durs. 50 % du pays est recouvert de forêt, soit 27 000 km2 représentant potentiellement un volume de 300 millions de mètres cubes en augmentation. En Serbie, comme en Bosnie-Herzégovine, ce bois est utilisé par les industries papetières, les scieries, pour la confection de panneaux, la menuiserie et l'ébénisterie, ainsi que la construction et la bioénergie. À l'instar de la Croatie, dont la 43,5 % de sa superficie est boisée, et qui possède un potentiel et un niveau de production comparables à son voisin bosniaque, la gestion des ressources en bois dans les Alpes dinariques se fait en accord avec la protection de la nature. En Bosnie-Herzégovine, les bassins de Tuzla, Sarajevo-Zenica et Mostar sont les principaux centres miniers nationaux. Ils concentrent de nombreuses activités de recherche appliquée dans ce domaine. Le Kosovo est riche en minerai. L'ouest de son territoire, recouvert par les Alpes dinariques, abrite plusieurs mines d'où sont extraits chrome, zinc, plomb et bauxite. Parmi elles, la mine de Trepca a un potentiel estimé à 60 millions de tonnes de minerai, dont 5 millions de tonnes de zinc et de plomb. Déjà au XIVe siècle on y extrayait l'argent. Ses gisements ont par ailleurs alimenté les musées de minéralogie du monde entier. Mais, contrairement à la sylviculture, ses conséquences sur la qualité environnementale sont difficilement maîtrisables. Ainsi, dans le nord-ouest du massif, de part et d'autre de la frontière entre la Croatie et de la Slovénie, des études ont mis en évidence une forte pollution au mercure, accompagnée d'une présence anormalement élevée d'arsenic, de chrome, de cuivre et de plomb, ainsi que des traces d'autres métaux, dans les cours d'eau des bassins de l'Isonzo et de la Kupa.
Dans les Alpes dinariques, la tradition pastorale remonte à 3 500 ans et a été en partie responsable de la déforestation de la frange maritime, plus fragile. Des chemins de transhumance des troupeaux de chèvres et de moutons ont été mis en évidence, et des cabanes (katuni, kolibes) étaient construites de manière plus ou moins permanente, pouvant mener à la création de véritables villages de montagne parallèles saisonniers, attestés dans le Velebit. À l'ouest, le modèle était en quelque sorte inversé, puisque les groupes nomades valaques ou morlaques vivaient traditionnellement sur les plateaux et descendaient l'hiver soit sur la côte adriatique, soit dans le bassin du moyen Danube. Ces déplacements sont en partie responsables de l'apparition d'un groupe dinarique. Aujourd'hui encore, l'agriculture est plus extensive et moins dynamique que la moyenne européenne, avec des efforts nécessaires afin d'arriver à l'auto-suffisance alimentaire. Ainsi, la Bosnie-Herzégovine reçoit par exemple 30 millions de dollars d'aide internationale par an. Pourtant, l'agriculture continue d'être l'activité économique qui emploie la plus grande part de la population dans la plupart des pays de l'ancienne Yougoslavie. Les principales productions sont les céréales (blé et maïs principalement), les fruits et légumes, la production laitière et les tubercules (pommes de terre, carottes, betteraves, etc.), la production de viande arrivant loin derrière.

### Industrie hydroélectrique et géothermie

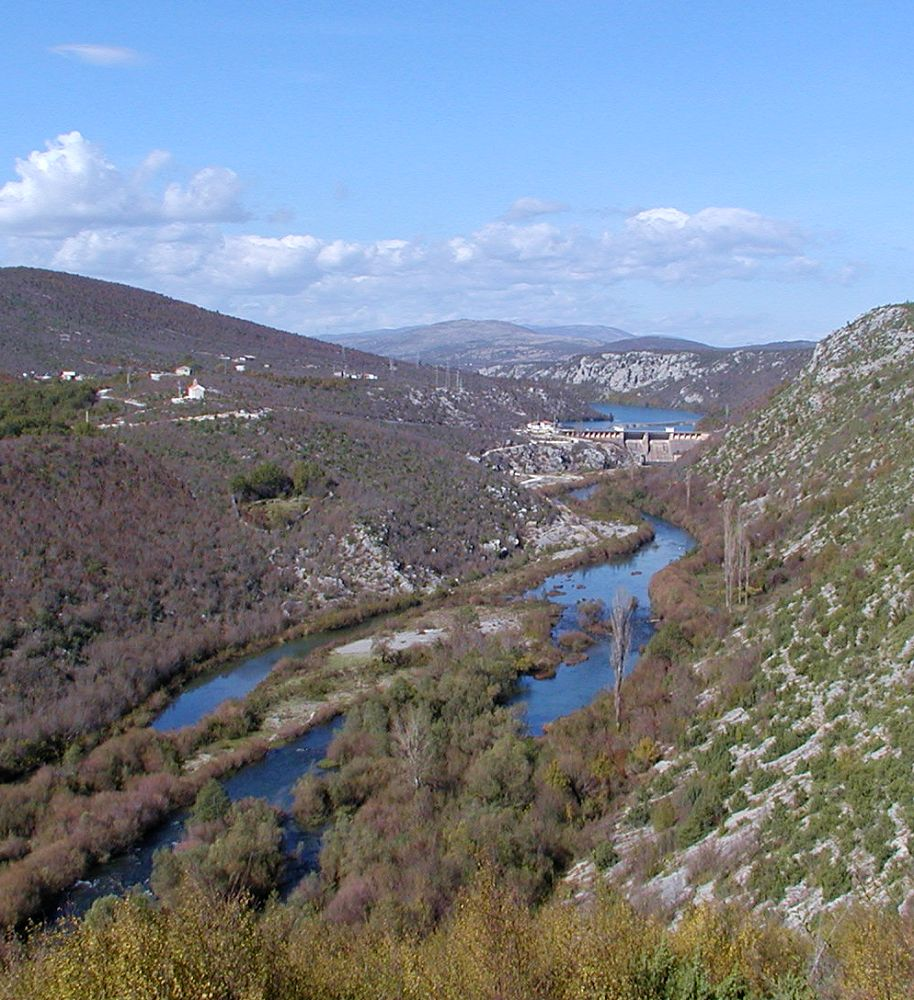
Barrage sur la rivière Cetina, en Croatie.

Il existe, grâce au relief et aux fortes précipitations qui assurent un débit important et régulier des eaux fluviales, un fort potentiel hydroélectrique dans les Alpes dinariques. Les plus importantes installations sont construites entre Bajina Bašta et Zvornik sur le cours de la Drina, au niveau du réservoir de Jablanica, à 25 kilomètres de Mostar, et à Čapljina respectivement sur la Neretva et son affluent la Krupa, ainsi que sur le cours de la Rama. En 2001, la houille blanche fournissait ainsi 46 % de l'énergie produite par la Bosnie-Herzégovine. Pourtant, ce potentiel de développement reste largement inexploité avec une capacité répartie sur les bassins versants de la Drina, de la Neretva et de la Trebišnjica estimée à 6 100 MW. En 2003, seul 38,5 % de ce potentiel était exploité, soit 40 % de la production nationale bosniaque. En Slovénie, dont deux des trois bassins hydrographiques, celui de la Save et celui de l'Isonzo, recouvrent les Alpes dinariques, la capacité hydroélectrique représente près de 800 MW, soit entre 25 et 30 % de sa consommation, mais seulement un tiers du potentiel dans ce domaine. Des projets sur le cours supérieur de la Tara et de la Morača, au Monténégro, sont en concurrence avec la création d'un nouveau parc national, le parc de Biogradska Gora.
Au niveau de la ceinture orientale, les roches du Mésozoïque offrent un fort potentiel géothermique. Au sud-ouest de la Serbie, l'épaisseur de la croûte terrestre atteint 40 kilomètres et son rapport par rapport à l'épaisseur de la lithosphère y est le plus élevé. La densité de chaleur dissipée peut y atteindre 100 mW/m2, bien supérieure au reste de l'Europe. Ainsi, on trouve au sud-ouest du pays plus de 150 sources chaudes, comme à Jošanička Banja, entre les Alpes dinariques et les monts Kopaonik, où l'eau jaillit à 78 °C. Ces sources sont issues de 60 systèmes de convection indépendants, dont 25 dans les seules Alpes dinariques serbes. Dans le reste du massif, la lithosphère peut atteindre 150 kilomètres d'épaisseur et ce potentiel géothermique est beaucoup plus réduit, comme dans le sud de la Croatie.

### Infrastructures
En raison du relief et des guerres, les communications routières et ferroviaires sont peu développées et souvent en mauvais état. Deux liaisons ferrées uniquement traversent la chaîne d'est en ouest : Zagreb-Split-Šibenik et Sarajevo-Mostar-Ploče. Seules les voies de communication périphériques sont réellement en bon état puisqu'elles supportent le trafic international vers les différentes capitales de l'ex-Yougoslavie. Après la Seconde Guerre mondiale, l'« autoroute de la Fraternité et de l'Unité » est construite au nord du massif, entre la frontière autrichienne et Skopje, en passant par Ljubljana, Zagreb, Belgrade et Niš (E70 et E75). Dans les années 1960, le développement du tourisme entraîne la construction d'une route, au sud, entre Rijeka et la frontière albanaise (E65). Dans les années 1990, des routes transversales sont construites entre ces deux autoroutes : la E73 relie Osijek à Metković via Sarajevo et Mostar en empruntant la vallée de la Neretva, la M19 relie Sarajevo à Novi Sad, la E661 relie Zenica à Banja Luka et la E761 relie Jajce à Karlovac. Au début des années 2000, l'« autoroute Adriatique » (ou Jadranska Magistrala, A1) est venue dédoubler la E65 mais près de dix ans plus tard elle ne s'étend pas au-delà de Šestanovac. Des aéroports desservent la capitale bosnienne Sarajevo au cœur du massif, Dubrovnik, Split et Zadar sur sa bordure dalmate, Belgrade, Zagreb, Ljubljana, Skopje, Podgorica et Pula dans sa grande périphérie. Les principaux ports maritimes marchands sont Rijeka, Split, Bar et Ploče, auxquels s'ajoutent Zadar, Šibenik et Drvenik pour les croisières et l'accès aux îles.

### Protection environnementale

Carte des parcs nationaux des Alpes dinariques.

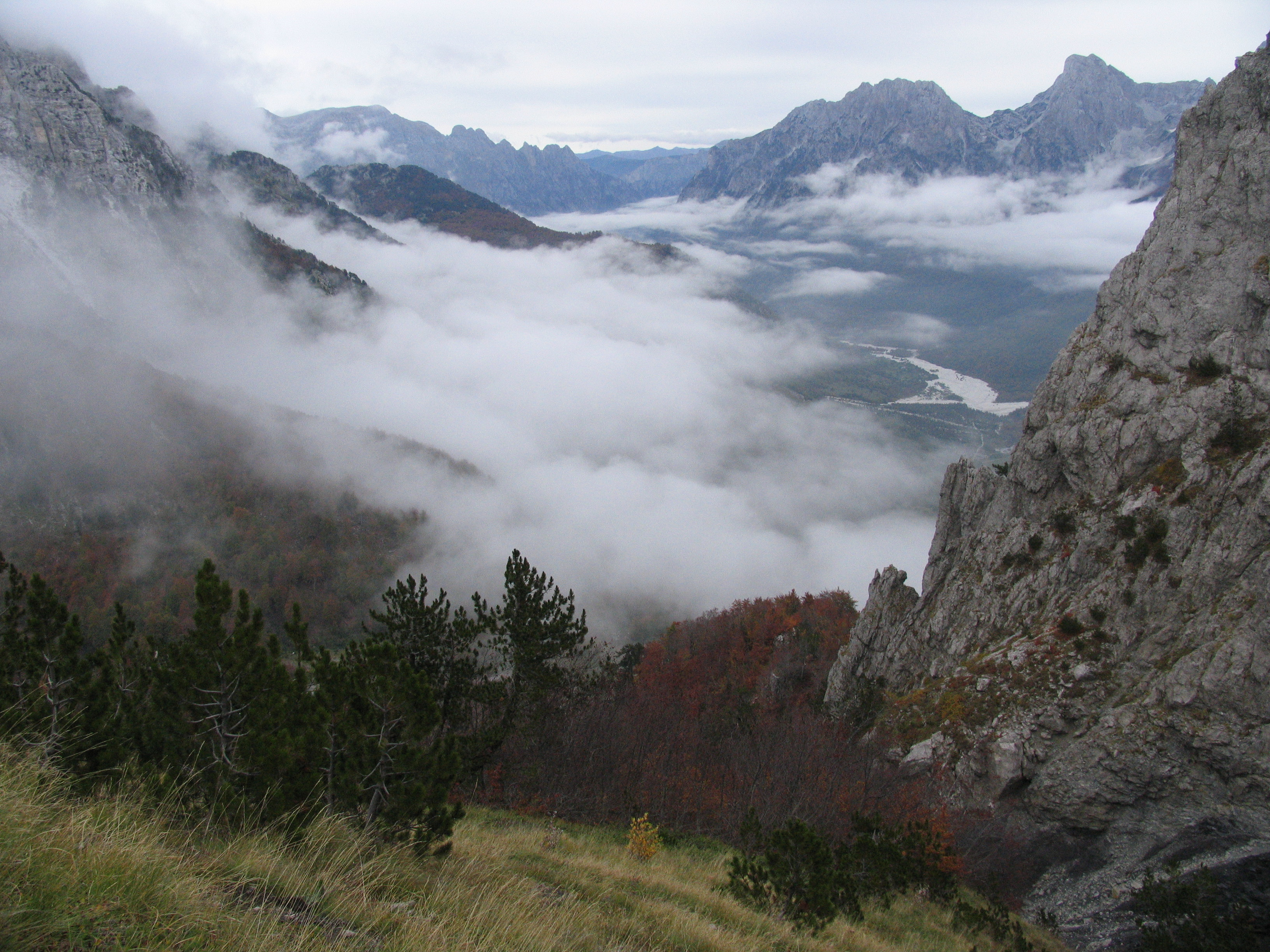
La vallée de Valbona.

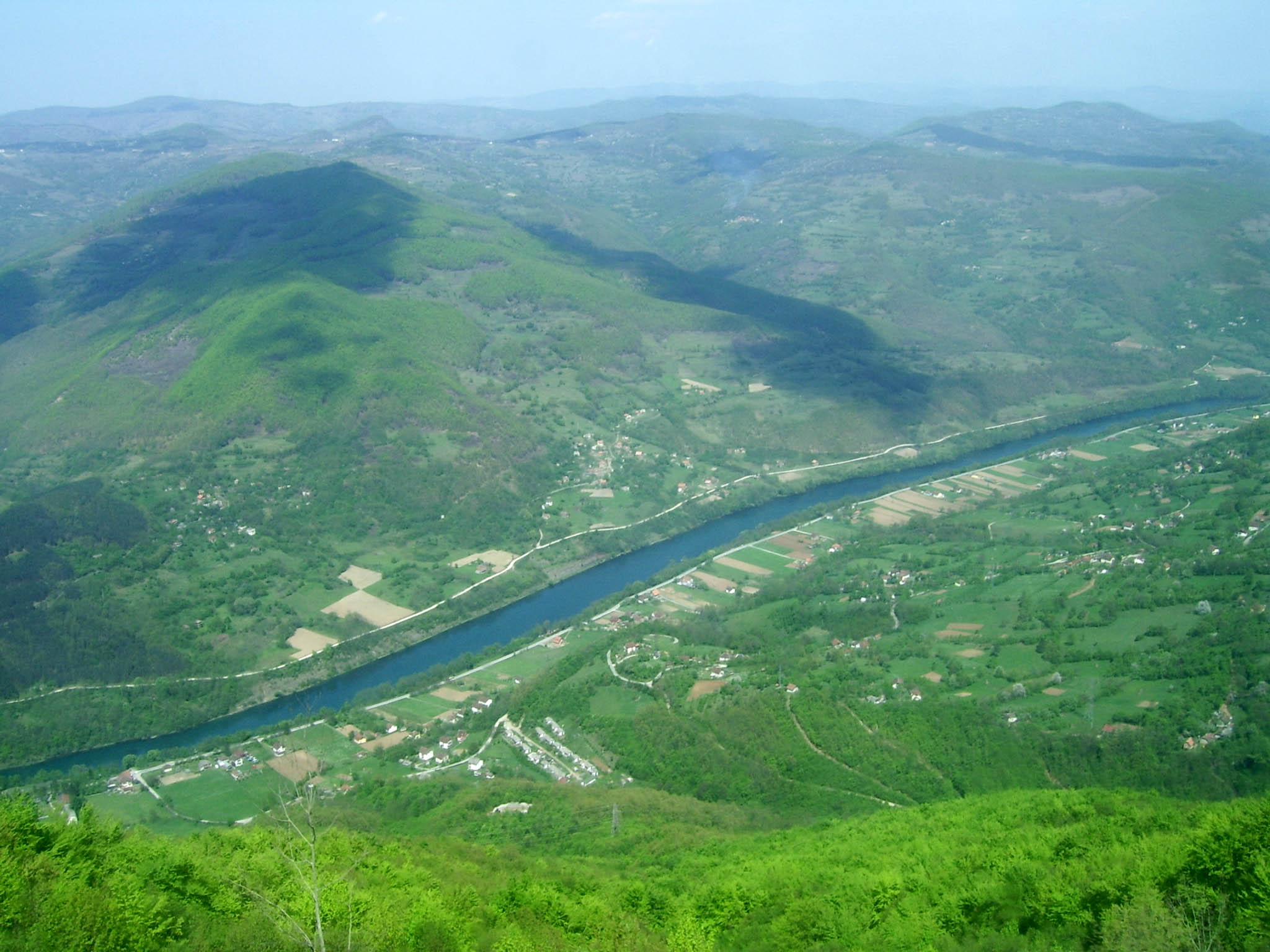
Les monts Tara et la Drina.

Le massif abrite dix-sept parcs nationaux sur cinq pays différents. Il comprend aussi de nombreuses réserves naturelles et zones protégées créées dans le but de sauvegarder une grande variété de paysages, d'écosystèmes et d'espèces endémiques. Malheureusement, les zones à protéger sont souvent à cheval sur les régions périphériques de deux ou trois pays entre lesquels la coopération n'est pas toujours évidente. Le Dinaric Arc est une initiative visant à préserver l'héritage et l'identité du massif en mettant en place un réseau de zones protégées et à promouvoir le dialogue interculturel et la coopération scientifique. Il est soutenu par de nombreux organismes internationaux (WWF, UNESCO, Conseil de l'Europe, FAO, etc.).
Parc national de Thethi
Créé le 21 novembre 1966, il couvre une superficie de 26,3 km2 dans l'extrême nord de l'Albanie. Le parc abrite la cascade de Grunasi, haute de trente mètres, ainsi qu'une flore et une faune riches, parmi lesquelles la plus dense population de lynx d'Eurasie des Alpes dinariques, avec une cinquantaine d'individus.
Parc national de la vallée de Valbona
Créé en 1966 sur une superficie de 32,37 km2, puis agrandi le 15 janvier 1996, il protège désormais sur 80 km2 une grande variété de paysages, de hautes cimes jusqu'à de profondes vallées, et une grande biodiversité. Il abrite de nombreuses grottes, en particulier celle de Dragobia qui recèle la dépouille de Bajram Curri, un héros national albanais.
Parc national de l'Una
Créé le 29 mai 2008, il a une superficie de 198 km2 et tire son nom de la rivière Una qui le traverse, à l'extrême ouest de la Bosnie-Herzégovine,.
Parc national de Sutjeska
Créé en 1962, il est le plus ancien parc national de Bosnie-Herzégovine. Il couvre une superficie d'environ 172 km2 autour de la vallée de la rivière Sutjeska qui sépare le Zelengora du Maglić. Il abrite une des dernières forêts primaires d'Europe. Cette forêt porte le nom de Perućica. La forêt est composée de hêtres atteignant 60 mètres de haut et aussi de l'espèce endémique du pin noir. Le parc abrite des ours et des loups.
Parc national de Kozara
Créée en 1967, la zone est déclarée forêt nationale par le dirigeant yougoslave Tito. Le parc, d'une superficie de 35,2 km2, est composé de forêts et de zones vallonnées, au cœur de la montagne Kozara. Avec plus de 900 espèces végétales, dont certaines endémiques, on le qualifie de « beauté verte de la Krajina ».
Parc national de Risnjak
Créé le 15 septembre 1953, il est situé dans les Gorski Kotar, la région la plus montagneuse et boisée de Croatie, à environ 15 kilomètres de la mer Adriatique à l'intérieur des terres. Le parc couvre une superficie de 63,5 km2, incluant les zones centrales des massifs de Risnjak et Snežnik et la source de la rivière Kupa. L'administration du parc et les aménagements pour l'accueil du public sont situés à Crni Lug, un village sur le secteur oriental du parc.
Le sentier pédagogique de Leska fut créé par l'administration du parc en 1993. C'est un chemin circulaire de 4,5 km de long, qui débute et s'achève au centre d'accueil des visiteurs de Crni Lug. Le sentier traverse des zones de végétation diverses et plusieurs caractéristiques karstiques.
Parc national des lacs de Plitvice

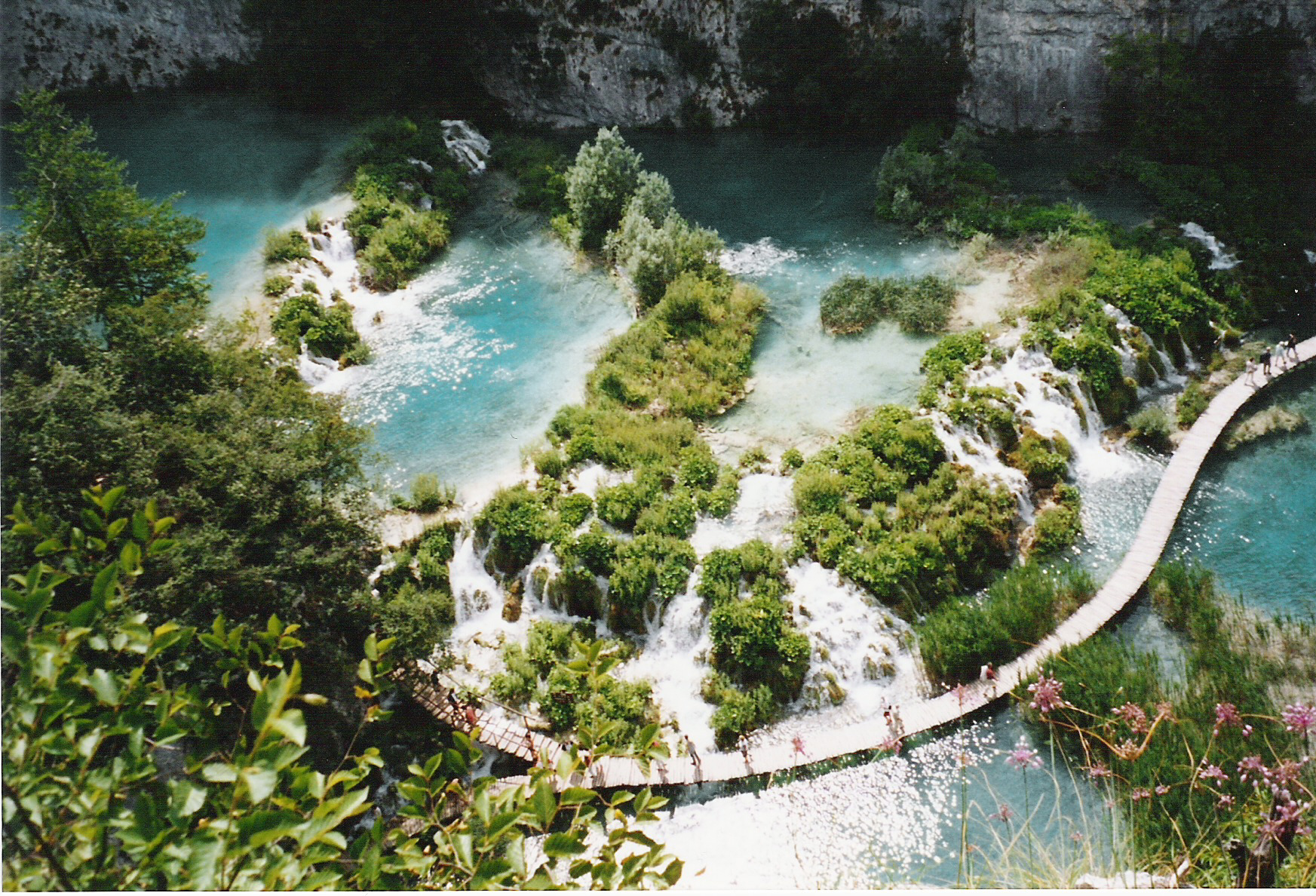
Chemin de randonnée dans les lacs inférieurs.

Créé le 8 avril 1949 et ajouté sur la liste du patrimoine mondial de l'UNESCO en 1979, il se situe à mi-chemin entre les villes de Zagreb et Zadar au sein d'un plateau karstique. Il était l'un des principaux lieux de combats pendant la guerre serbo-croate.
Le parc, d'une superficie de 295 km2, comprend non seulement les lacs de Plitvice (en croate Plitvička jezera) qui forment un ensemble de seize grands lacs reliés entre eux par quatre-vingt douze cascades ou des petites rivières tourmentées mais aussi la forêt environnante (forêt de type primitif composée principalement de hêtres et de pins) où naît la rivière Korana et qui abrite de nombreuses espèces animales et végétales rares dont les représentants les plus connus sont l'ours brun et le loup. La faune et la flore y sont donc prospères comme en témoigne la richesse piscicole des lacs. Dans les rivières et les lacs du parc, les truites peuvent atteindre un mètre.
Un chemin en rondin de bois fait le tour du parc, mais il est aussi possible de le visiter en utilisant un train panoramique et de traverser les plus grands des lacs en bateaux. Hormis le chemin et les quelques aménagements pour les touristes, la nature est laissée sauvage, aucune intervention humaine n'y étant autorisée.
Parc national de Paklenica

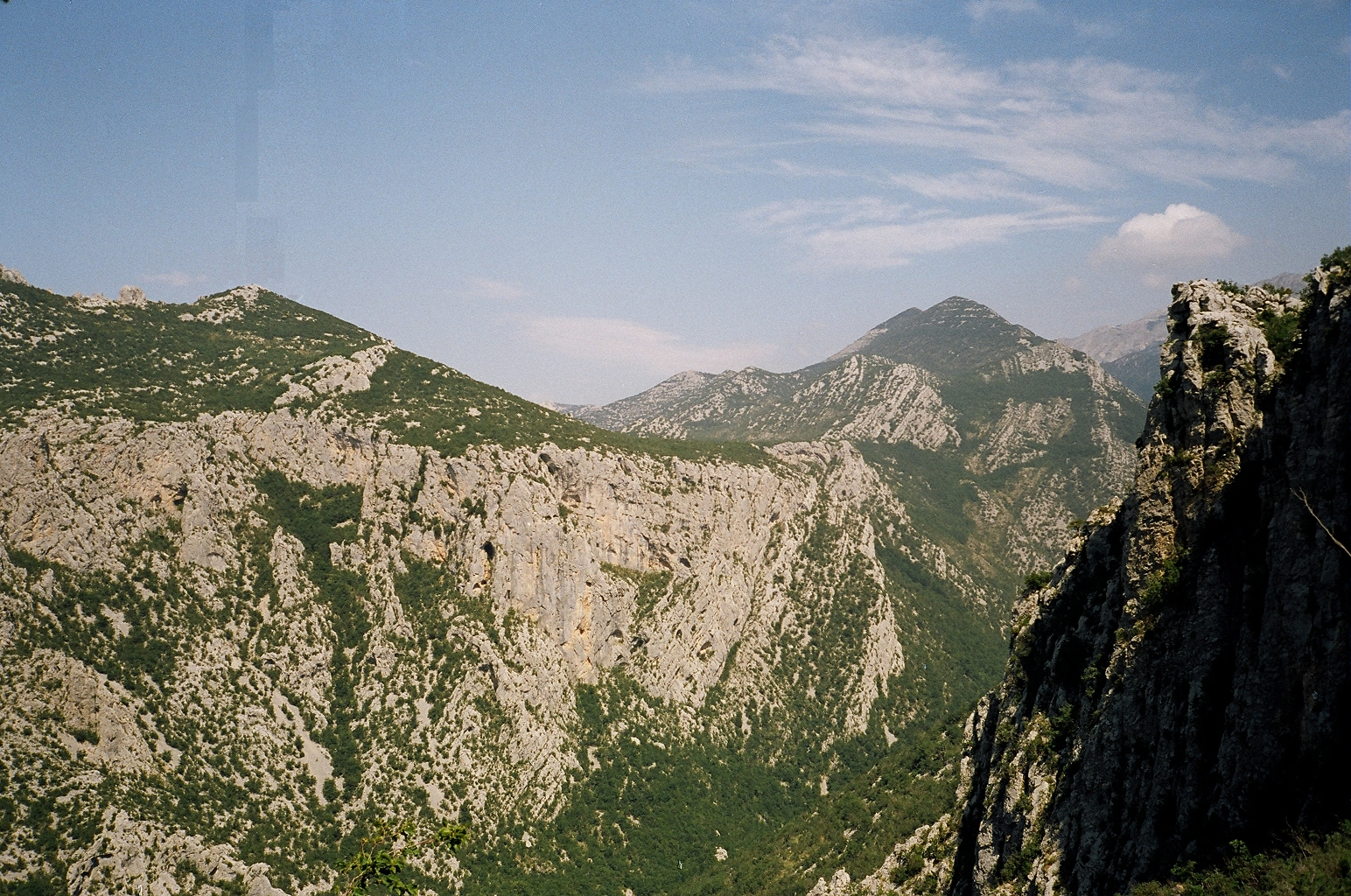
Des gorges dans le parc national de Paklenica.

Crée le 19 octobre 1949, ce site classé de 96 km2 attire de nombreux alpinistes venus du monde entier en raison de ses particularités géologiques. Il est situé dans la partie du sud-ouest du Velebit, près de Starigrad. Le parc national comprend une des forêts les plus étendues de la région méditerranéenne et deux canyons pittoresques : Velika (« Grande ») et Mala (« Petite ») Paklenica. Les parois de Velika Paklenica s'élèvent à 400 mètres. Le canyon est plus large en un endroit nommé Anića Kuk (714 m) ; c'est une des destinations préférées des grimpeurs. Dans la direction opposée se trouve Mniti Zub, un haut sommet calcaire. Il abrite aussi l'entrée de la plus fameuse grotte de la région, Manita Peć (longueur 175 m, deux larges salles avec des stalagmites et stalactites).
Parc national de Sjeverni Velebit
Créé le 2 juin 1999, il est le plus récent parc national de Croatie. La zone de 109 km2, localisée au sud de Senj, dans la partie septentrionale du massif du Velebit, a été choisie grâce à sa géologie particulière et la richesse de sa biodiversité. Le parc est sillonné par de nombreux sentiers de randonnées, mais à l'intérieur du parc, il est interdit de traverser la réserve totale des crêtes de Hajdučki et Rožanski, à l'exception du sentier de Premužić. Elle est réservée aux chercheurs munis d’autorisations officielles. Dans le passé, la zone était uniquement habitée par des éleveurs de moutons et de vaches. Des vestiges de leurs habitations sont protégés à l’intérieur du parc.
Parc national de Krka

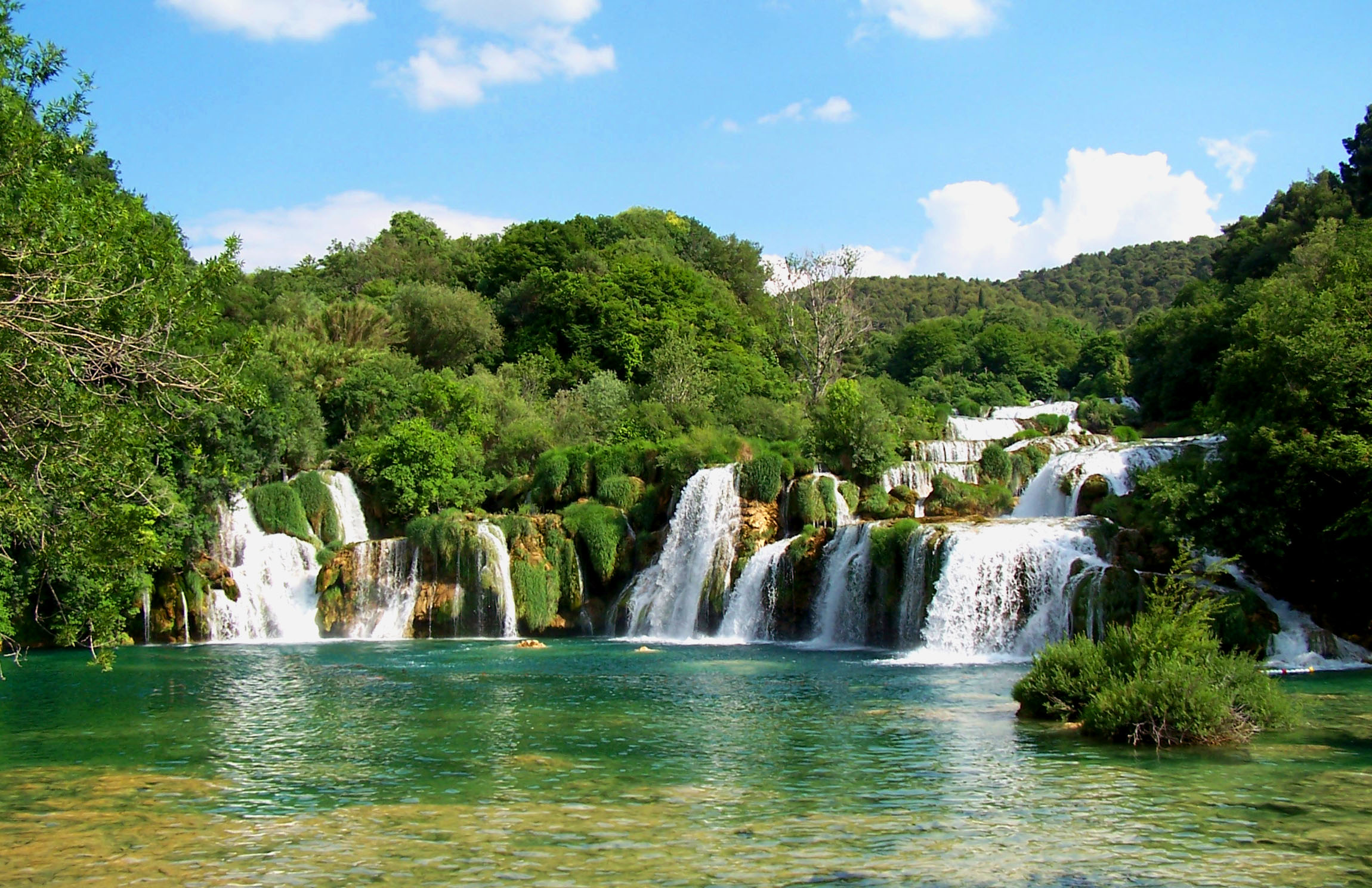
Série de chutes à Skrabinski Buk.

Crée le 24 janvier 1985, il s'étend à quelques kilomètres de Šibenik, en Croatie sur près de 109 km2. Les sept chutes d'eau de la rivière Krka constituent sa principale attraction. Chargée du calcaire du karst croate, cette rivière de 72 km coule sur les deux tiers de sa longueur dans de profonds canyons en se frayant sa voie vers la mer Adriatique. La région de la rivière Krka est riche en traces d’anciens peuplements, en monuments historiques, en édifices religieux et en forteresses. Le barrage hydroélectrique a été le premier du genre à produire du courant électrique continu en Croatie.
Parc national de Mljet
Créé le 11 novembre 1960, il se situe dans la partie septentrionale de l'île de Mljet, en mer Adriatique. Une partie du parc se trouve en milieu marin.
Il a été classé en raison de ses particularités rocheuses, de ses lacs salés qui abritent une flore endémique, de la fragilité de ses forêts, de la présence d'anciens monastères, basiliques ou palais romains et de sa richesse historique en général.
Parc national des Kornati

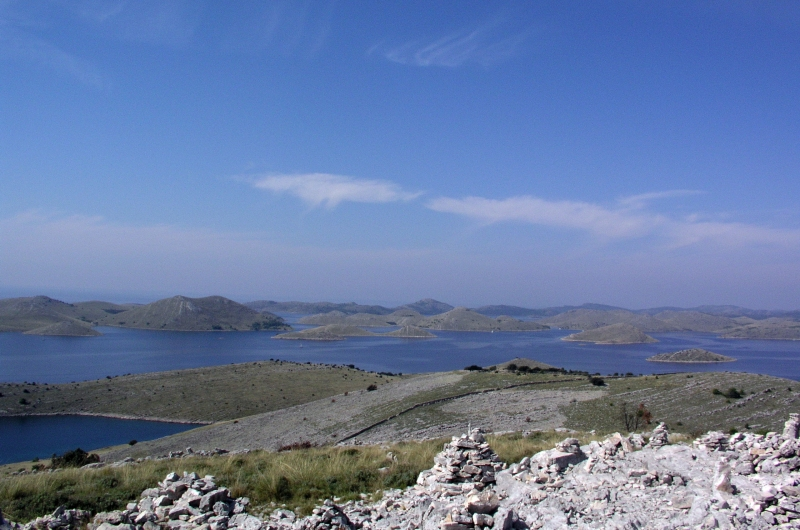
Chapelet d'îles dans l'archipel des Kornati.

Créé le 24 juillet 1980, il protège 89 îles de l'archipel des Kornati, en Croatie. Le parc s'étend sur une superficie totale de 220 km2 et comporte 238 km de côtes. Les îles présentent la caractéristique de posséder d'immenses falaises qui se jettent dans la mer Adriatique. Les zones marines du parc sont également très riches d'un point de vue biodiversité, avec 700 à 800 espèces de plantes et de nombreux oiseaux marins, mais aussi par la géologie des fonds.
Parc national de Durmitor
Créé le 6 septembre 1952, et inscrit sur la liste du patrimoine mondial de l'UNESCO en 1980, il inclut sur 390 km2 le massif du Durmitor, le canyon de la Tara, la Sušica et la Draga, et la partie supérieure du plateau du canyon de Komarnica, ce qui en fait le plus grand parc national du Monténégro. Il abrite des forêts très denses avec une importante flore endémique, ainsi que de nombreux petits lacs.
Parc national de Biogradska gora
Proclamé parc national en 1952, il protège une forêt primaire avec des arbres de plus de 500 ans située dans le massif de Bjelasica au centre du Monténégro. Avec 54 km2, il s'agit du plus petit des quatre parcs nationaux du pays. Dans le passé, la forêt était connue sous le nom de Branik Kralja Nikole. Les sommets y dépassent les 2 000 mètres et on y trouve plusieurs lacs glaciaires dont le lac de Biograd. Le siège du service de gestion du parc est localisé dans la municipalité de Kolašin.

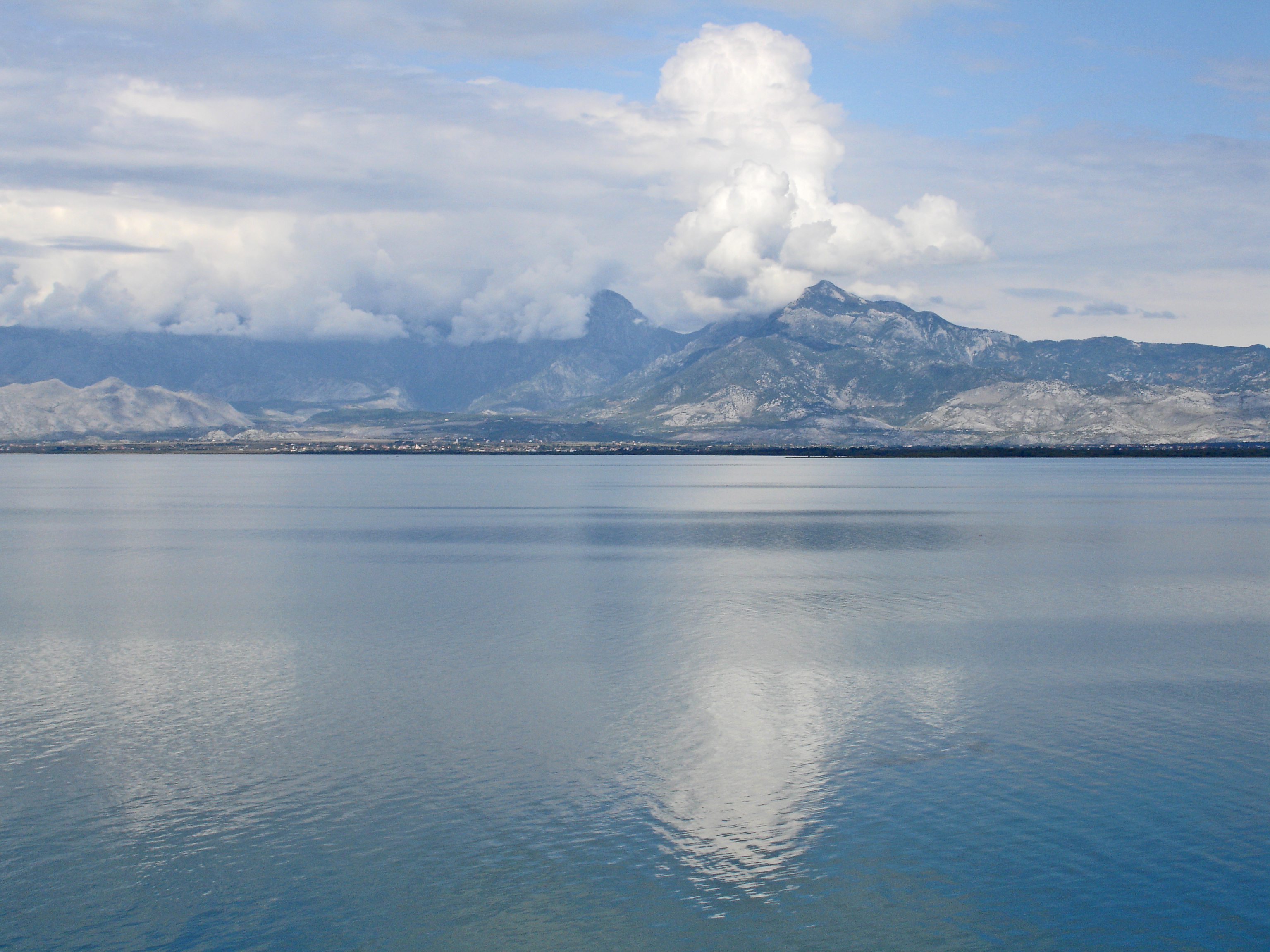
Le lac de Shkodra.

Parc national du lac de Skadar
Créé en 1983, le parc est essentiellement constitué du lac de Shkodra (Skadarsko jezero). Ce dernier a une superficie qui varie entre 370 km2 et 530 km2 en fonction du niveau de l’eau. Il s’agit du plus important lac de la péninsule balkanique. Sa profondeur moyenne est de 6 mètres mais elle peut atteindre les 60 mètres. Environ deux tiers du lac sont situés au Monténégro alors que le dernier tiers appartient à l’Albanie. La superficie du parc est de 400 km2. Le lac est situé à seulement 7 km de la mer Adriatique. Ses eaux s’y déversent par l’intermédiaire du fleuve Bojana.
Le lac possède de nombreuses baies et ses rives sont généralement marécageuses. La partie sud du parc est plus rocailleuse et une forêt de châtaigniers y est présente. Le lac dispose également de plusieurs petites îles.
Le parc abrite 264 espèces d’oiseaux, en particulier le Pélican frisé, emblème du parc, 48 espèces de poissons, 930 espèces d’algues et une forêt de feuillus.
Parc national du Lovćen
Créé en 1952, il englobe une partie du mont Lovćen, en particulier ses deux pics principaux, sur une superficie de 62,2 km2. Bien que la végétation sur le sommet des montagnes soit assez réduite, la flore est riche de 1 300 espèces de plantes. On trouve environ 200 espèces d’oiseaux dans le parc ainsi que de nombreux insectes.
Le parc accueille aussi, près du pic Jezerski vrh, le mausolée du poète et philosophe Petar II Petrović-Njegoš.
Parc national de Tara
Seul parc national des Alpes dinariques serbes, il a été créé le 13 juillet 1981 et s'étend sur les monts Tara et Zvijezda, dans une large boucle que forme la Drina ; classé dans la catégorie II de l'Union internationale pour la conservation de la nature (UICN), celle des « aires protégées gérées principalement dans le but de protéger les écosystèmes et à des fins récréatives », il couvre une superficie d'environ 192 km2, à une altitude comprise entre 1 000 et 1 500 m ; l'administration du parc est située dans la ville de Bajina Bašta.
En raison de sa richesse en avifaune, la plus grande partie du massif est également considérée comme une zone importante pour la conservation des oiseaux (en anglais : Important Bird Area, en abrégé : IBA ; en français abrégé : ZICO). La zone de protection couvre une superficie de 360 km2, dont 70 % sont couverts de forêts.
À l'intérieur même du parc de Tara, ou dans ses environs immédiats, dix réserves naturelles un sanctuaire historique font l'objet d'une protection et d'un classement particuliers.

### Randonnée et alpinisme
Même si les sentiers européens de grande randonnée « évitent » les Alpes dinariques, la liberté de déplacement à proximité des zones frontalières est relativement large pour les touristes, notamment entre la Slovénie et la Croatie, ou entre la Bosnie-Herzégovine et le Monténégro. Cependant, l'accès à certaines régions où le trafic de contrebande est intense est strictement contrôlé, en particulier entre le Monténégro et l'Albanie. L'approche des camps militaires, comme autour de la frontière du Kosovo, ou la photographie de certaines installations civiles sensibles, sont également délicates.
En Slovénie, la Haute-Carniole compte dix-huit refuges de montagne. Le plus élevé est le refuge Drago Karolina, au sommet du Snežnik, à 1 796 mètres d'altitude. Il possède 8 lits et 20 couchettes. La Basse-Carniole en compte six, tous à 1 000 mètres ou moins.
La Croatie possède plusieurs sentiers de grande randonnée dans les Alpes dinariques. La Riječka Transverzala relie la côte d'Istrie au massif d'Učka. Le Mrkopaljski planinarski put traverse les paysages calcaires de Samarske stijene. Le Kapelski planinarski put traverse le Velika Kapela. Le Vihoraški put en est la partie la plus impressionnante entre Ratkovo sklonište et le planinarska kuća de Bijelim stijenama. Le Goranski planinarski put est un itinéraire circulaire qui part de la frontière entre la Croatie et la Slovénie, passe par le Snežnik et le Risnjak, le Gorski Kotar, le Bjelolasica, le Samarske stijene, le Bijele stijene puis le mont Klek dans le Velika Kapela, jusqu'à Ogulin. Le Spojni planinarski put relie le Velika Kapela au nord du Velebit, du Bijele stijene à Oltare en passant par le Kolovratske stijene. Le Velebitski planinarski put est le plus long sentier de grande randonnée de Croatie ; il traverse tout le Velebit d'Oltare, au nord, jusqu'au parc national de Paklenica et à Starigrad, au sud. Le Premužićeva staza est la remarquable section septentrionale et centrale du VPP, s'étendant du planinarski dom du Zavižan à Baške Oštarije. Le Biokovska planinarska staza et sa variante le Poučni ekološki put traversent le Biokovo. Quelques sentiers permettent également de gravir les sommets du Mosor : Debelo brdo, Ljubljan, Vickov stup, Veliki Kabal ou Kozik. Des sentiers sillonnent aussi les îles accidentées de Pelješac, Brač, Cres et Lošinj dans l'Adriatique. Près de soixante-dix itinéraires sont certifiés par le Club alpin croate. Cette association (anciennement Hravtski planinarski družtvo — HPD —, désormais Hravtski planinarski savez — HPS), fondée en 1874, est le neuvième plus ancien club alpin au monde. Il a entre autres pour mission le balisage des itinéraires au travers de la Croatie. Il est assisté depuis 1950 du Service de secours en montagne croate (HGSS) qui dispose de quinze postes d'intervention dans tout le pays. Les quelque 127 refuges de montagne que compte le pays se classent en trois catégories : les planinarski dom sont des gîtes employant du personnel et accessibles à tous ; les planinarska kuća sont des refuges ouverts seulement sur réservation auprès des clubs alpins ou d'organismes privés ; les sklonište sont des abris sommaires gratuits libres d'accès en toute saison. Certains dom et kuća ont des périodes d'ouverture limitées à la période estivale voire seulement le week-end. Il est toléré de bivouaker en montagne en dehors des parcs nationaux.

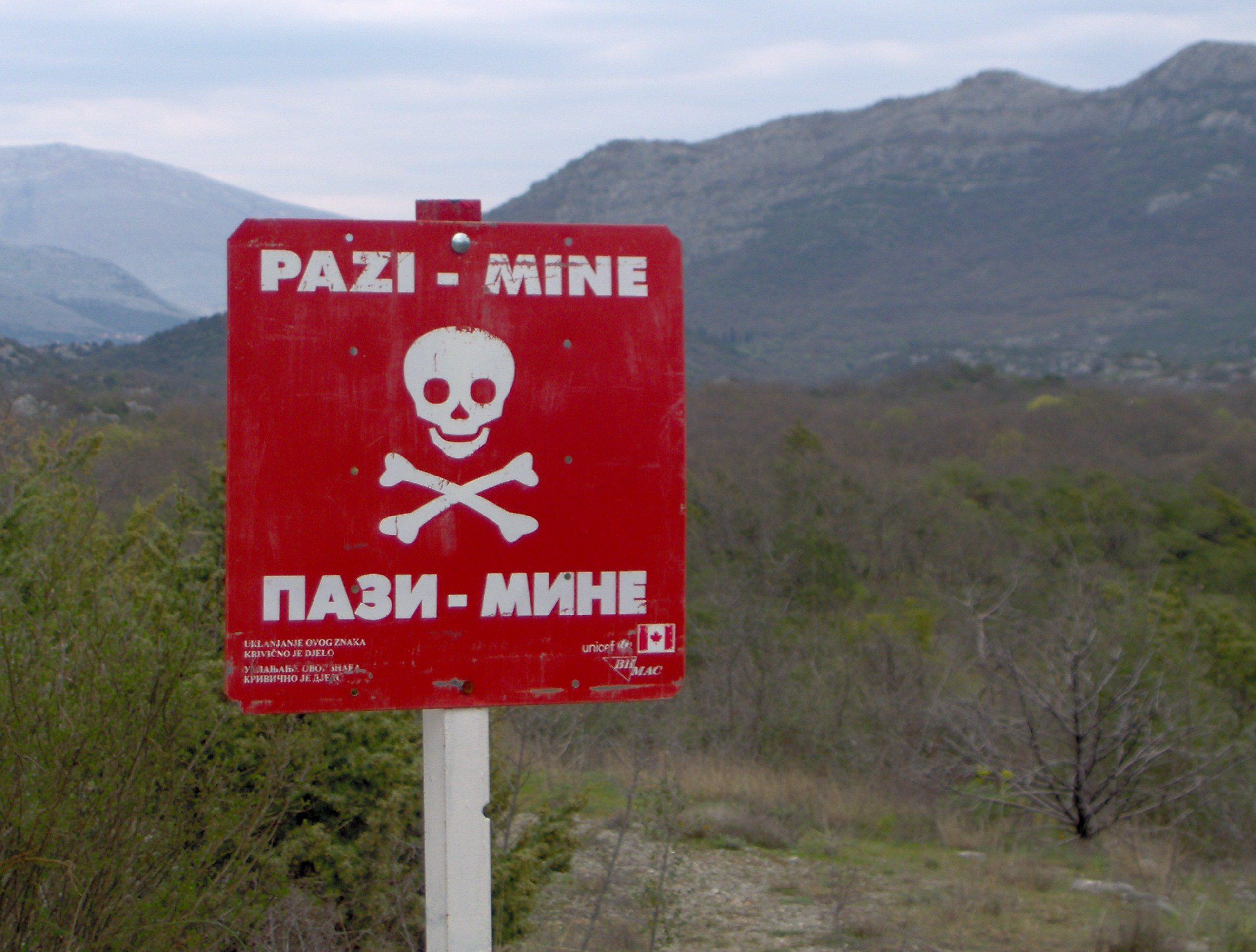
Panneau avertissant de la présence de mines antipersonnel en Bosnie-Herzégovine.

De nombreux refuges sont également présents en Bosnie-Herzégovine, en particulier dans les environs de Sarajevo. Parmi ceux-ci se trouve le dom Stanari (1 585 m) construit en 1949 sur le Bjelašnica et disposant de 46 couchettes. Il est dominé depuis 1950 par le kuća Hranisava à 1 960 mètres d'altitude, à une centaine de mètres sous le sommet de la montagne. Le dom Šavnici (940 m) a été construit en 1951 mais incendié en 1999 ; il a été restauré et est devenu un refuge populaire avec 10 couchettes mises à disposition des randonneurs, à proximité de Sarajevo. Le kuća Podgradina est situé à 1 350 m d'altitude, sous le Gradinske stijene, et offre 20 couchettes. Le dom Sitnik (1 765 m) a été construit en 1949 et dispose de 15 couchettes. Le Hrasnički stan (1 315 m) a été construit en 1950 sur le mont Igman, tout comme le kuća Javornik (1 498 m) qui compte actuellement 20 lits. Malheureusement, la Bosnie-Herzégovine reste de loin le pays le plus touché par la présence de mines antipersonnel depuis la guerre de Bosnie-Herzégovine. Même si de nombreux sentiers ont été sécurisés, l'accès à certaines régions montagneuses, le long des anciennes lignes de front, est fortement déconseillé. Ainsi, l'ascension de la Treskavica, au sud de Sarajevo, n'est raisonnablement possible qu'en hiver, lorsque le manteau neigeux recouvre les champs de mine. Les chiffres officiels pour 2009 estiment à 220 000 le nombre d'objets non explosés, en 13 000 points différents couvrant 1 573 km2 de zones suspectées, soit 3,1 % de la superficie totale du pays.
En Serbie, dix-huit chemins de randonnée, entièrement balisés, sillonnent le parc national de Tara et forment un réseau de 100 kilomètres. De nombreux parcours prennent comme point de départ Mitrovac, comme le sentier qui passe par Krnja Jela et, après 10 kilomètres de marche, conduit au mont Zborište. À l'ouest du massif, le dom Javor, à Predov krst, constitue le point de départ de nombreux autres circuits ; un parcours passe à Bulibanovac et rejoint le mont Zborište, un autre passe par Manastirski stanovi (Kaluđerski stanovi) et rejoint le monastère de Rača. Tous ces parcours, compris entre 3 et 18 kilomètres, sont en général considérés comme de difficulté moyenne. Les monts Zlatibor offrent également de nombreuses possibilités d'excursions ou de randonnées pour les amateurs de nature. Il est possible de gravir ses sommets toute l'année.
Au Monténégro, les refuges sont rares et sommaires comparés à leurs homologues croates, à tel point qu'il est parfois préférable d'envisager le camping. Parmi les quelques exceptions figurent les refuges de Lokvice, de Škrčko, le dom Orjen sedlo ou encore le dom za Vratlo. Il existe de nombreux sentiers de grande randonnée dans le pays. Le plus connu est la Crnogorsko transverzala qui relie sur une distance de 120 kilomètres le Durmitor aux monts Kučka krajina, en passant par le Sinjajevina, le Bjelasica, le Komovi et le Maglić. D'autres itinéraires permettent de découvrir l'Orjen, le mont Lovćen et le Prokletije. Les cirques, les couloirs et les pics du Durmitor, du Prokletije et du Komovi offrent de belles possibilités pour les alpinistes.

### Spéléologie

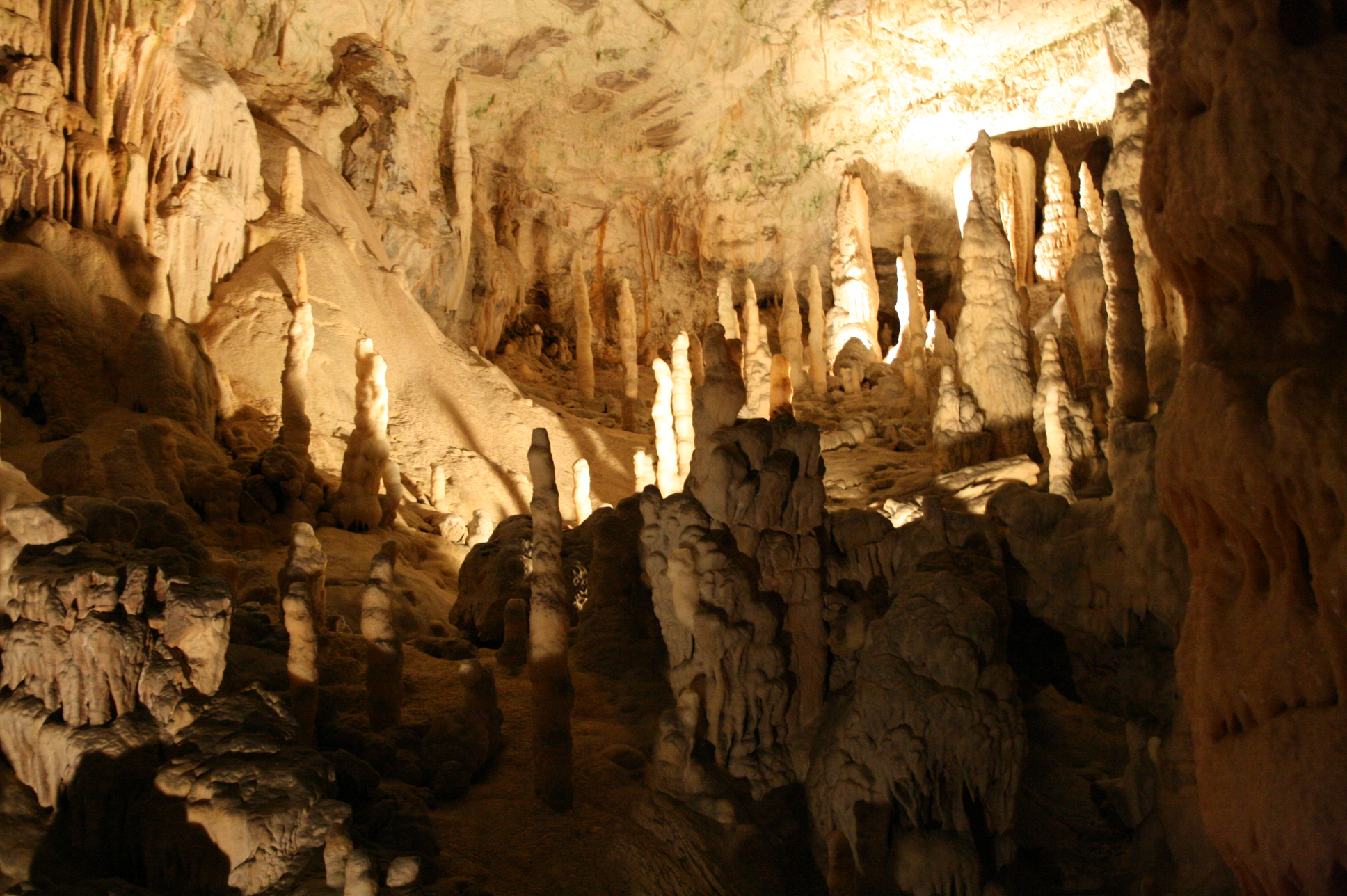
La grotte de Postojna (Postojnska jama) fait partie du plus grand système souterrain — 20570 mètres de longueur, 115 mètres de profondeur — et constitue la principale attraction de la Slovénie.

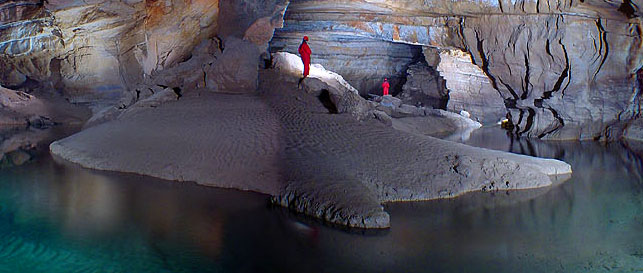
La grotte de Križna (Križna jama), dans le sud de la Slovénie : 8273 mètres de longueur, 32 mètres de profondeur. Elle abrite de nombreux lacs souterrains.

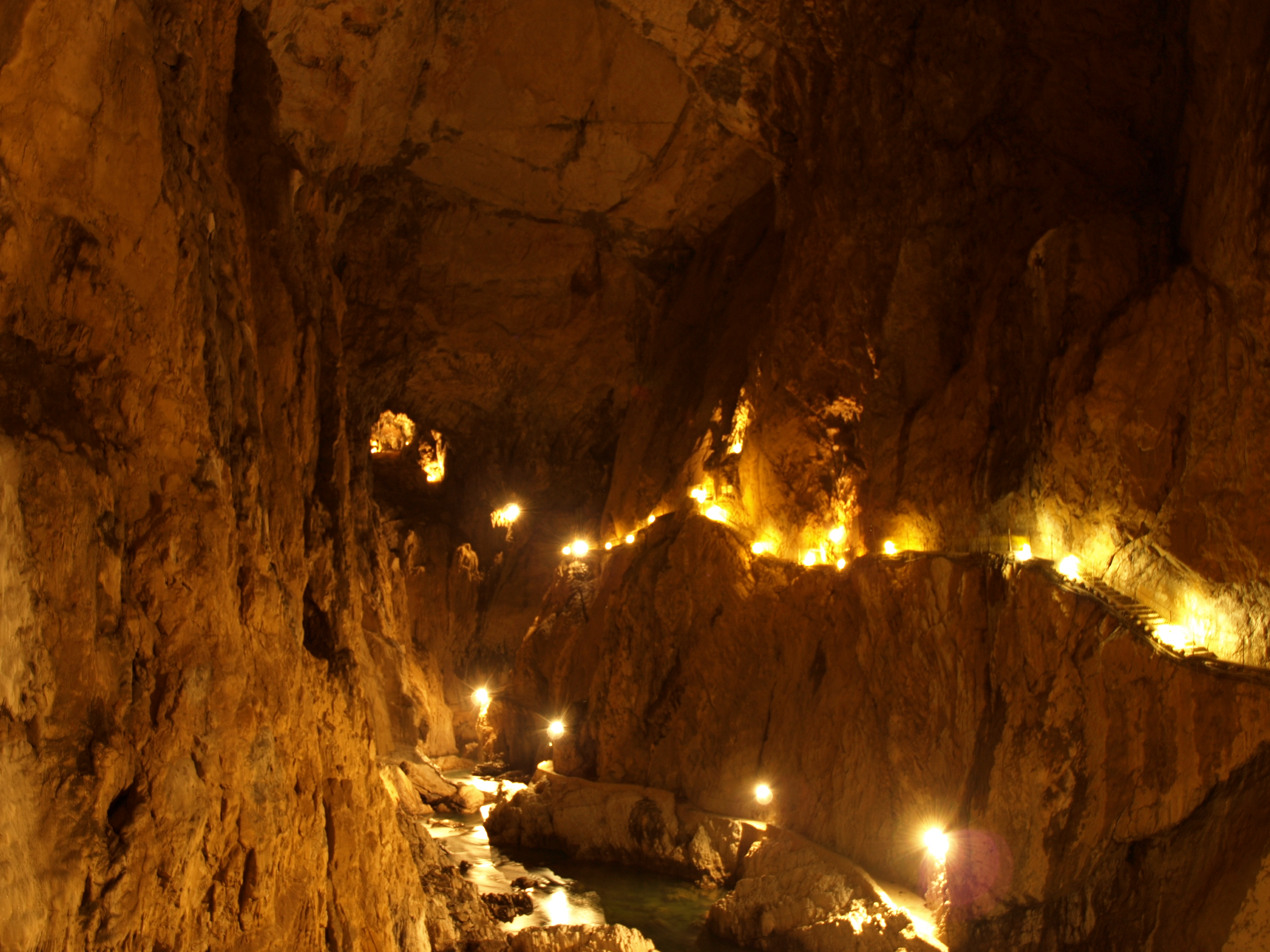
Une des grottes de Škocjan, seul site slovène inscrit sur la liste du patrimoine mondial de l'UNESCO. Au fond de cette grotte s'écoule la rivière Reka.

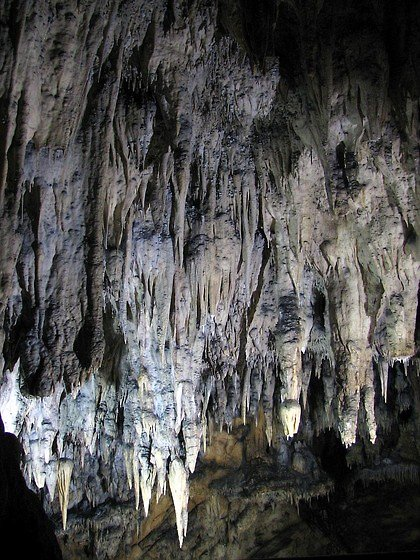
Formations calcaires dans la grotte de Barac (Baraceve jama), en Croatie.

De nombreuses cavités existent dans les Alpes dinariques, en raison de la nature calcaire du massif. Ces grottes sont très propices à la pratique de la spéléologie. Mais elles peuvent également abriter d'importantes richesses naturelles et historiques.
En Slovénie, le Carso offre parmi les plus longues cavités du monde. Le système de la grotte de Postojna, avec les grottes d'Otoška, Magdalena, Pivka et Črna, sur les municipalités de Postojna et Pivka, compte 20 570 mètres de galeries et s'enfonce à 155 mètres de profondeur. La grotte de Kačna (Kačna jama), dans la municipalité de Divača, a une longueur de 13 250 mètres et une profondeur de 280 mètres. Le système de Predjama, qui inclut Požiralnik Lokve et Jama v Grapi, également dans la municipalité de Pivka, possède 13 092 mètres de galeries jusqu'à 143 mètres de profondeur. Au total, la Slovénie abrite près de 70 grottes dépassant les 1 000 mètres de longueur. Parmi elles figure encore le système des grottes de Škocjan qui inclut également la grotte de Krastača. Il est situé dans un parc régional de 413 ha et localisé sur la commune de Divača. Il s'agit de la plus grande zone humide souterraine au monde et, depuis 1986, les grottes sont inscrites à ce titre sur la liste du patrimoine mondial de l'UNESCO. Le système de grottes est long de 6 200 mètres avec une profondeur maximale de 223 mètres. Toutefois, une partie des grottes slovènes se situe dans les Alpes juliennes et les Alpes kamniques, plus au nord, en particulier les gouffres les plus profonds du pays, à plus de 1 000 mètres sous terre. Pas moins de 45 associations permettent de découvrir ces cavités.
Le plus vieux témoignage connu sur les grottes de Croatie date de 1096. Il s'agit d'un document ecclésiastique en latin décrivant les environs du monastère de Sveti Krševana sur l'île d'Ugljan. Cette cavité est reportée de nouveau en 1166, 1652 et 1737 tandis qu'elle est représentée pour la première fois sur une carte en 1716. Elle est explorée par Mirko Malez en 1952. En 1584, Nikola Vitov Gucetić est l'auteur de la première thèse scientifique en spéléologie de Croatie. En 1886, le comité de préparation touristique de la grotte de Samograd, à Perušić, constitue la première association spéléologique nationale. En 1910, Dragutin Gorjanović Kramberger fonde le premier comité d'exploration scientifique au sein du Comité géologique du royaume de Croatie-Slavonie, ce qui en fait la première société professionnelle du pays. L'exploration des profonds gouffres de Croatie commence réellement en 1957 avec celle du gouffre de Čudinka (203 mètres de profondeur). Suivent celui de Vrtlina (−195 m) dans le sud du Velebit en 1961, celui de Puhaljka (−318 m) en 1975 ou encore celui de Ponor Bunovac (−534 m). Des expéditions sont menées dans le système des grottes de Lukina (nommée d'après Ozren Lukic, un spéléologue tué dans le massif alors qu'il combattait pendant la guerre de Croatie) et de Trojama, au sein du parc national de Sjeverni Velebit, entre 1993 et 1995. La profondeur de 1 392 mètres est atteinte, ce qui en fait à l'époque la neuvième plus profonde cavité du monde, et à ce jour encore la plus profonde de Croatie. Trois micro-couches climatiques distinctes composent la grotte : à l'entrée, la température est de 1 °C, dans la partie médiane elle est de 2 °C, tandis que le fond atteint 4 °C. Des cours d'eau dont le niveau varie selon la saison sont présents en dessous de 550 mètres de profondeur. Une espèce de sangsue troglobie endémique, Marifugia cavatica, a été découverte, mais la présence de Niphargus croaticus, Aplpioniscus hercegowiniensis, Hassia stenopodium, Astagobius angustatus ainsi qu'une espèce de chauve-souris a également été constatée. En 2003, le gouffre Velebita est découvert et la profondeur de 1 026 mètres est atteinte, soit la troisième plus importante du pays, derrière la grotte de Slovačka (−1 320 m). Mais il est surtout remarquable par la hauteur de son puits qui, avec 513 mètres, constitue la plus grande verticalité souterraine du monde connue à ce jour. La température varie de 3,2 à 5,8 °C et l'humidité de 70 à 96 %. L'air est le plus chaud et le plus sec à l'entrée, où le vent souffle à 2,5 m/s. Une des plus importantes colonies de sangsues (espèce endémique Croatobranchus mestrovi) découvertes jusqu'à présent vit au fond de la grotte, dans de petites vasques et cours d'eau. Au total, 14 gouffres de plus de 500 mètres et 39 supplémentaires entre 500 et 250 mètres ont été explorés en Croatie. 61 % se trouvent dans le Velebit, 18 % dans le Biokovo et 6 % dans le Gorski Kotar. Trois systèmes de grottes dépassent 10 000 mètres de galeries connues interconnectées : Đulin ponor - Medvedica (16 396 m), Panjkov ponor- Kršlje (12 385 m) et Kita Gaćešina (10 572 m). 48 autres dépassent 1 000 mètres de long. 30 % se trouvent dans le Velika Kapela, 21 % dans la Lika, 19 % dans le Velebit, 8 % dans les massifs côtiers de la Dalmatie. En 2006, 9 500 rapports d'exploration avaient été recensés en Croatie. La surfréquentation de certaines grottes ainsi que la contamination extérieure des sols, drainée durant les périodes de forte pluie, ont provoqué une pollution et une fragilisation des formations karstiques.
La plus grande grotte de Bosnie-Herzégovine est Vjetrenica, près du village de Zavala dans la municipalité de Ravno, au niveau du poljé de Popovo. Elle possède 6 700 mètres de galeries explorées, avec un boyau principal de 2 470 mètres de long orienté vers le sud. Toutefois, les géologues estiment qu'elle pourrait couvrir entre 15 et 20 kilomètres et rejoindre la mer Adriatique. Elle abrite de nombreux lacs souterrains, dont le Veliko Jezero (« Grand lac ») et accueille une centaine d'espèces dont le tiers sont endémiques, ce qui en fait la plus riche au monde. L'air est à une température constante de 11 °C et soumis à un fort vent régulier. Il est fait mention de cette grotte pour la première fois par Pline l'Ancien en 77 dans Historia naturalis, mais c'est Karel Absolon qui fait les découvertes les plus importantes dans les années 1910, avant que de nouvelles recherches soient régulièrement menées. Ainsi, en 1968, plusieurs ossements animaux sont mis au jour, dont un squelette complet de léopard. Des gravures typiques des tombes (stećak) de la Bosnie médiévale ont également été découvertes à l'entrée de la grotte. Près de Stolac, la grotte de Badanj (Badanj Pećina) est fameuse pour ses œuvres pariétales datant de 12 000 à 16 000 ans.
En Serbie, le système des grottes d'Ušački (Ušački pećinski sistem), dans le poljé de Pešter sur la municipalité de Sjenica, a été exploré en 1973 et a une longueur connue de 6 185 mètres, ce qui en fait le deuxième du pays, et une profondeur de 65 mètres. Le ponor de Dragov, dans la municipalité de Valjevo, a une profondeur de 200 mètres. Le gouffre de Velikom Igrištu (Jama na Velikom Igrištu) ou gouffre de Cvijićeva, dans le village de Čestobrodica dans la municipalité de Požega, a été exploré en 1984 et a une profondeur de 171 mètres.
Au Monténégro, les dimensions de ces cavités sont également impressionnantes. La grotte de Vražjim Firovima (Pećina nad Vražjim Firovima), dans le poljé de Pešter dans la municipalité de Bijelo Polje, est explorée depuis 1987 et a une longueur connue de 10 550 mètres, mais celle-ci pourrait dépasser les 11 750 mètres, tandis que sa profondeur atteint 120 mètres. La grotte de Lipska (Lipska pećina), dans la municipalité de Cetinje, a une longueur de 3 410 mètres. La grotte de Njegoš (Njegoš pećina), sur le mont Lovćen, a été explorée entre 2003 et 2007 et a une longueur de 3 315 mètres pour une profondeur de 340 mètres. Au moins six autres cavités ont une longueur comprise entre 1 000 et 3 000 mètres dans le pays. Le gouffre de Vjetrenim brdima (Jama na Vjetrenim brdima), dans la municipalité de Žabljak, dans le Durmitor, a été exploré en 1984, 1985, 2002 et 2004 et a pour sa part une profondeur de 775 mètres. Kozí Díra, dans l'Orjen, a été exloré entre 2000 et 2007 et a une profondeur de 654 mètres. Le gouffre de Malom Lomnom dolu (Jama u Malom Lomnom dolu), également dans la municipalité de Žabljak, dans le Durmitor, a été exploré en 1984 et 1985 et a une profondeur de 605 mètres. Duboki do, sur le mont Lovćen, a été exploré pour la dernière fois entre 2003 et 2007, et a une profondeur de 506 mètres et une longueur de 2 178 mètres. Au moins six autres cavités ont une profondeur comprise entre 300 et 500 mètres.

### Sports d'hiver
Quelques stations de sports d'hiver, généralement de taille modeste, sont installées sur les montagnes des Alpes dinariques. En Slovénie, toutefois, elles sont exclusivement tournées vers les Alpes juliennes et les Karavanke, qui offrent des sommets plus élevés et de meilleures conditions d'enneigement. Sur les quatre stations principales que compte la Croatie, deux se trouvent dans les Alpes dinariques. Bjelolasica est le centre olympique national, situé dans le Velika Kapela, près de Karlovac. Il accueille six remontées mécaniques et sept pistes de ski alpin, mais aussi des installations pour la pratique du ski de randonnée et des activités hors-saison. Platak se trouve à 26 kilomètres de Rijeka et offre six remontées mécaniques. Sarajevo a accueilli les Jeux olympiques d'hiver de 1984. La ville, véritable capitale des Alpes dinariques, est entourée de montagnes équipées d'installations pour la pratique des sports d'hiver : le Bjelašnica, le Jahorina et le mont Igman regroupent au total dix-sept remontées et vingt-quatre pistes représentant trente-trois kilomètres, et offrent aussi un snowpark. Blidinje, toujours en Bosnie-Herzégovine, possède trois remontées et cinq pistes entre les monts Čvrsnica et Vran. Busovača et Igrišta sont deux petites stations situées respectivement à proximité de Travnik et Vlasenica et comptant deux remontées mécaniques chacune. Kupres offre quatre remontées et cinq pistes. Enfin, le mont Vlašić accueille quatre remontées et six pistes. Au Monténégro, la station de Kolašin, à quinze minutes du centre-ville, dans les monts Bjelasica, offre cinq remontées mécaniques et vingt kilomètres de pistes. Žabljak-Durmitor est une station constituée de trois domaines différents qui possèdent au total huit remontées et huit pistes. En Serbie, la ville de Zlatibor et le mont Tornik abritent des installations pour la pratique des sports d'hiver, mais les plus grandes stations sont tournées vers les monts Kopaonik. Au Kosovo et dans le nord de l'Albanie, quelques petites stations de ski locales sont installées aux pieds des monts Prokletije, à l'instar de Bogë qui compte une remontée pour autant de pistes, mais la plupart se situent dans les monts Šar, mieux abrités et au relief plus propice, ce qui fait que beaucoup sont aujourd'hui désaffectées, faute de fonds financiers.